# Sacré-Cœur (Paray-le-Monial)
Die spätromanische Basilika und ehemalige Prioratskirche Sacré-Cœur (heiliges Herz) steht in der Stadt Paray-le-Monial in Ost-Frankreich, in der Region Bourgogne-Franche-Comté im Département Saône-et-Loire. Ihr Narthex mit der zweitürmigen Fassade spiegelt sich in den Wassern des westlich an ihr vorbeifließenden Flusses Bourbince.
Sacré-Cœur wird von Kunsthistorikern als die bekannteste Cluny III- Nachfolgerin und als eine der berühmtesten Kirchen Burgunds eingestuft. Die heutige Kirche Paray III ersetzte zwei Vorgängerinnen: eine frühromanische Kirche Paray I, an die einige Jahre später die ebenfalls erhaltene Vorhalle mit dem zweitürmigen Westwerk angefügt wurde, und dadurch zu Paray II wurde.
Vor ihrer Umwidmung in Sacré-Cœur im Jahr 1873 stand die Kirche und ihre Vorgängerinnen unter dem Patronat der Notre-Dame. Ihre Ähnlichkeiten zu Cluny III, aber in kleinerem Maßstab, führte häufig zu ihrem Beinamen „Klein-Cluny“ oder „Taschenausgabe“ von Cluny III.
Seit dem späten 19. Jahrhundert ist Paray-le-Monial mit seiner Kirche einer der meistbesuchten Pilgerorte Frankreichs.

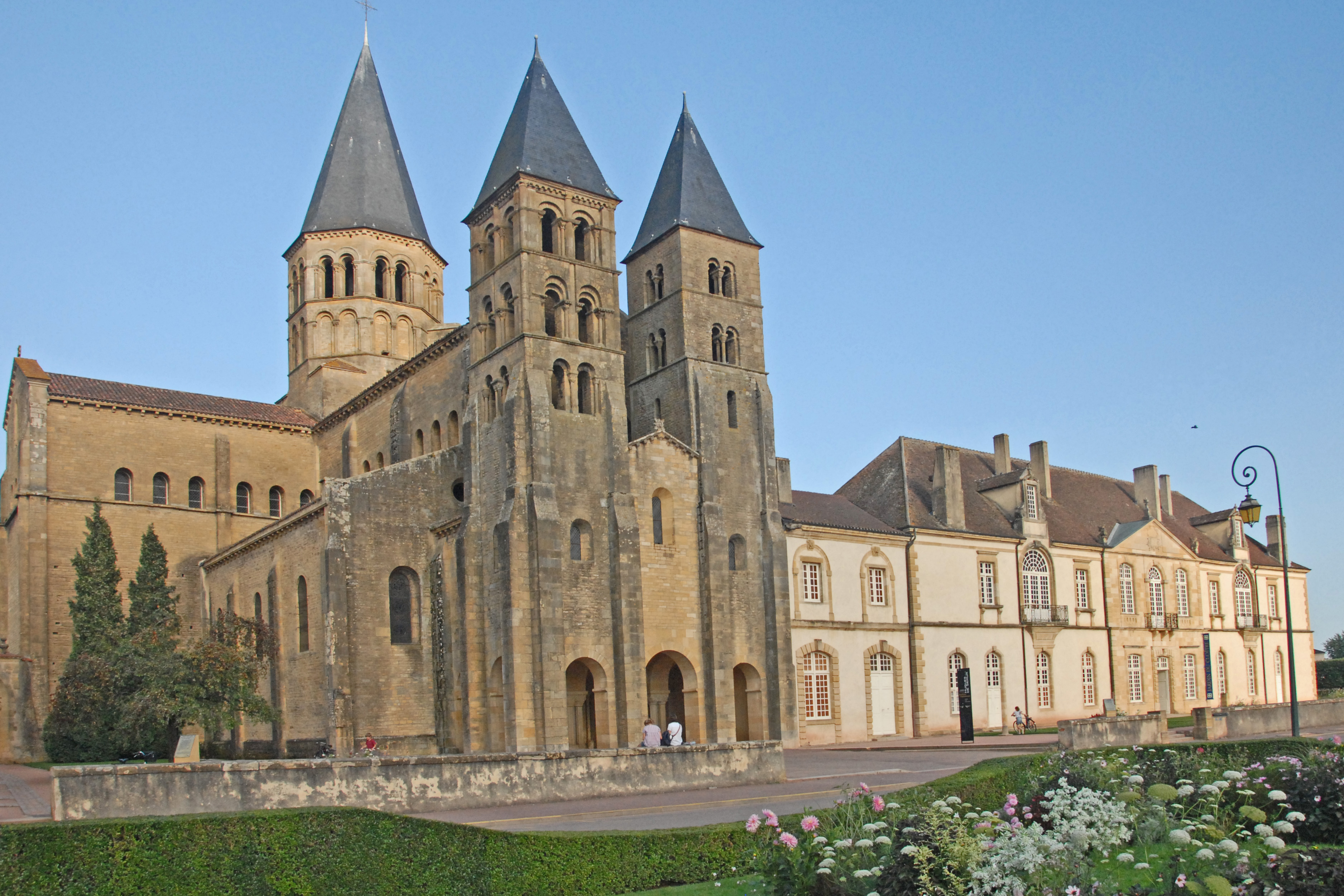
Klosteranlage von Nordwest

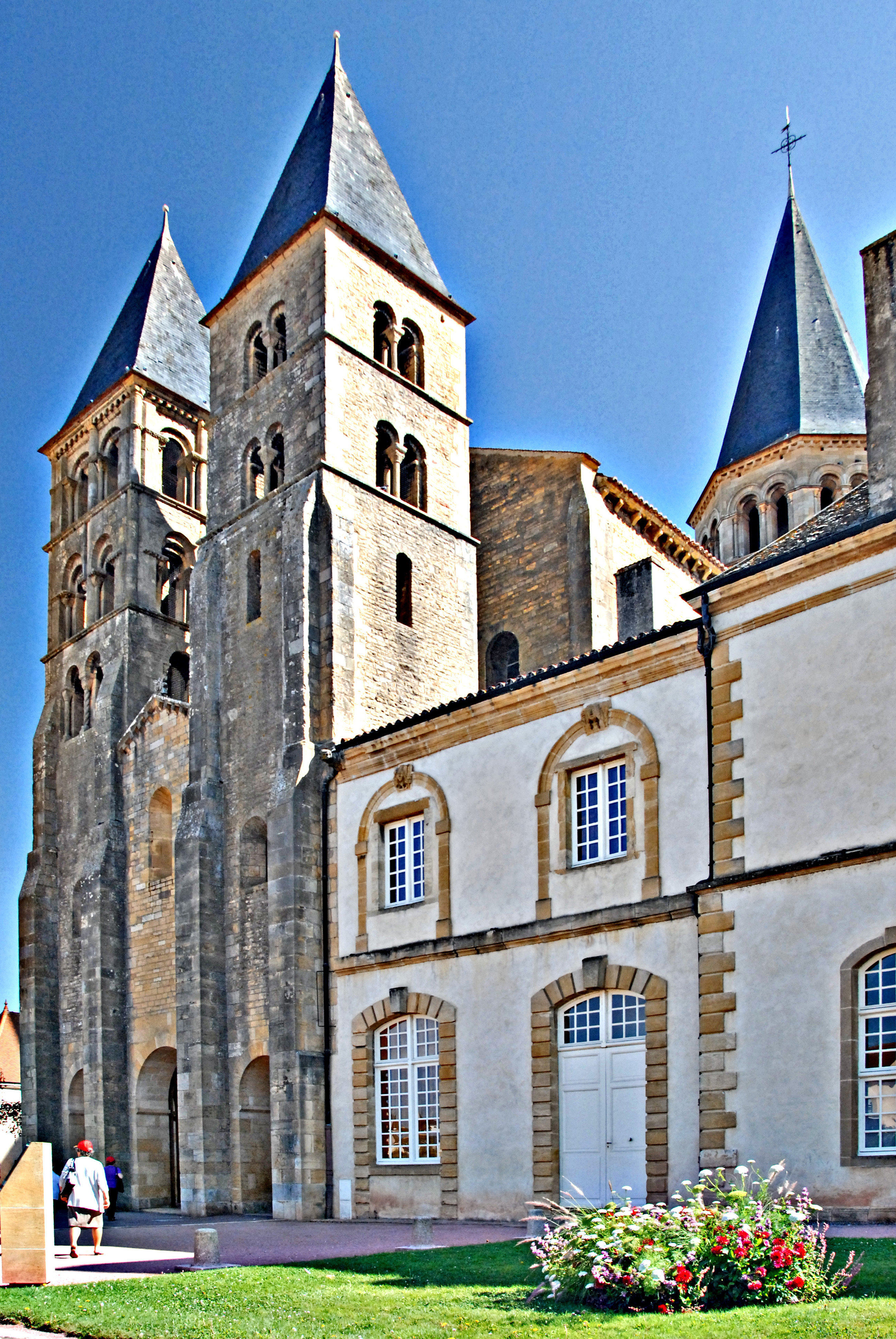
Westwerk von Südwest

## Geschichte
Im Jahr 973 hatte Graf Lambert von Chalon (967–978) im Paray-le-Monial ein Eigenkloster gegründet. Sein Sohn Hugo von Chalon (987–1039), der in Auxerre Bischof war, übergab es 999 an die Benediktiner von Cluny.
Zu diesem Zeitpunkt musste das frühromanische Bauwerk der ersten Klosterkirche Paray I schon weit fortgeschritten sein, denn bereits fünf Jahre später im Jahr 1004 konnte sie der fünfte Abt von Cluny Odilo (992–1048) konsekrieren. Es gibt keine Aufzeichnungen über eine ältere Kirche etwa aus dem Anfang des 10. Jahrhunderts.
Ihr Grundriss auf lateinischem Kreuz mit dreistufigem Staffelchor und zwei Querhauskapellen und das vermutliche Fehlen von steinernen Einwölbungen der Schiffe erinnern etwas an denjenigen von Cluny II. Sie hätte im Grundriss der heutigen Kirche Platz gefunden.
Nach einigen Jahren, aber noch in der ersten Hälfte des 11. Jahrhunderts, wurde das Langhaus im Westen um eine gleich breite ebenfalls noch frühromanische Vorhalle mit Doppelturmfassade erweitert, was zur Kirche Paray II führte. Im Gegensatz zu übrigen Kirche ist dieser Anbau in stark restaurierter Form noch heute erhalten.
In der zweiten Hälfte des 11. Jahrhunderts entwickelten sich nach Vertreibung der Mauren aus Nordspanien die Pilgerfahrten der nördlich der Pyrenäen lebenden Christen zum Jakobsgrab nach Santiago de Compostela, für die insbesondere die Klostermönche warben und die organisatorischen Umsetzungen in die Hand nahmen. Viele Klosterkirchen reichten nicht mehr für den zunehmenden Andrang der Pilger aus. Wie auch in Cluny stand ebenso für Paray ein deutlich größeres Gebäude einer Pilgerkirche bevor, mit Raum, für Prozessionen um den Chor herum, mit etlichen Altären und Platz für Reliquien und deren Verehrung. Vor allem die Chorpartien sollten dabei beträchtlich erweitert werden.
Mit dem spätromanischen Neubau Paray III sollte um 1090 begonnen werden. Fast zur gleichen Zeit – im Jahr 1095 – konnte Abt Hugo im neuen Chor der Abteikirche Cluny III bereits den Hochaltar einweihen. Wie meist üblich hat man auch hier mit der Errichtung des Chorhauptes begonnen. Dazu hat man zunächst nur den Chor des Vorgängerbauwerks abgebrochen und die „alten“ Schiffe für die möglichst ungestörte Weiterführung der Gottesdienste benutzt. Man brauchte schließlich die Spenden der Pilger. Mit weitestgehender Fertigstellung der Ostpartie und des Querhauses konnte man mit den Gottesdiensten dahin umziehen und nach weiterem Abbruch in Richtung Westen weiter bauen. In einer örtlich aushängenden Zeichnung sind diese Bauschritte in sechs Stufen dargestellt.
Die neue Prioratskirche bekam einen großen Umgangschor mit einem Kapellenkranz, ein dreischiffiges Chorjoch, ein weit ausladendes Querhaus mit zwei Kapellenapsiden und mit einer ausgeschiedenen Vierung und ein dreischiffiges Langhaus, das ursprünglich sicherlich für mehr als drei Joche geplant war. Alle Räumlichkeiten waren mit steinernen Gewölben überdeckt, alles wie man es noch heute erleben kann.

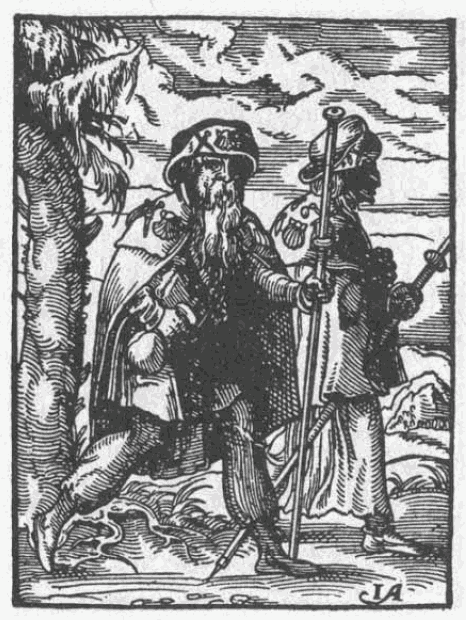
Jakobspilger, Holzschnitt von 1568

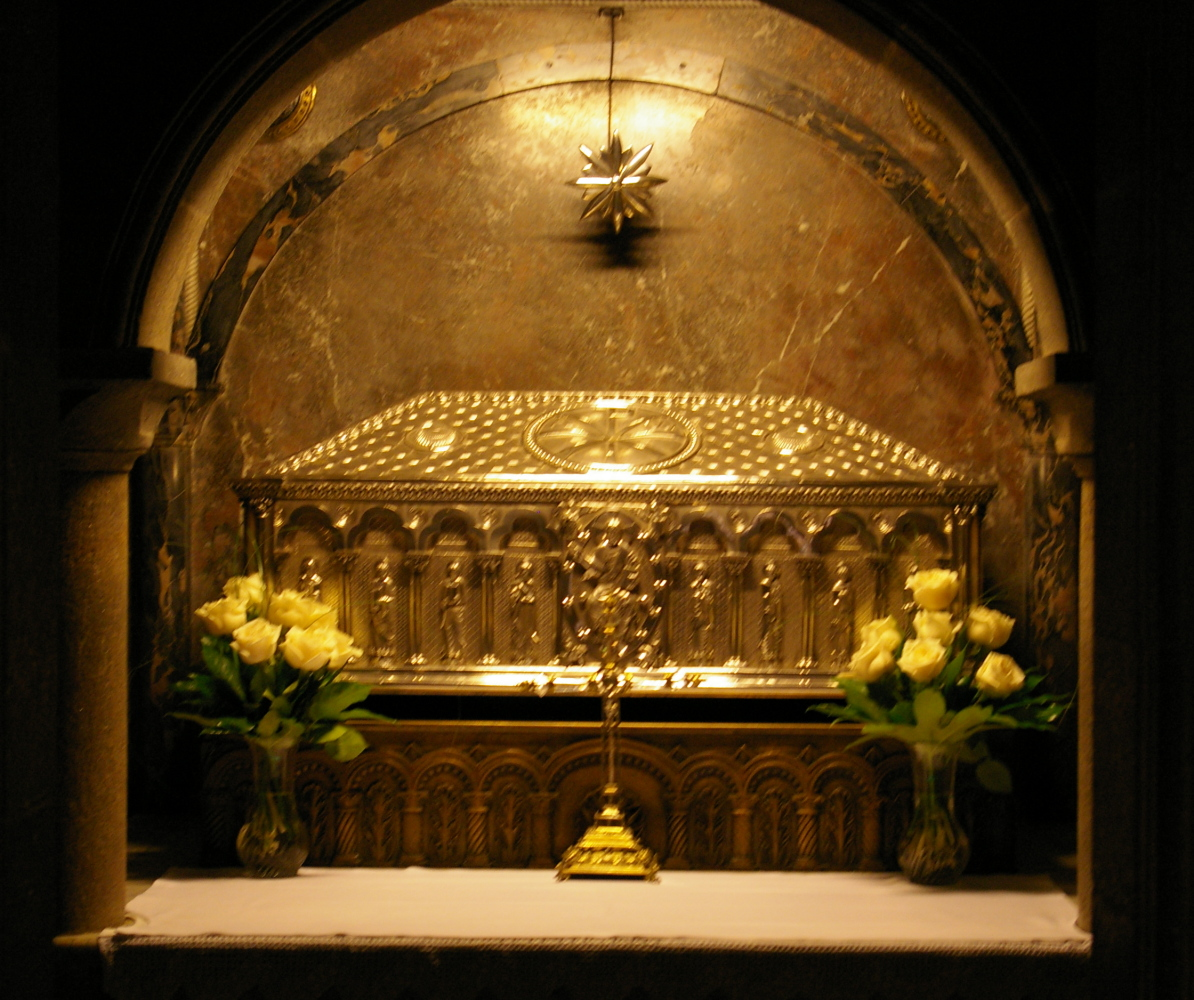
Jakobsgrab, Santiago-de-Compostela

Die Hauptarbeiten fielen in die Blütezeit der Wallfahrten zum Grab des Apostels Jakobus des Älteren in Santiago de Compostela in der ersten Hälfte des 12. Jahrhunderts, in der die Pilger jährlich zu Hunderttausenden über die Pyrenäen nach Süden zogen. In dieser Zeit organisierten vor allem Mönchsgemeinschaften, wie auch die Benediktiner von Cluny die Wallfahrt. Es formierten sich vier Hauptrouten und ein Netz von Nebenrouten, an denen Kirchen, Klöster, Hospize, Herbergen und auch Friedhöfe entstanden oder erweitert wurden.
So war auch Paray-le-Monial eine recht bedeutende Station des Jakobsweges an einer Nebenroute der Via Lemovicensis, mit dem Ausgangsort Vézelay, und das Priorat konnte mit seinem Kirchenneubau und dessen Reliquien an der Spendenwilligkeit der Jakobspilger teilhaben.

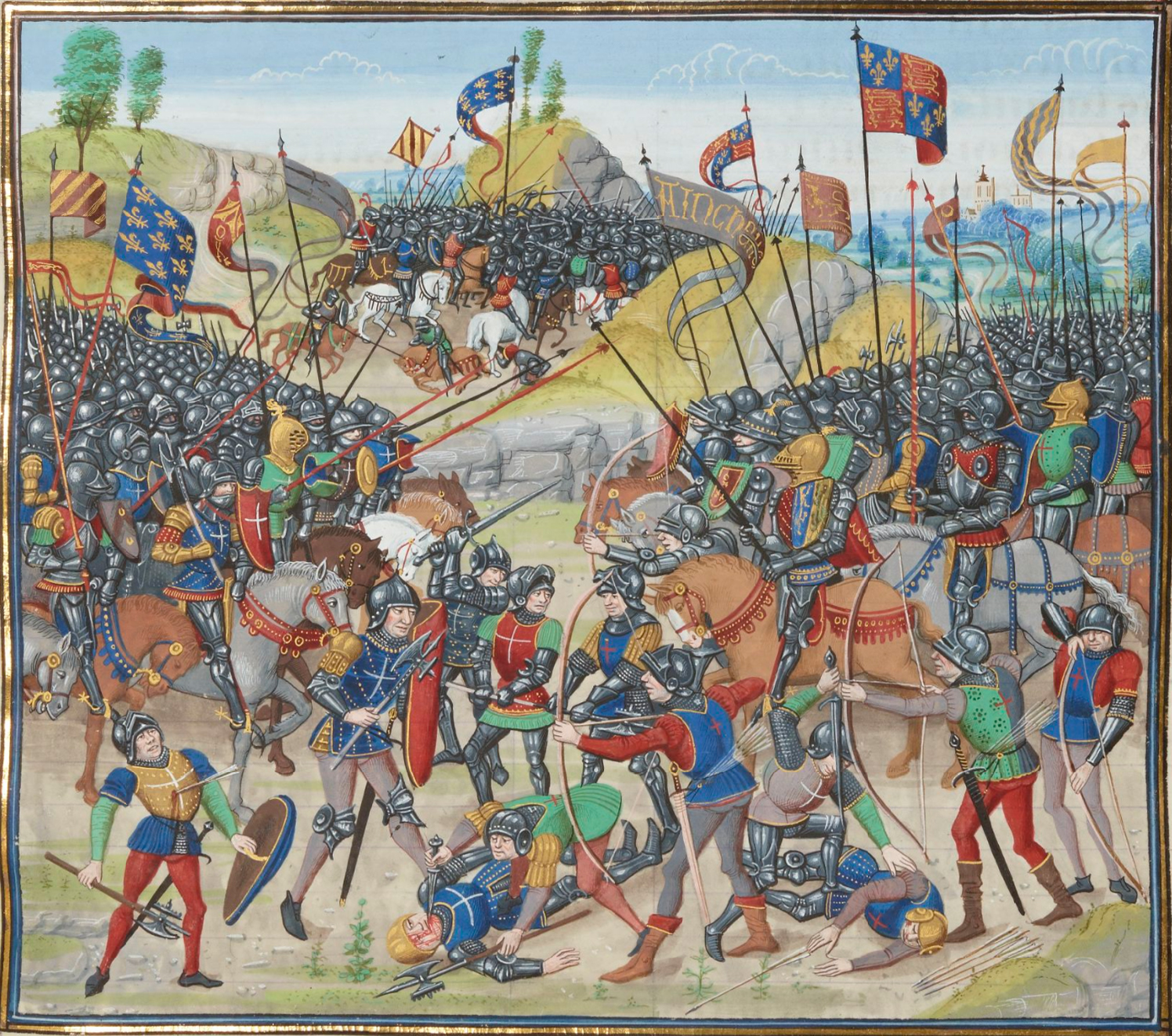
Schlacht von Auray (1364) im Hundertjährigen Krieg

Trotzdem ließ der Fortschritt der Arbeiten offensichtlich zu wünschen übrig. Um 1130/40 war man mit dem Langhaus etwa bis gegen den noch stehenden „alten“ Narthex gelangt. Die Quellen berichten über ein plötzliches Stocken und Unterbrechen der Arbeiten, als das Langhaus erst gerade halb so lang war, wie geplant, und einen ungewöhnlichen fast quadratischen Zuschnitt besaß. Offensichtlich hat man damals entschieden, die Vorhalle mit dem doppeltürmigen Westwerk des Vorgängerbauwerks zu erhalten und das Langhaus schon nach drei Jochen abzuschließen.
Als die Streitigkeiten um Aquitanien zwischen England und Frankreich nach Mitte des 12. Jahrhunderts anhoben, gingen die Pilgerbewegungen zurück und die Kriege des 13. bzw. 14. Jahrhunderts, vor allem der Hundertjährige Krieg (1339–1453), brachten einen dramatischen Einbruch. Die Klöster mit Pilgerkirchen mussten sich wieder auf die Wallfahrten zu ihren eigenen Reliquien beschränken, so auch das von Paray.

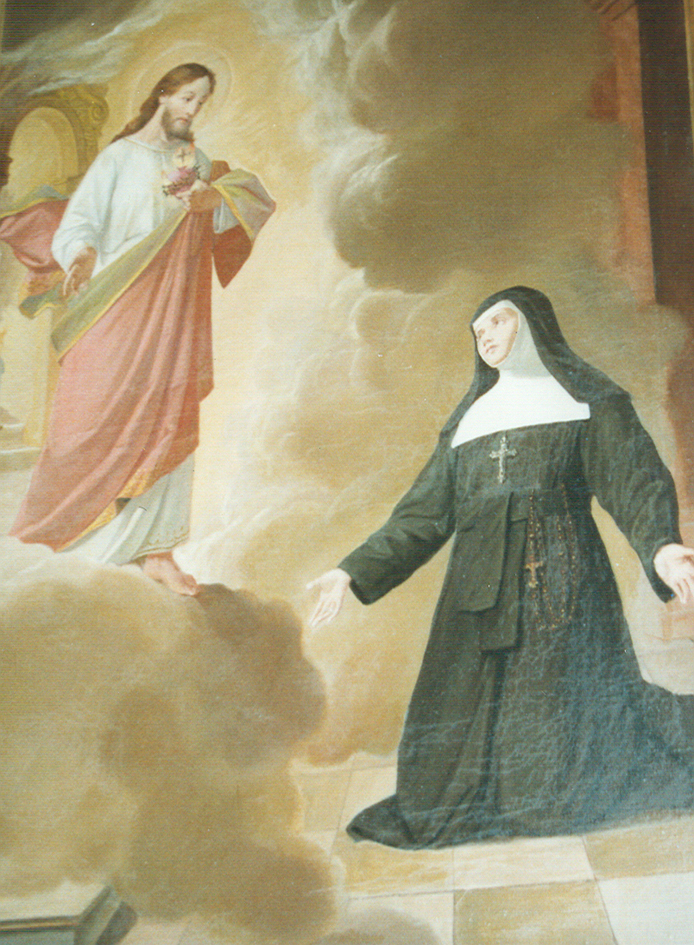
Jesus erscheint der heiligen Margareta Maria Alacoque

Die französische Mystikerin Marguerite-Marie Alacoque (1647–1690) trat 1671 in Paray-le-Monial in den Orden der Heimsuchung Marias ein. Diese Salesianerinnen widmeten sich der Kontemplation, der Armen- und Krankenpflege und der Jugendfürsorge. Bald nach ihrem Eintritt in das Kloster hatte Marguerite-Marie eine Reihe von Jesus-Erscheinungen, der ihr sein Herz zeigte. Die bedeutendste Erscheinung war die vom Fronleichnamsfest 1675, bei der sie nach eigener Aussage den Auftrag erhielt, für die Einführung des Herz-Jesu-Festes zu wirken. Marguerite-Marie wurde Novizinnenmeisterin und starb 1690.

Der Sturm auf die Bastille 14. Juli 1789

Im 18. Jahrhundert wurde der im Süden an die Kirche angrenzende Kreuzgang umgebaut, aber in perfekter Harmonie mit der Kirche. Sein Südflügel beherbergt heute ein Museum, während auf der gegenüberliegenden Seite in der Nordgalerie sich ein Portal befindet, das mit reich verzierten romanischen Skulpturen gestaltet ist.
Während der Französischen Revolution wurde das Kloster aufgehoben. Die Benediktiner verließen Paray im Jahr 1794. Über Zerstörungen in dieser Zeit an Kirche und Klostergebäuden geben die Quellen keine Auskünfte.
Erst 1864 wurde Marguerite-Marie seliggesprochen, und 1920 kanonisiert. In dieser Zeit erlebte die Herz-Jesu-Verehrung einen ungemeinen Aufschwung, besonders in Frankreich, wo sie sich vor allem nach dem verlorenen Krieg 1870/71 mit nationalen Tendenzen verband.
Die Quellen berichten darüber, dass Paray einen gotisch gestalteten Vierungsturm besaß, der im 19. Jahrhundert von einer neoromanischen Nachbildung ersetzt worden ist. Nicht bekannt ist, ob der gotische Turm einen romanischen Vorgänger hatte und ob er während der Revolution zerstört worden ist.
Die ehemalige Prioratskirche Notre-Dame wurde 1873 zu Sacré-Cœur umgeweiht und von Papst Pius IX. zur Basilica minor erhoben. 1876 erfolgte eine Umwidmung zur Pfarrkirche Sacré-Coeur. Damit wuchs Paray-le-Monial eine Bedeutung zu, die es im Mittelalter als von Cluny abhängiges Priorat zu keiner Zeit besessen hatte.
Paray-le-Monial ist auch noch heute einer der bedeutendsten Wallfahrtsorte in Frankreich.

## Bauwerke

### Paray I

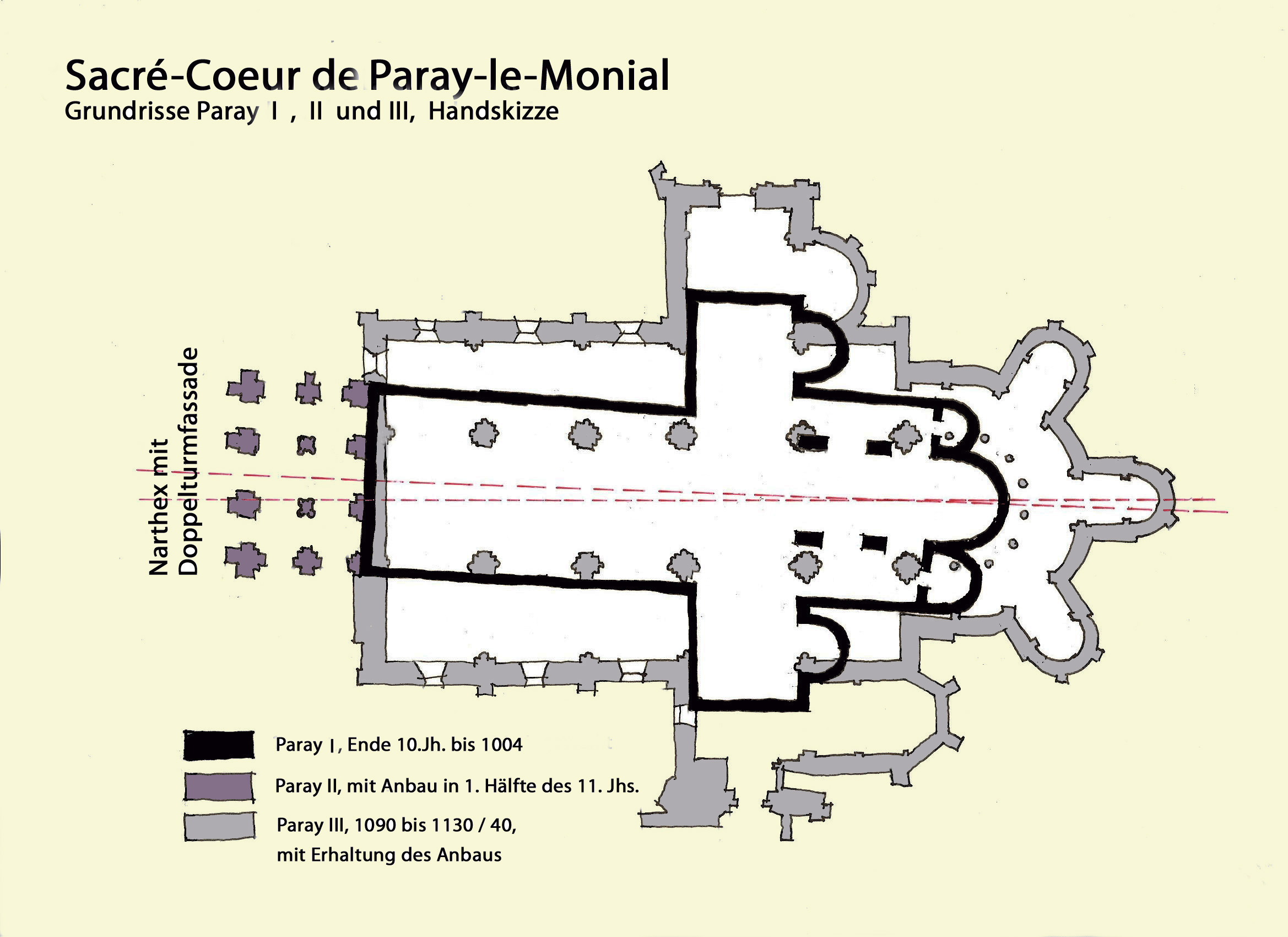
Grundriss Paray I, II, u. III

Abmessungen zirka, aus Grundriss gemessen und hochgerechnet.
- Länge über alles: 43,00 m
- Querhauslänge: 28,00 m
- Länge des Langhauses: 22,00 m
- Langhausbreite: 13,00 m
- Staffelchorbreite: 14,50 m
- Staffelchorlänge: 14,00 m

Die erste frühromanische Kirche Paray I hätte im Grundriss der heutigen Kirche Platz gefunden. Ihr Grundriss ist durch jüngste Grabungsfunde von Gilles Rollier belegt. Der Grundriss stand auf einem lateinischen Kreuz aus einem stützenfreien Langhaus, einem Querhaus mit weit ausladenden Armen und zwei Querhauskapellen, die einen dreistufigen Staffelchor flankierten. Der mittlere Chor war etwa doppelt so breit wie dessen seitliche Kapellen. Sie wurden alle von halbkreisförmigen Apsiden abgeschlossen. Chor und Kapellen wurden durch Scheidewände mit je zwei Arkadenöffnungen getrennt und waren möglicherweise tonnengewölbt, die Apsiden von halben Kuppelkalotten überdeckt. Das Lang- und Querhaus besaß, bis auf die Kapellenapsiden wahrscheinlich keine steinernen Einwölbungen, sondern waren von offenen Dachstühlen oder flachen Holzdecken überdeckt. Das Langhaus und die Querhausarme waren vermutlich mit quer zueinander ausgerichteten Satteldächern überdeckt. Der First des Querhauses verblieb ein Stück unter dem des Langhauses. Der First des Satteldachs über dem Chor lag vermutlich auf der Höhe des Langhausfirstes, hingegen lagen die Pultdächer der den Chor flankierenden Kapellen tiefer als die Chortraufen. Daraus ergab sich auch die Höhenstaffelung der Apsidendächer, in Form halber Kegel. Paray I hatte nur etwa 25 bis 30 Jahre unverändert Bestand.
Ungewöhnlich ist, dass die Baumeister dieser Kirche den Winkel zwischen Lang- und Querhaus nicht mit exakt 90 Grad angelegt hatten. Zu den Ursachen geben die Quellen keine Auskunft. Dieser offensichtliche Baufehler war aber wahrscheinlich der Grund für das spätere Verdrehen des Grundrisses von Paray III.

### Paray II
Die zweite Kirche Paray II bestand aus dem Bauwerk von Paray I an das ein Westwerk aus einem zweigeschossigen Narthex mit einer Doppelturmfassade angebaut wurde. Dieses Westwerk ist heute noch in stark restaurierter Form vor der Westwand von Paray III erhalten. (Beschreibung siehe dort) Paray II hatte etwa 40 bis 60 Jahre Bestand, zusammen mit Paray I 65 bis 90 Jahre.

### Paray III

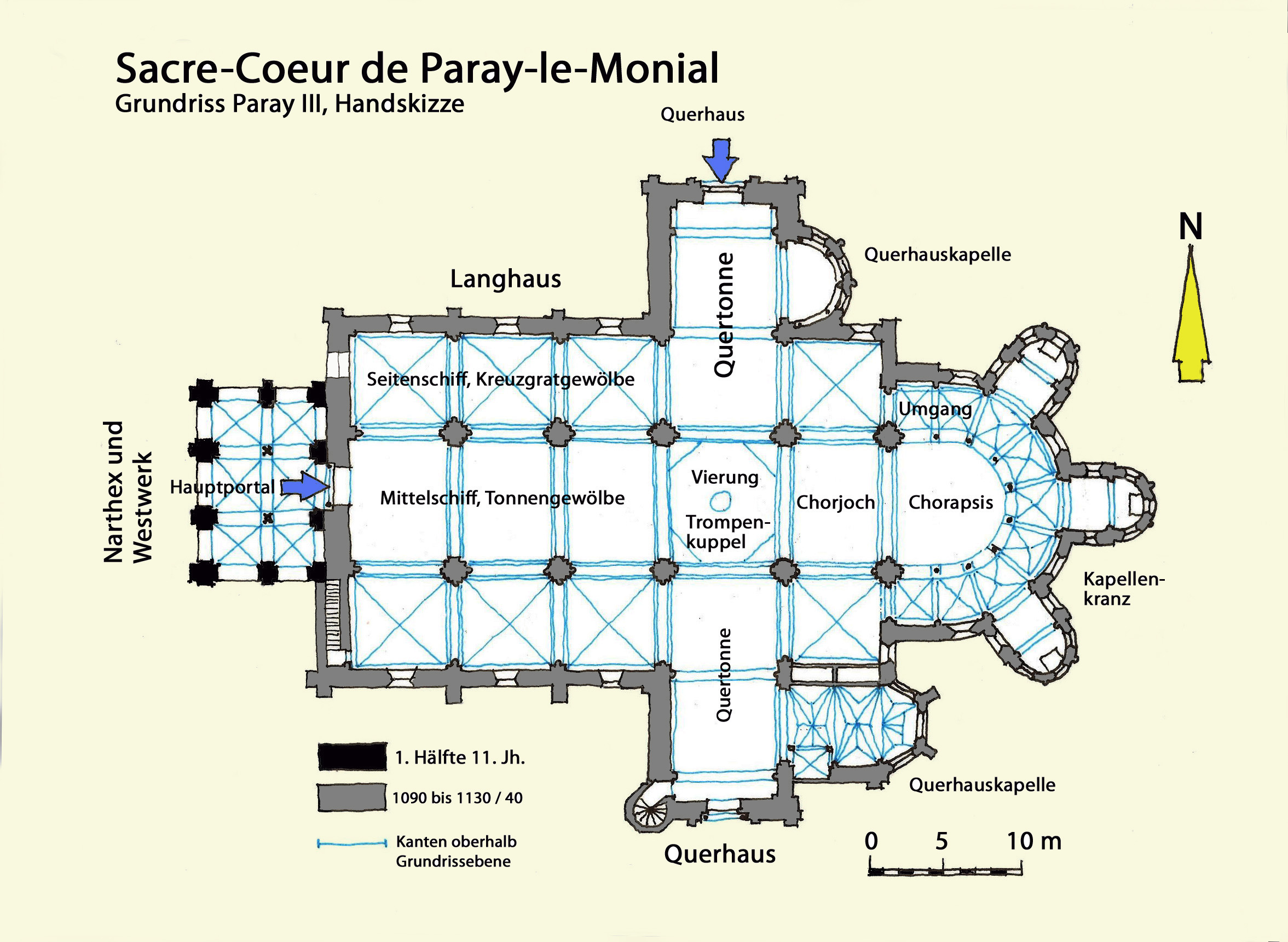
Grundriss, Paray III

Abmessungen zirka (je ohne Pfeilervorlagen)
- Gesamtlänge mit Narthex und Scheitelkapelle, außen: 53,50 m
- Länge Querhaus, außen: 41,50 m
- Breite Querhaus, außen: 9,80 m
- Querhausüberstände: 9,00 m
- Länge Langhaus, außen: 21,50 m
- Breite Langhaus, außen: 24,00 m
- Breite Mittelschiff, innen: 7,90 m
- Chorlänge mit Vorjoch, innen: 14,20 m
- Seitenschiffbreite, innen: 6,00 m
- Chorumgangsbreite innen: 3,00 m
- Höhe Vierungskuppel: 22,50 m
- Höhe Vierungsturmspitze über Boden: 56,00 m
- Höhe Mittelschiff: 22,00 m
- Gewölbehöhe Seitenschiffe: 11,50 m

Die dritte Kirche Paray III ist bis auf das erhalten gebliebene frühromanische Westwerk ein gänzlich spätromanischer Neubau im Stil von Cluny III. Seine Ost-West-Achse war gegenüber dem der ersten Kirche Paray I um etwa drei Grad gegen den Uhrzeigersinn verdreht, deren Drehpunkt etwa in der Mitte des Chors liegt. Wahrscheinlich wollte man damit den Baufehler
in der Anlage des rechten Winkels zwischen Lang- und Querhaus ausgleichen. Man hatte jedenfalls von Beginn an die Ausrichtung des Neubaus auf die des alten Querhauses übernommen.

#### Äußere Erscheinung

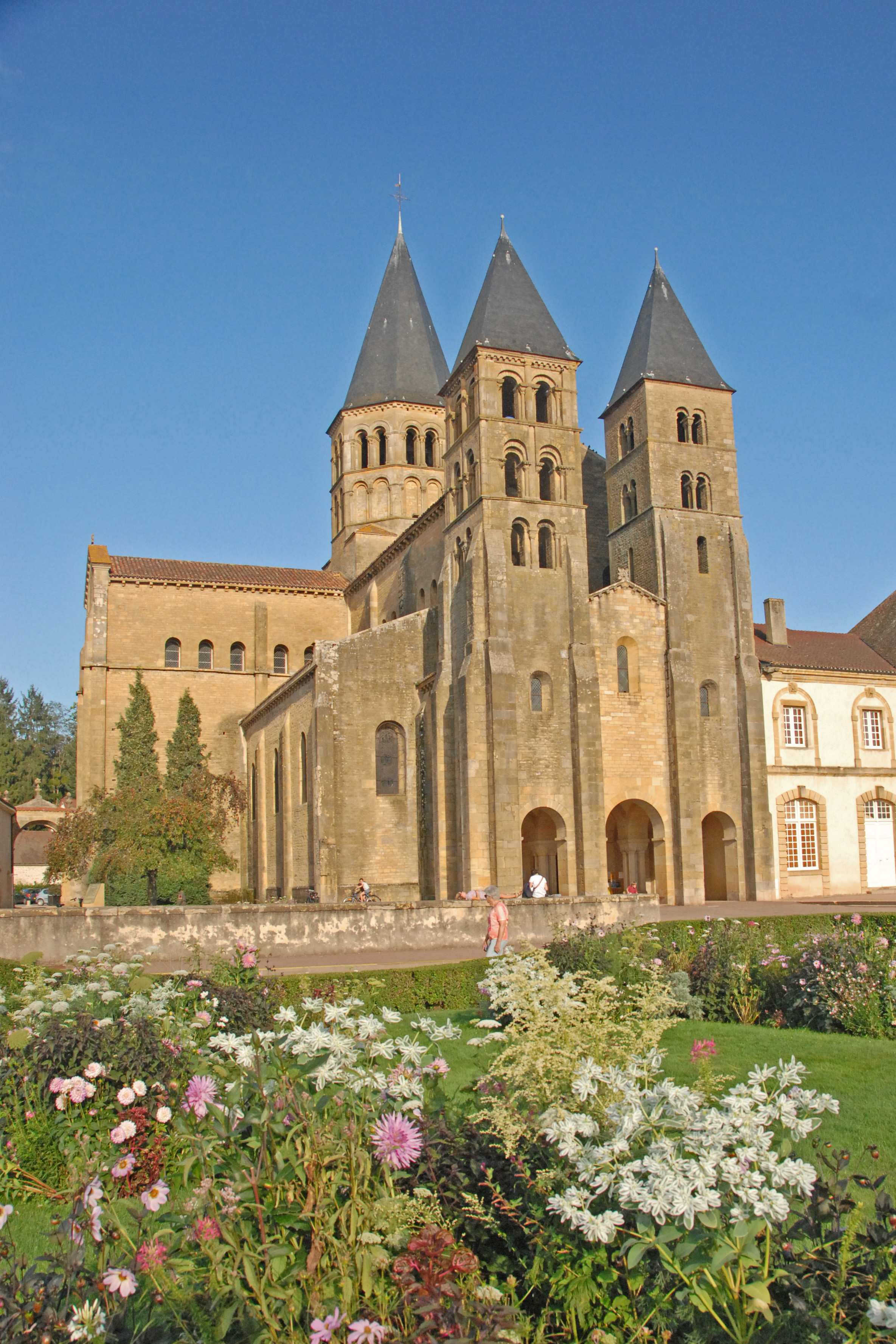
Ansicht von Nordwest

Das Äußere der Basilika wird von ausgesprochener Strenge und Nüchternheit geprägt. Auffällig ist auch das nahezu völlige Fehlen von Bauplastik, sowohl an den Tympana als auch an den Kapitellen der inneren Pfeiler und Säulen.

##### Langhaus
Der äußere Anblick der Langhausseiten zeigt eine ungewöhnlich kurze Gestalt, die im Osten von einem weit ausladenden Querhaus und im Westen durch das frühromanische Westwerk begrenzt wird. Das Langhaus müsste eigentlich deutlich länger als nur dreijochig sein. Es kann auch nicht einige Joche verloren haben, wie man es manchmal vorfindet, da das deutlich ältere Westwerk davon Zeugnis ablegt, dass diese Kirche nie länger war. Aus den Quellen erfährt man, dass das Langhaus ursprünglich fast doppelt so lang geplant war und man dazu das Westwerk hätte abreißen müssen. Man hat aber nach dem Bau von drei Jochen die Bauarbeiten aus nicht bekannten Gründen eingestellt. Das Langhaus reichte so gerade bis zum stehen gebliebenen Westwerk.
Es steht dementsprechend auf einem nahezu quadratischen Grundriss, eine ungewöhnliche Grundfläche für derartige Basiliken. Es besitzt einen dreischiffigen basilikalen Aufriss mit durchfensterter Obergadenzone.
Das bedeutet starke Höhenversätze zwischen Mittelschiff und den Seitenschiffen.
Das Mittelschiff wird von einem etwa 25 Grad geneigten Satteldach überdeckt, das mit roten Hohlziegeln in römischem Format, auch Mönch-Nonnen-Ziegel genannt, eingedeckt sind. Die Traufen bestehen aus waagerechten ausladenden Gesimsplatten mit doppelt profilierter Sichtkante, die von schlicht skulptierten Kragkonsolen getragen werden. Über den Außenkanten der Gesimsplatten kragt die untere Reihe der Dachziegel leicht aus und das Regenwasser kann frei abtropfen. Die Pultdächer über den Seitenschiffen weisen die gleiche Dachneigung und Traufausbildung wie beim Mittelschiff auf. Allerdings sind die Frontseiten der Gesimsplatten ungewöhnlich hoch.
Über ihren Firsten ragen die Obergadenzonen der Mittelschiffwände außergewöhnlich weit hinauf, etwa noch einmal so hoch wie die Seitenschiffhöhe. Die Seitenschiff- und Mittelschiffwände werden von im Grundriss rechteckigen Strebepfeilern in drei Joche unterteilt. Die Pfeiler weisen steil geneigte Oberseiten auf, die im Erdgeschoss ein gutes Stück unter den Traufen enden und in der Obergadenzone fast bis zur Traufe hinaufreichen. Im Erdgeschoss ist in jedem Joch zentriert ein schlankes rundbogiges Fenster mit scharfkantigen Leibungen ausgespart, in der Obergadenzone sind es knapp über den Pultdachfirsten jeweils drei kleinere schlanke rundbogige Fenster. In der westlichen Kopfwand des nördlichen Seitenschiffs, deren schräge Oberseite knapp über die Pultdachflächen hochgeführt ist, befindet sich knapp neben dem Narthex ein Fenster, wie die in den Längswänden der Seitenschiffe. Die westliche Kopfwand des südlichen Seitenschiffs wird von dem an den Narthex anschließenden ehemaligen Konventsgebäude verdeckt.
In der westlichen Giebelwand des Mittelschiffs sind oberhalb des Narthexdachs vier rundbogige Fenster ausgespart, ein größeres ganz oben kurz unter dem inneren Gewölbe und etwas weiter darunter eine Reihe von drei etwas kleineren Fenstern.
In den westlichen Kopfwänden der Seitenschiffe ist oberhalb des Narthexdachs je ein kreisrundes Fenster, ein sogenanntes Ochsenauge ausgespart.

##### Westwerk

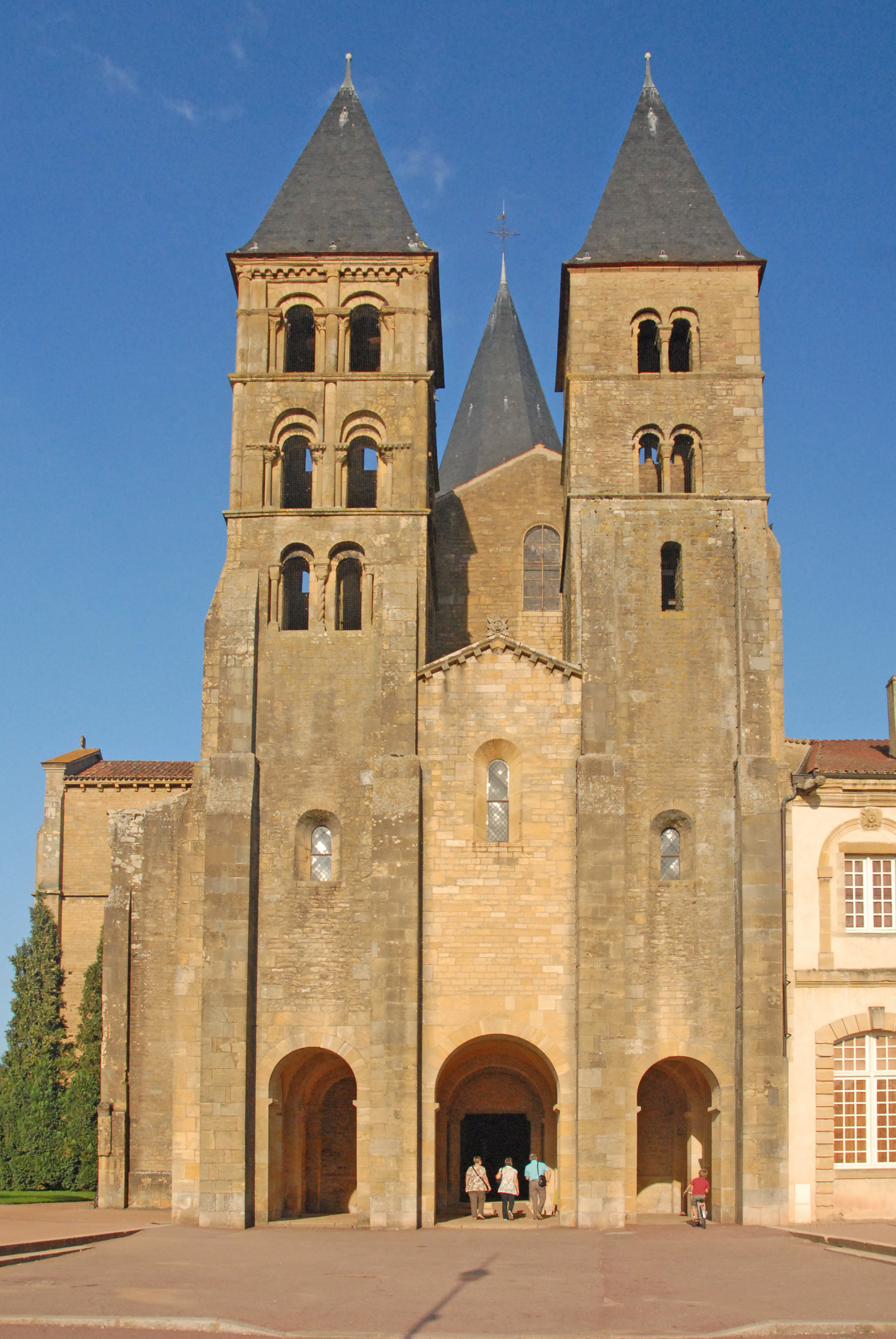
Westwerk von W

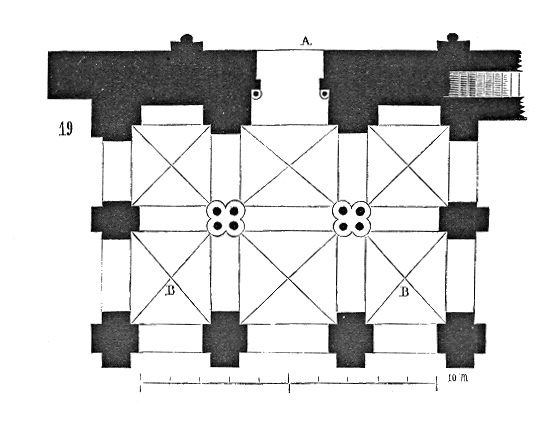
Grundriss

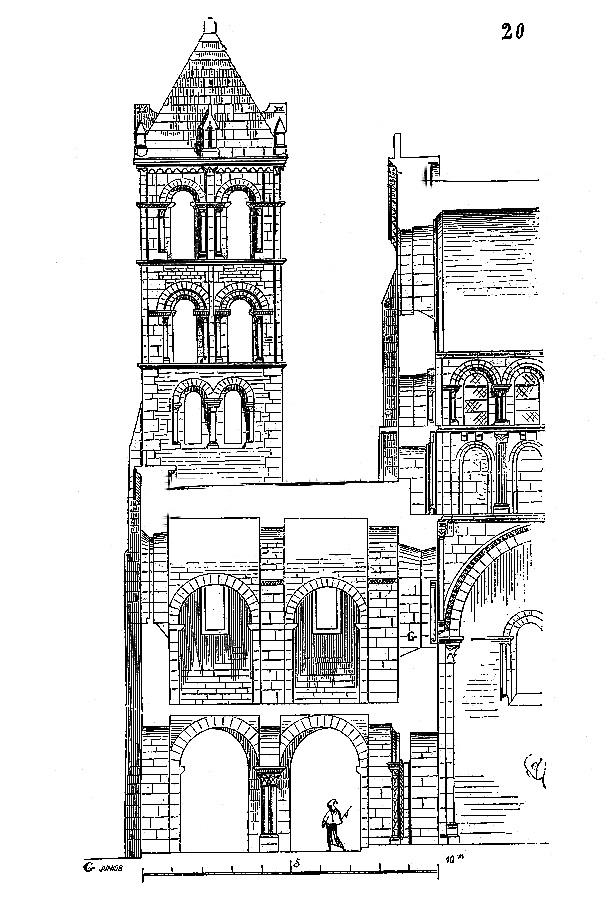
Westwerk, Längsschnitt, Grafik v. Viollet-le-Duc

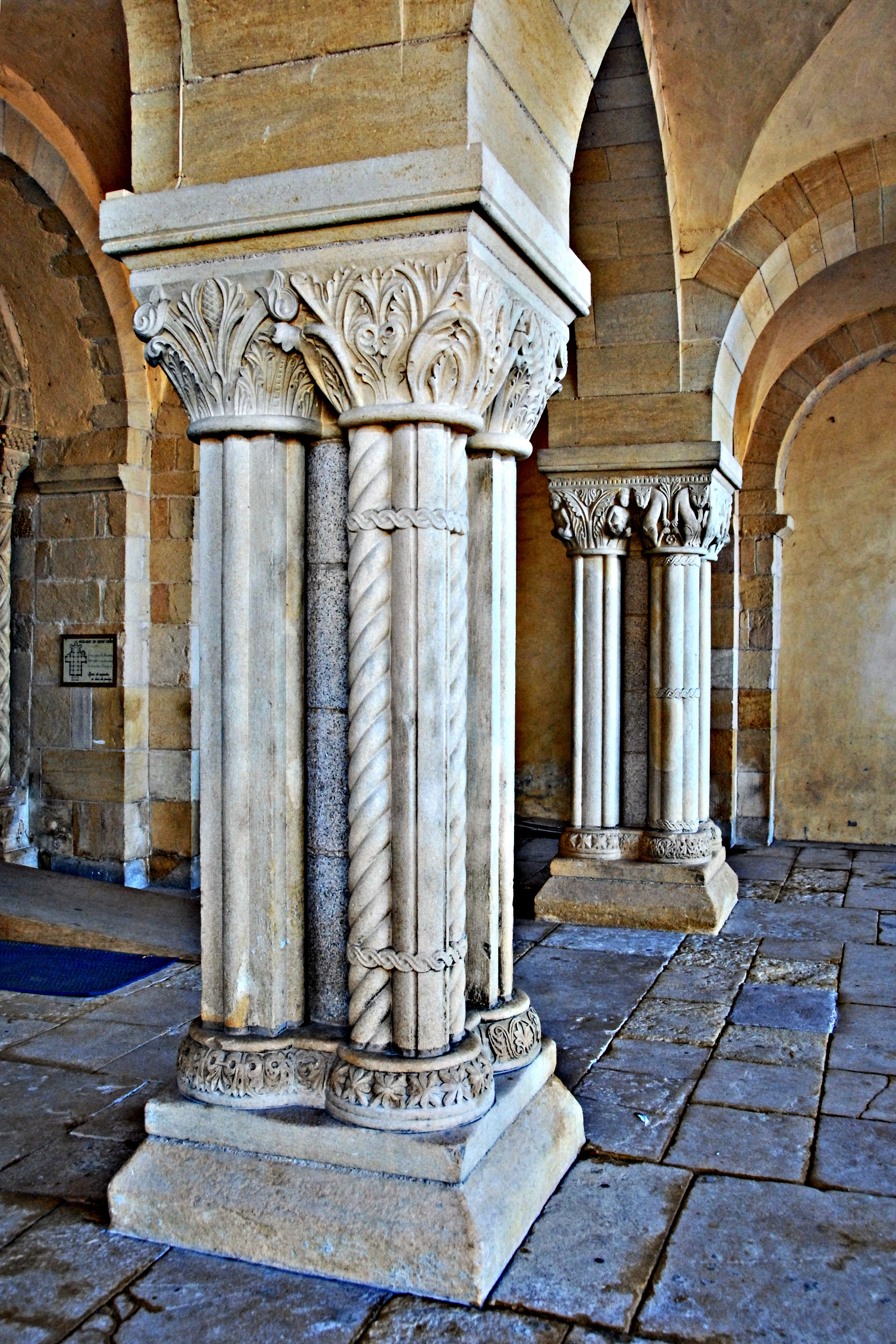
Pfeiler im Narthex

Das frühromanische Westwerk steht nicht zentriert vor der Westwand des Langhauses und ist deutlich nach Norden versetzt. Das resultiert aus der Verdrehung des Grundrisses des spätromanischen Neubaus, gegenüber dem älteren Bauwerk der Vorgängerkirche. Diese Verdrehung ist ein Beleg dafür, dass die Planer des Neubaus ursprünglich beabsichtigten, das Langhaus mit fünf oder sechs Jochen zu errichten, und dafür das alte Westwerk abzubrechen.
Der zweigeschossige 'Narthex' steht im Erdgeschoss auf einem rechteckigen Grundriss aus zwölf Pfeilern, die untereinander mit halbrunden Arkadenbögen verbunden sind, die die Grundfläche umschließen und in sechs nicht ganz quadratischen Abschnitte unterteilen, die von Kreuzgratgewölben überdeckt werden. Die sechs äußeren frei stehenden Pfeiler weisen kreuzförmige scharfkantige Querschnitte auf, die vier an der Westwand des Langhauses stehenden Pfeiler besitzen nur je drei Kreuzarme. Die Bogenansätze dieser Pfeiler werden durch schlicht profilierte Kämpfer markiert.

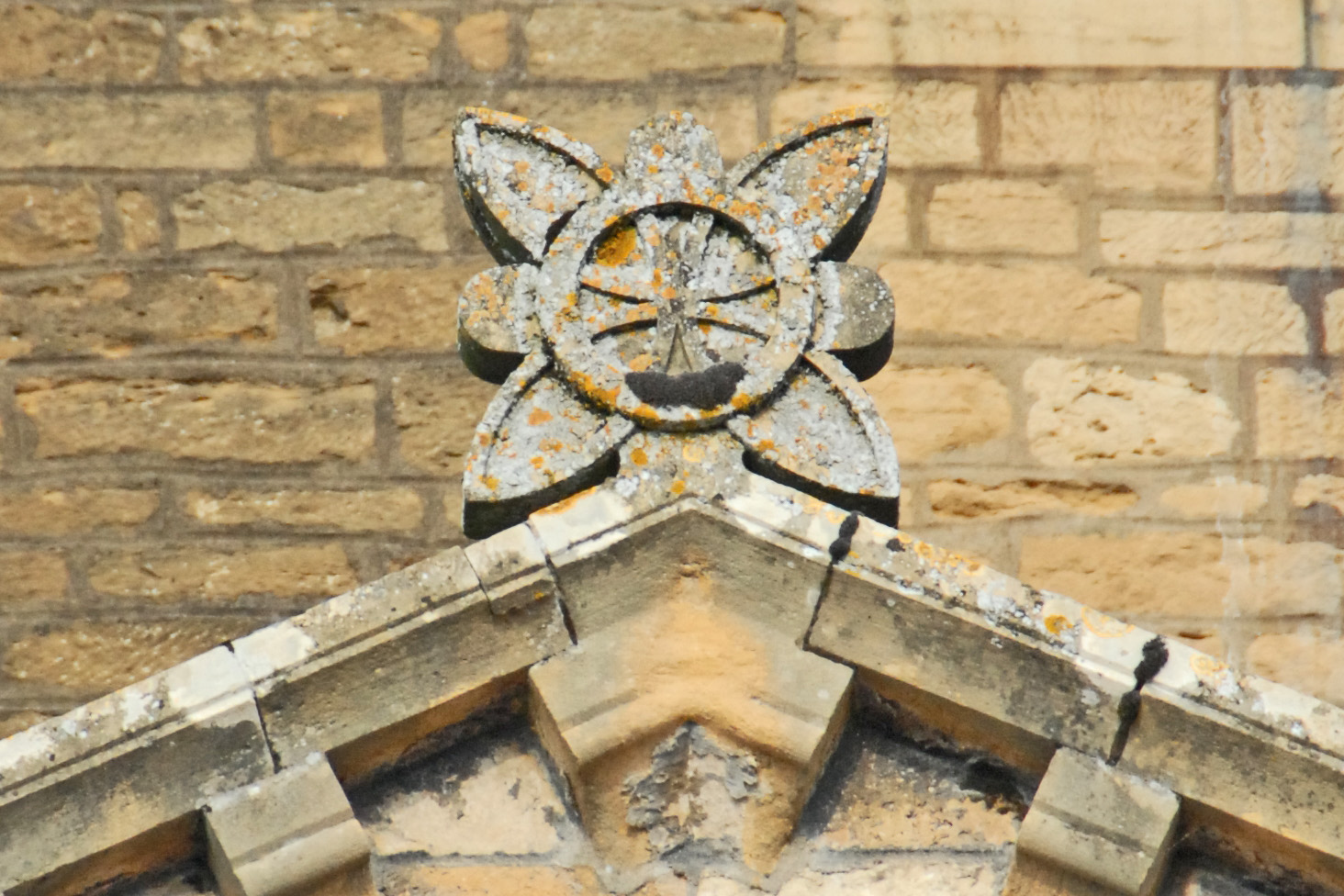
Rosette auf Narthexfirst

Die beiden inneren Pfeiler sind durch vier Vorlagen gegliederte säulenartige Rundpfeiler, die den sogenannten kantonierten Pfeilern der Gotik gleichen, in der Romanik aber eher selten auftreten. Sie besitzen Querschnitte aus je vier dreiviertelrunden Säulen, die den runden Pfeilerkernen scheinbar vorgeblendet sind. Die Kerne sind zwischen den Säulen erkennbar und bestehen aus einem anderen Steinmaterial. Diese Granitkerne wurden bei einer Restaurierung im 19. Jahrhundert den Pfeilern eingefügt. Den originalen Zustand ohne die Kerne zeigt der alte Grundriss (siehe Abb.). Die vier Vorlagen sind wiederum aufgelöst in je drei meist glatte halbrunde Stäbe, die manchmal oben, unten und auch in der Mitte von geflochtenen Bändern scheinbar zusammengebunden sind. Einige der Stäbe sind mit spiralförmig gedrehten Rundprofilen dekoriert. Die Vorlagen werden oben von feingliedrig skulptierten Kapitellen abgeschlossen, die untereinander in Verbindung stehen. Eine gemeinsame profilierte Kämpferplatte deckt die Kapitellgruppe ab. Die Kapitelle eines Pfeilers zeigen üppig gefächertes Blattwerk. Die Kapitelle des anderen Pfeilers präsentieren im Blattwerk hockende unbekleidete Männer und sich aufbäumende Löwen, die Ranken des Blattwerks fressen, oder das aus ihren Mäulern wächst (?). Die unteren Enden der vier Säulen stehen auf profilierten Basen, die mit Blattfächern und Rosetten dekoriert sind. Auch sie sind untereinander verbunden. Sie stehen auf einer gemeinsamen kantigen Plinthe, die auf einer dickeren Sockelplatte ruht, deren umseitigen Kanten abgeschrägt sind.

Galerie Pfeiler im Narthex
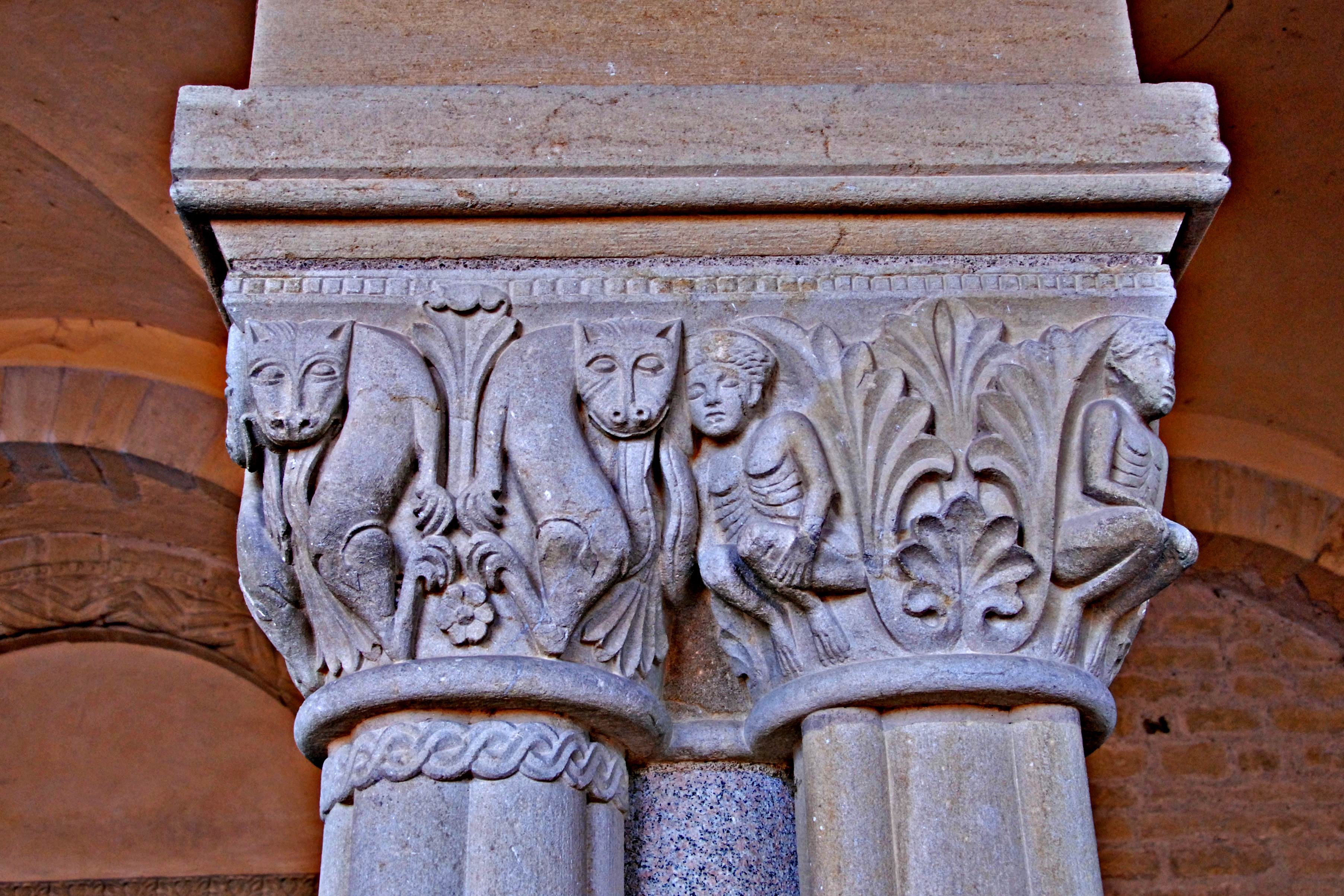
Menschen und Löwen
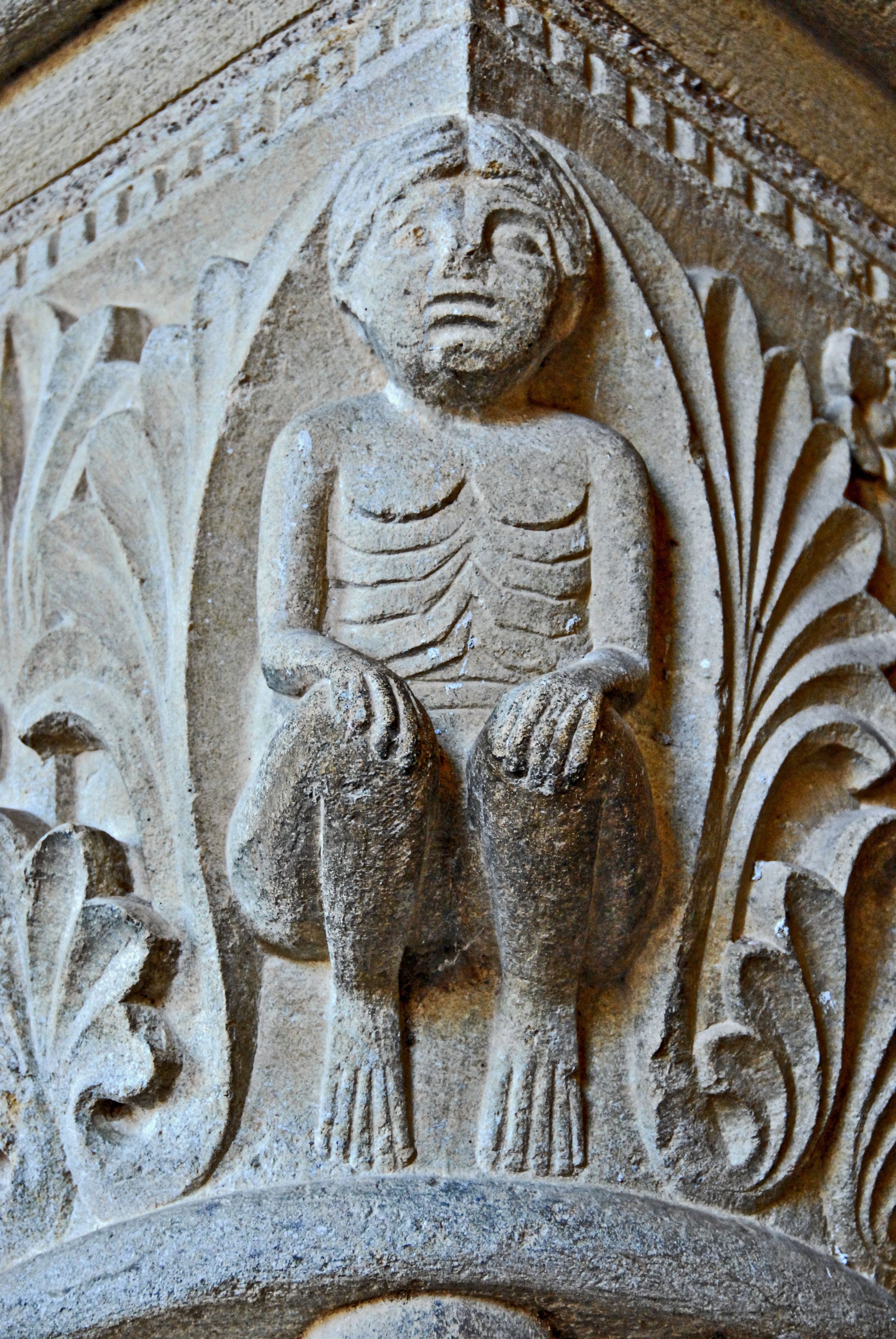
Hockender Mensch
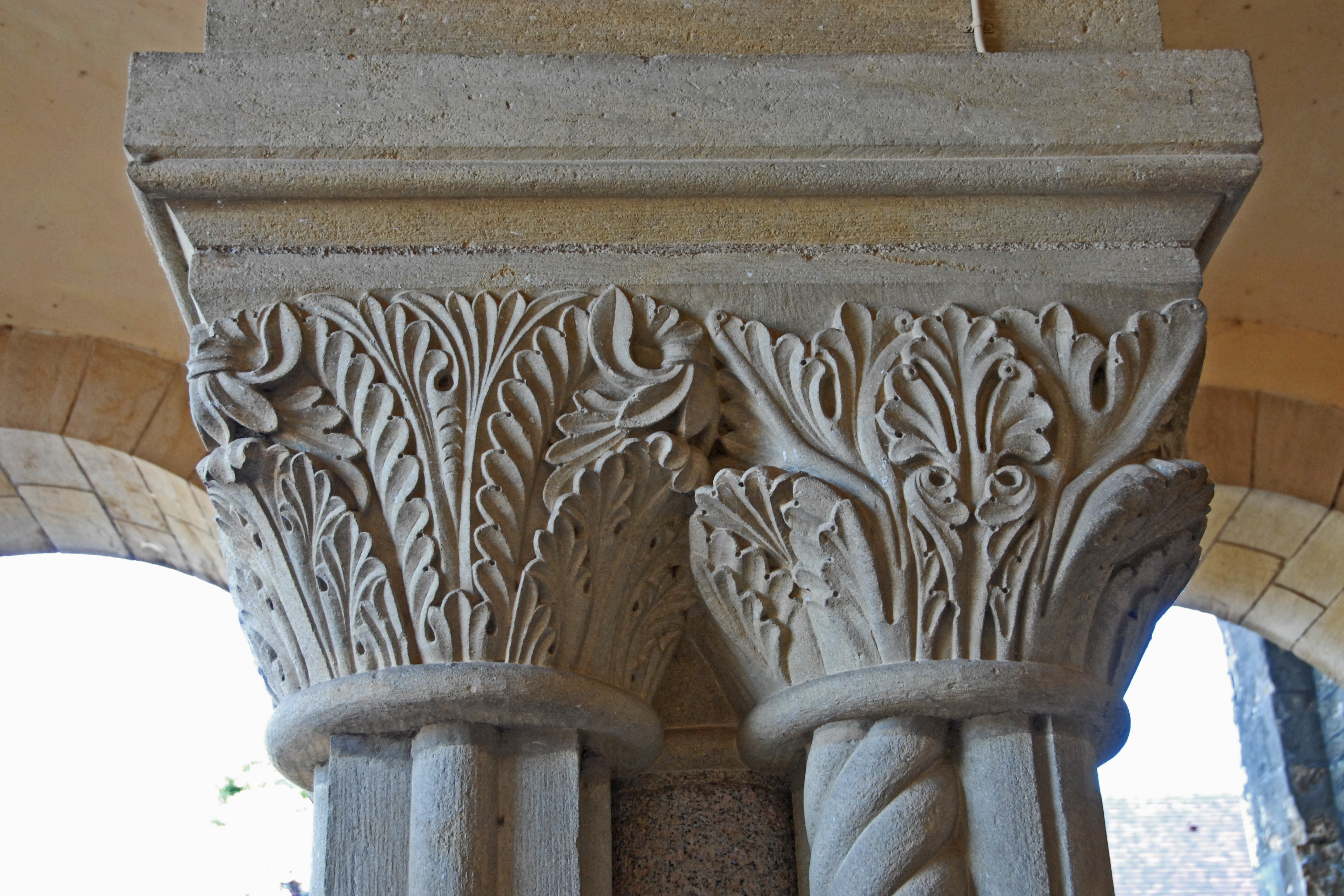
Blattfächer
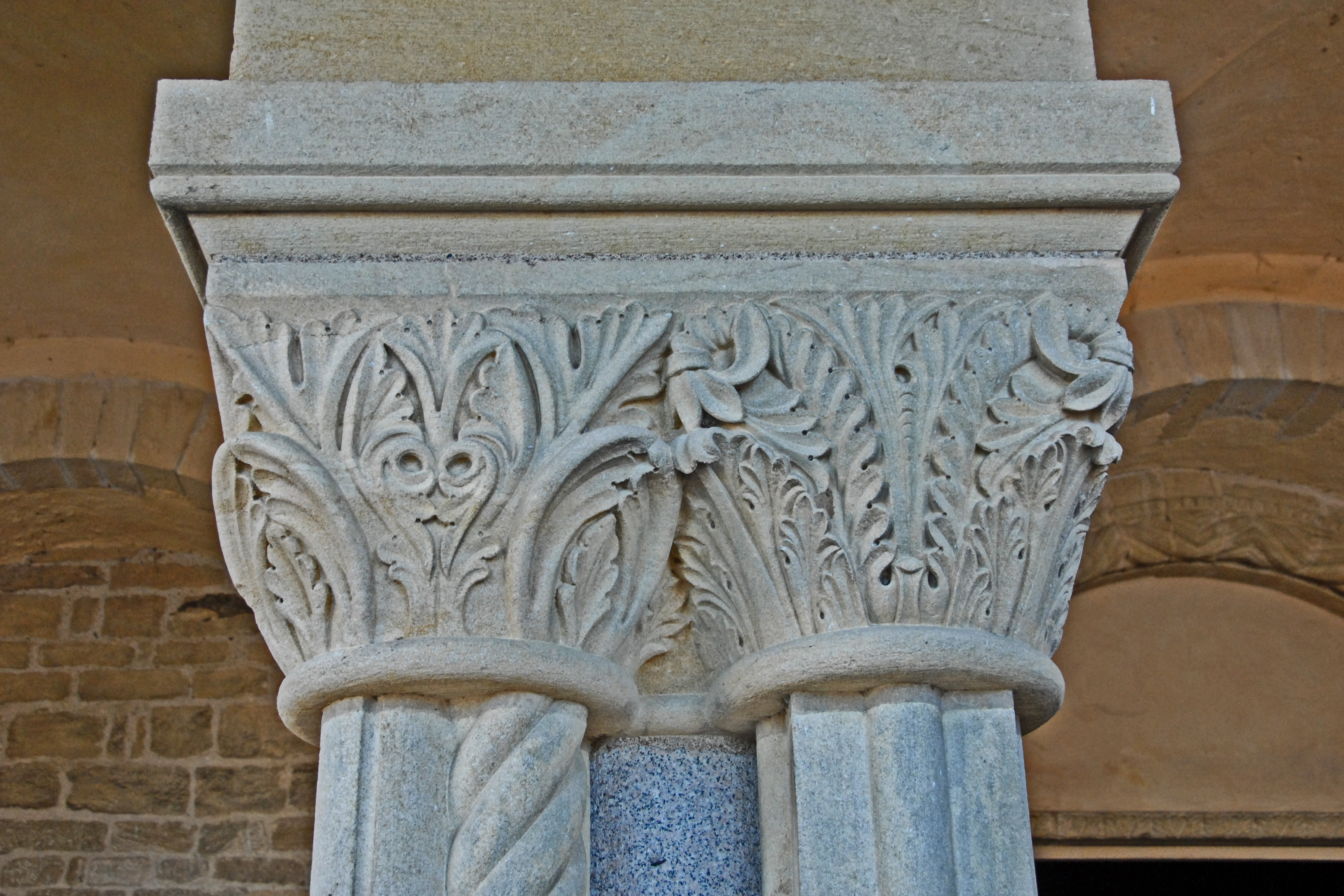
Blattfächer

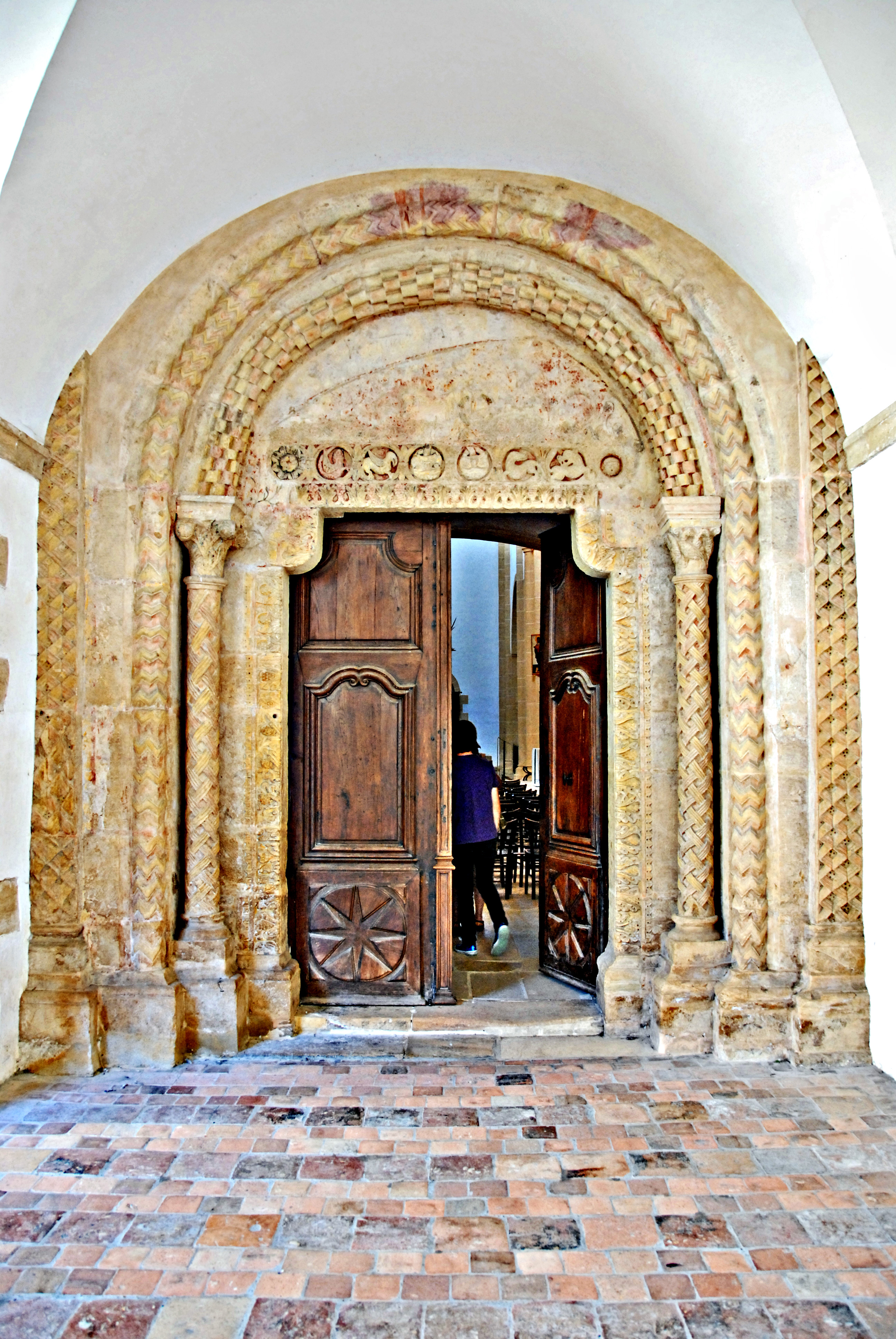
Südportal in Querhausarm

In der Westwand des Langhauses öffnet sich im mittleren Abschnitt des Narthex das Hauptportal der Kirche. In die rechteckige Portalöffnung mit scharfkantigen Laibungen ragen in den oberen Ecken seitliche Wandvorsprünge hinein, deren Ecken ausgerundet sind, auf denen die Unterkante des Tympanons ohne separaten Architrav aufsteht. Um alle Laibungskanten herum zieht sich ein breites Band feingliedriger Strukturen aus pflanzlichem Blatt- und Rankenwerk mit Pinienzapfen. Auf dem Tympanon sind über diesem Streifen lediglich acht kreisrunde Medaillons aufgereiht. Die äußeren sind mit Blumenrosetten, die andern mit tierischen Skulpturen gefüllt. Die Fläche darüber ist plan und nicht dekoriert. Sie war aber möglicherweise bemalt, worauf die Farbreste auf der Fläche und in den Skulpturen hinweisen. Das Tympanon wird von einem Bogen aus einem halben Rundstab überfangen, der mit einem vielfachen Rollenfries dekoriert ist. Dieser steht auf schlanken Säulchen. Die von einem Flechtwerk aus gekreuzten Bändern gänzlich überzogen sind. Die Säulchen sind mit pflanzlich und figural skulptierten Kapitellen, mehrstufigen Kämpferprofilen, profilierten Basen und kantigen Plinthen ausgestattet. Letztere werden noch von kantigen Sockeln unterfüttert, die sich über alle vier Stufen der Gewände hinweg ziehen. Der Archivolte folgt etwas weiter nach außen in einem nächsten Wandrückversatz ein halber Rundstab, der sich von den Plinthen über die ganze Portalhöhe und um den ganzen Bogen ohne Unterbrechung herumgeführt ist. Er wird von einem Flechtwerk aus Zickzackbändern bekleidet. Einem weiteren Wandrückversatz folgt nur an den Portalseiten noch je ein schlanker Pilaster dessen Vorderseite mit einem eleganten Flechtwerk dekoriert ist.

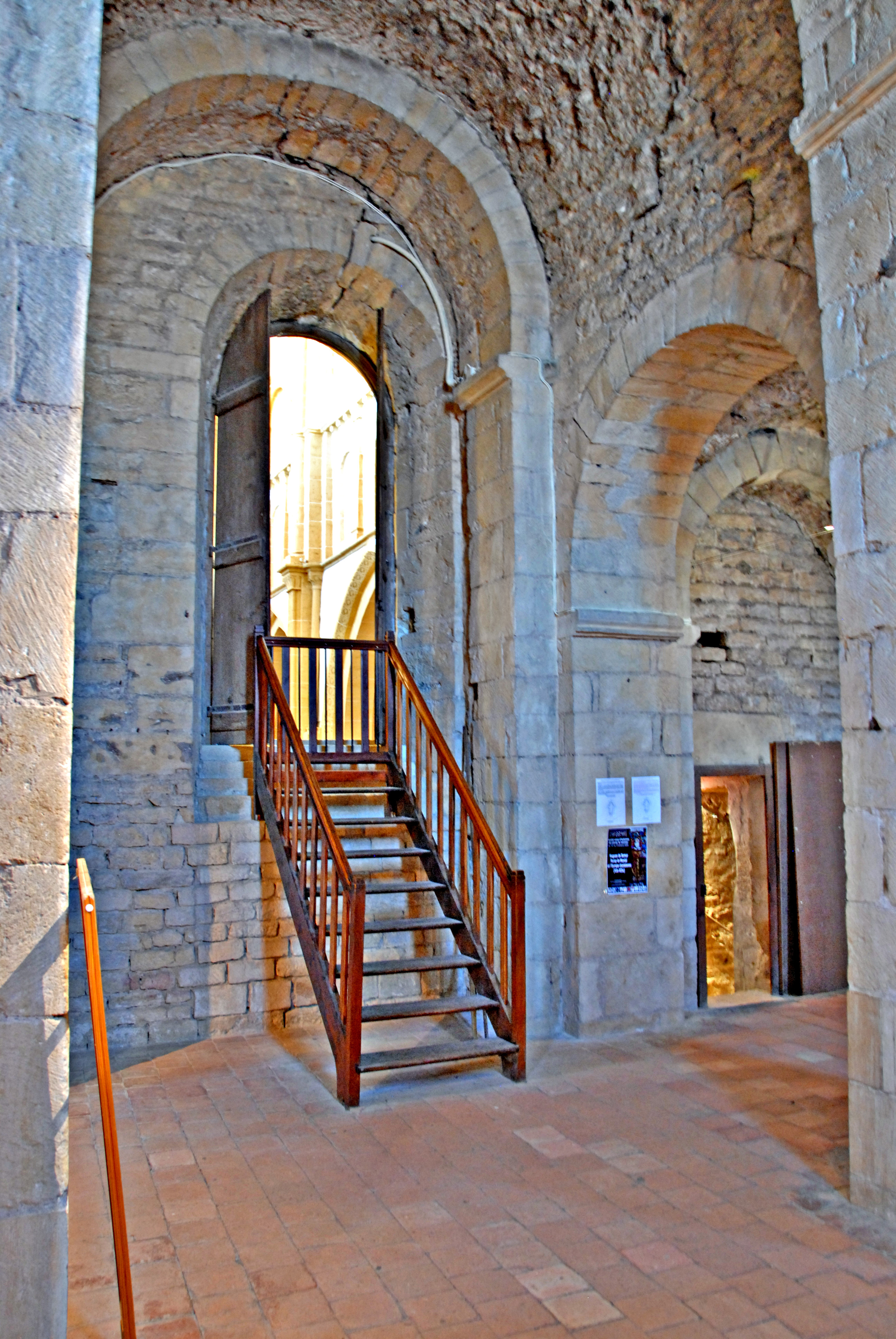
Narthex im Obergeschoss

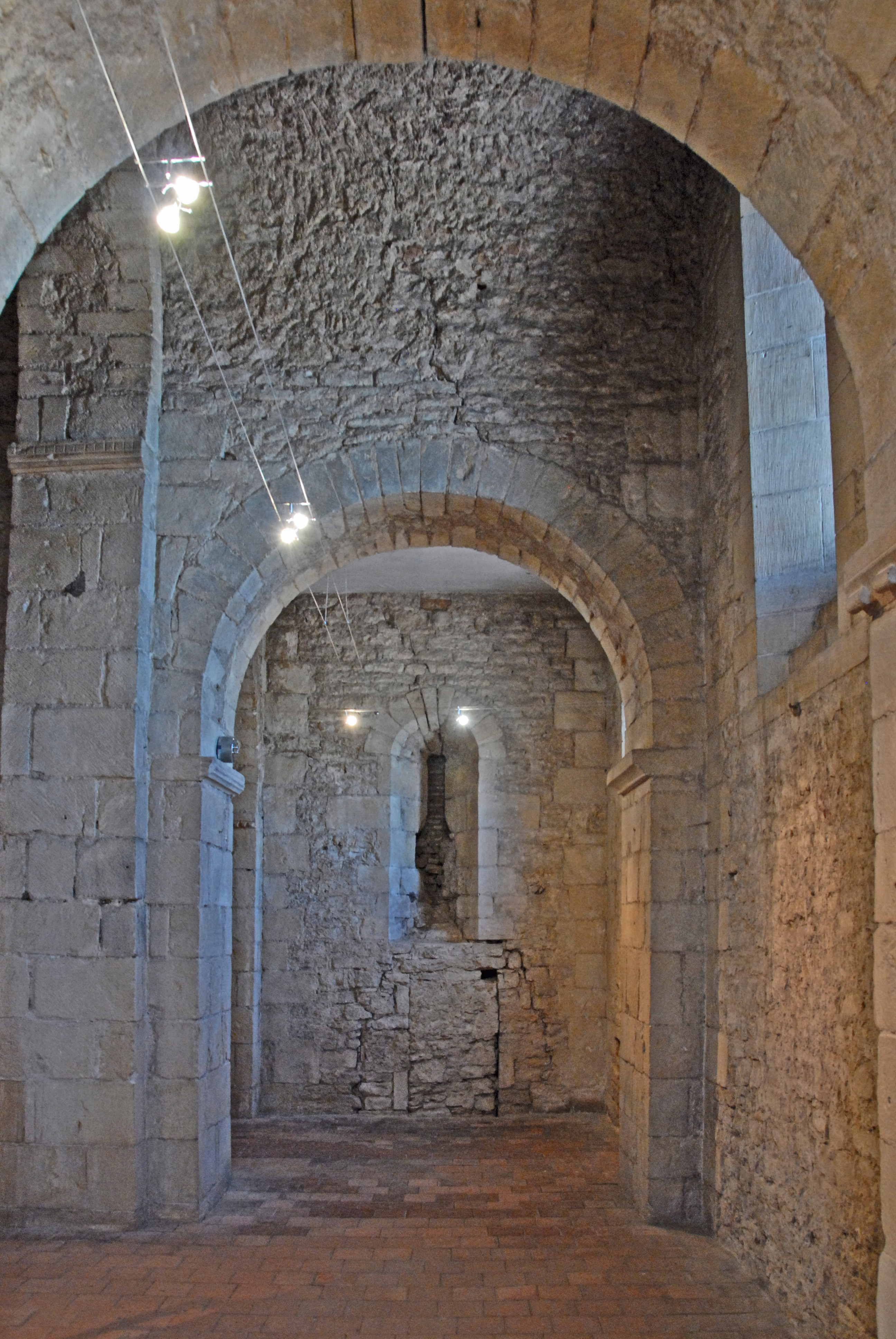
Narthex im Obergeschoss

Das zweite Geschoss des Narthex Ist deutlich höher als das erste. Es besitzt einen ähnlichen Grundriss wie der des Erdgeschosses, allerdings werden die beiden inneren kantonierten Pfeiler abgelöst von Pfeilern mit kreuzförmigem Querschnitt mit schlicht profilierten Kämpfern an den Bogenansätzen. Statt der sechs Kreuzgratgewölben gibt es Tonnengewölbe, die auf die Längsachse der Vorgängerkirche ausgerichtet sind. Die Bogenansätze ihrer Arkadenbögen liegen auf Höhe der Scheitel der Arkaden in den Scheidewänden. Über die freien Außenwände des Obergeschosses werden die äußeren Kreuzarme der Pfeiler des Erdgeschosses mit unverändertem Querschnitt weiter hochgeführt, wo sie etwa in Höhe der Tonnengewölbe auf etwas schlankeren Querschnitte verjüngt werden und darüber noch weiter aufsteigen. Die Wandflächen zwischen den Strebepfeilern werden von rundbogigen Fenstern mit aufgeweiteten Gewänden durchbrochen. Das größte und schlankste befindet sich in der Mitte der Westseite, sein Bogenscheitel etwa in Höhe der Reduktion der Strebepfeiler. Deutlich tiefer sind die kleineren Fenster der äußeren Wandabschnitte ausgespart. Ebensolche Fenster befinden sich in gleicher Höhe in den beiden Wandabschnitten auf der Nordwand. Die Südwand wird in beiden Geschossen von den dort angebauten ehemaligen Konventsgebäuden verdeckt. In der Westwand des Mittelschiffs öffnet sich im mittleren Bereich des Narthex ein großes rundbogiges Fenster in den Innenraum des Langhauses.
Das Obergeschoss des Narthex wird zwischen und hinter den Türmen mit einem gemeinsamen Satteldach überdeckt, in gleicher Dachneigung wie die des Mittelschiffs. Auf der Frontseite zwischen den Türmen sieht man den mittleren Abschnitt der Ortgänge dieses Daches, die mit kräftigen sichtseitig profilierten Gesimsplatten abgedeckt sind und von Kragkonsolen unterstützt werden. Auf dem Giebelfirst steht die Skulptur einer achtblättrigen Blütenrosette, die von einem vorgelegten Kreisring zusammengehalten wird. Die Traufen dieses Satteldachs zwischen den Türmen und der Westwand des Langhauses sind ähnlich gestaltet, wie die des Langhauses.
Über dem Satteldach des Narthex beginnen die beiden schlanken dreigeschossigen Türme des Westwerks. Sie weisen fast quadratische Grundrisse auf, der den Teilflächen in der nordwestlichen und südwestlichen Ecke des Narthexgrundrisses entsprechen. Die Türme sind betreffend ihren Fenster und ihrer plastischen Dekoration leicht unterschiedlich gestaltet. Der Südturm scheint dabei etwas zurückhaltender ausgestattet worden zu sein. Die unteren Geschosse der Türme sind deutlich höher, als die darüber folgenden Geschosse, das oberste ist noch etwas weniger hoch. Die Geschosse werden untereinander von Kragprofilen getrennt, beim Nordturm sind es leicht breitere gestufte Profile.
Die schrägen Oberseiten der vom Erdgeschoss bis auf das untere Turmgeschoss reichenden Strebepfeiler, mit einmaliger Rückstufung, reichen beim Südturm bis knapp unter das erste Kragprofil, beim Nordturm bleiben sie ein gutes Stück darunter.
Alle Fenster und Arkaturen sind rundbogig, die des Südturms sind aber deutlich kleiner. als die des Nordturms. Alle Seiten der Geschosse sind in untereinander gleicher Art durchfenstert.

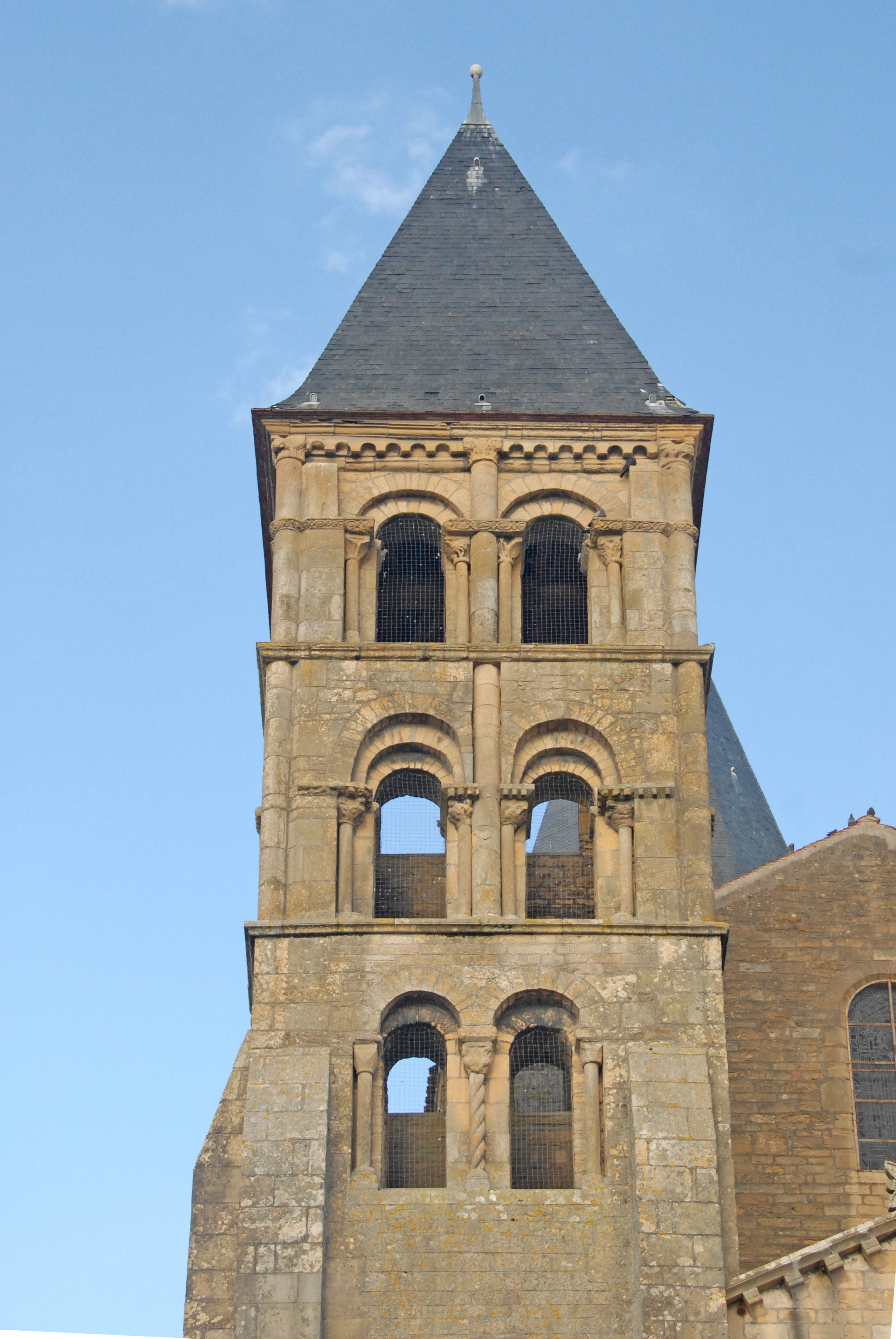
Nordturm

Im Südturm gibt es im unteren Geschoss je ein zentriertes Fenster mit scharfkantigen Laibungen und ohne jede Dekoration. Im Geschoss darüber folgt unmittelbar auf dem geschossteilenden Kragprofil je ein Zwillingsfenster deren Bögen und außenseitigen Laibungskanten Rückversätze aufweisen. Ihre äußeren Bogenansätze werden von Kämpfern markiert. Beide Bögen stehen gemeinsam auf hintereinander angeordneten Säulchen, die mit schlicht skulptierten Kapitellen, profilierten Kämpfern und Basen ausgerüstet sind. Im obersten Geschoss folgt noch jeweils einmal das gleiche Zwillingsfenster. Das Geschoss wird abgeschlossen von einem schlicht profilierten Kraggesims.
Im Nordturm gibt es im unteren Geschoss bereits ein Zwillingsfenster, dessen Öffnungen etwas kleiner sind als die in den Geschossen darüber. Zwei wandbündige Blendarkaden mit scharfen Bogenkanten stehen auf Säulchen, die mit pflanzlich skulptierten Kapitellen, profilierten Kämpfern und Basen. Das Mittlere Säulchen ist spiralförmig gedreht. Die äußeren Säulchen stehen in Rückversätzen der Wand. Die eigentlichen etwas zurücktretenden Fensteröffnungen sind etwas kleiner als die Blendarkatur und weisen scharfe Laibungskanten auf. Im mittleren Geschoss sind den abgeschrägten Turmkanten halbrunde Säulen vorgeblendet. Ebensolche Säulen stehen inmitten der Turmwände. Unmittelbar neben diesen befindet sich beidseitig je eine größere Blendarkade, deren gestelzter Bogen auf Säulchen steht, das mit pflanzlich skulptierten Kapitellen, profilierten Kämpfern und Basen ausgerüstet ist. Die Kämpferprofile sind mit einer Art Rollenfries dekoriert und werden beidseitig bis gegen die Halbsäulen geführt. Die Säulchen sind in Wandrückversätze eingestellt. Den wandbündigen Bögen folgt zurückversetzt je ein zweiter Bogen, der ebenfalls auf den gleichen Kapitellen und Kämpfern ruht. Erst dann folgen die etwas kleineren Fensteröffnungen mit scharfen Laibungskanten. Im obersten Geschoss findet man die gleichen Halbsäulen auf den Turmkanten und mittig dazwischen, allerdings werden sie von pflanzlich skulptierten Kapitellen bekrönt. Die Fenster sind ähnlich gestaltet. Statt drei hoher Bögen findet man hier nur zwei deutlich flachere. Das Kämpferprofil ist mit gewundenen Ranken dekoriert und wird auch um die halbrunden Säulen herumgeführt. Zwischen den Kapitellen sind sechsgliedrige Bogenfriese eingepasst, die mit den Kapitellen das das Geschoss abschließende mehrstufige Kraggesims unterstützen.
Beide Türme tragen je einen hölzernen Helm in Form von Pyramiden mit steil geneigten Seiten, die mit grauen Schieferschindeln eingedeckt sind. Ihre Firste werden bekrönt von nach oben in einen Stab zulaufenden Metallspitzen, abgeschlossen von einer Kugel.
Die Türme besaßen wahrscheinlich bis ins 19. Jahrhundert hinein steinerne Turmhelme, mit gaubenartigen Aufsätzen über den Traufen, wie sie Eugène Viollet-le-Duc (1814–1879) gezeichnet hat (siehe Grafik).

##### Querhaus mit Vierungsturm und Kapellen

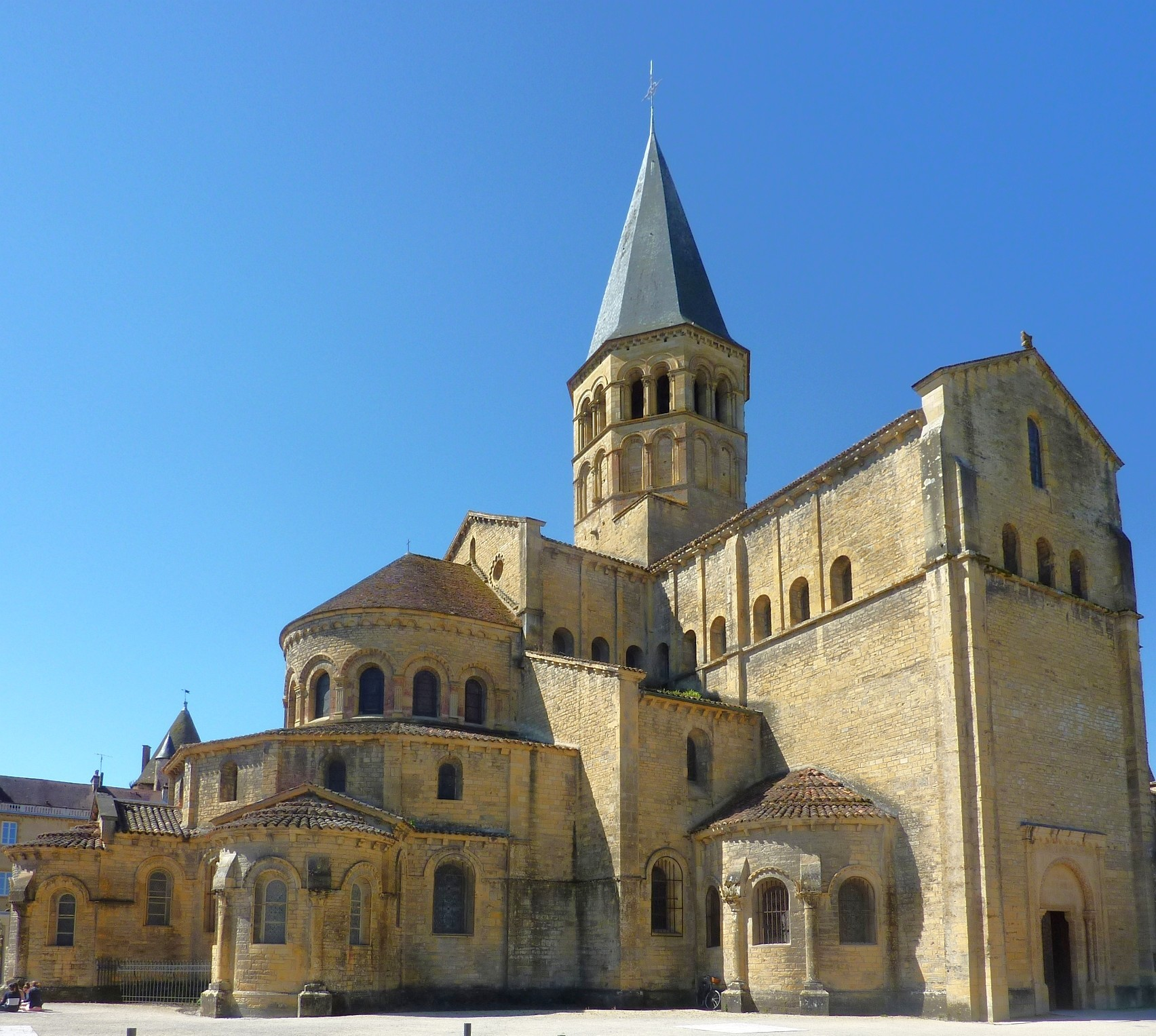
Chorhaupt mit Querhaus

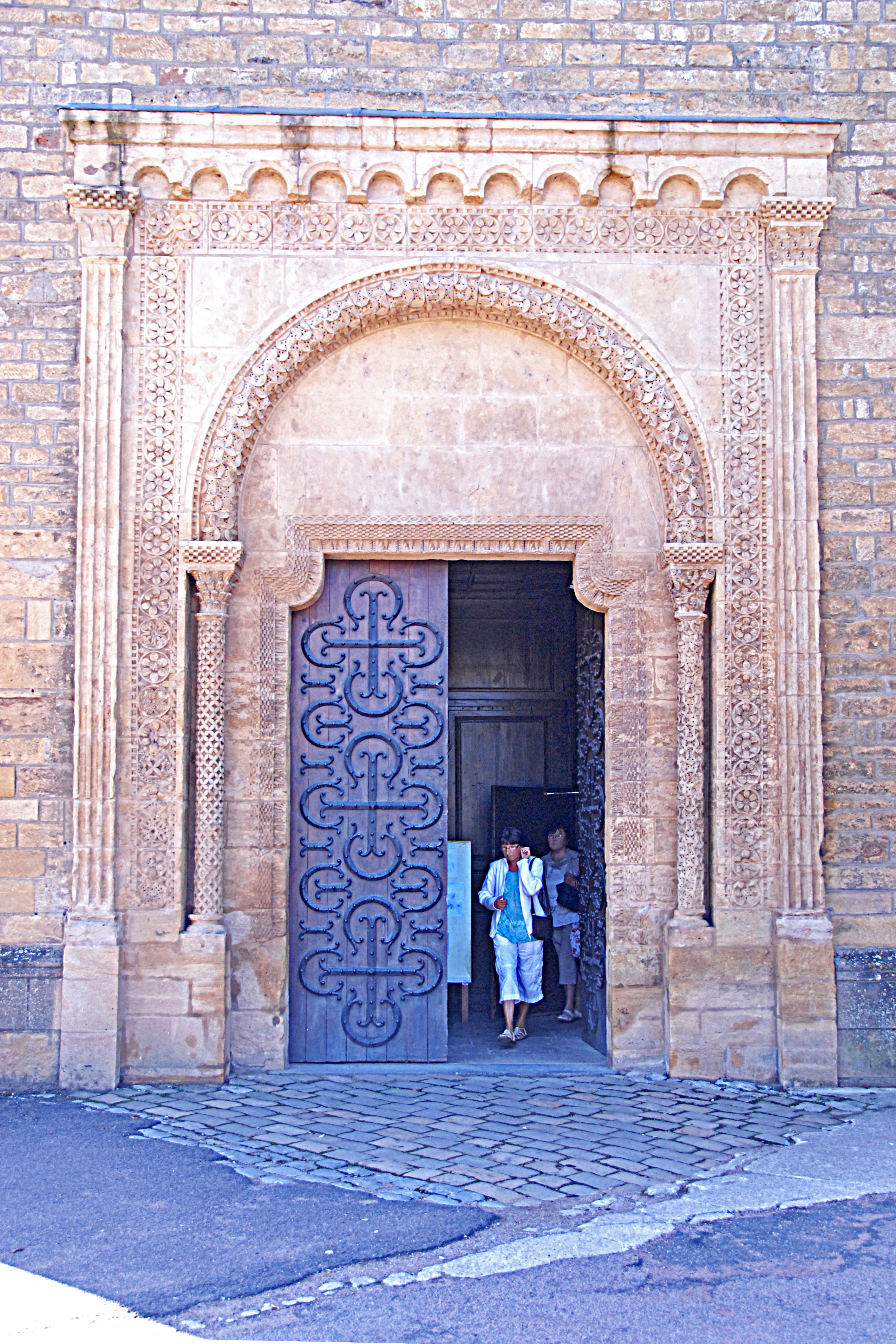
Nordportal in Querhausarm

Durch die Kürze des Langhauses und die etwa neun Meter weit ausladenden Querhausarme wirkt das Querhaus wuchtig und fast überproportioniert groß. Seine Traufhöhen werden von denen des Mittelschiffs übernommen. Die Querhausarme sind mit Satteldächern überdeckt, in Neigung, Eindeckung und Traufausbildung wie die des Mittelschiffs. Lediglich die Höhenlage ihrer Firste ist wegen der geringeren Querschiffbreite etwas niedriger. Die schrägen Oberseiten der Giebelwände verlaufen parallel zu den Dachflächen, die sie ein Stück überragen. Sie werden von auskragenden Steinplatten abgedeckt, deren Sichtkanten mehrfach profiliert sind. Auf den Bauteilecken stehen jeweils zwei Strebepfeiler, diejenigen auf den Ost- und Westwänden reichen fast bis unter die Traufen, die auf den Giebelwänden bleiben ein gutes Stück darunter. In Verlängerung der Seitenschiffwände ragen ebenfalls Strebepfeiler auf, die bis knapp unter die Traufen reichen. In Höhe der Firste der Seitenschiffe läuft eine weit ausladendes Kraggesims um die ganzen Querhausarme herum, über alle Strebepfeiler hinweg. Die Strebepfeiler auf den Bauteilecken verjüngen sich oberhalb dieses Profils. In den Wandabschnitten über den Seitenschiffen sind je drei rundbogige Fenster mit scharfkantigen Laibungen ausgespart, die unmittelbar auf dem vorgenannten Kragprofil stehen. Zwischen den Fenstern treten schlanke Wandpfeiler hervor. Jenseits der Strebepfeiler wiederholen sich noch einmal die Dreiergruppen der Fenster und Wandpfeiler. Die sechs Fenster weisen untereinander die gleichen Abstände auf. Im südlichen Querhausarm gibt es nur die ersten drei Fenster. In den Giebeln der Querhausarme steht jeweils eine Dreiergruppe der gleichen Fenster auf den Kraggesimsen. Mittig in den darüber befindlichen Giebelfeldern ist jeweils noch ein größeres Fenster eingelassen.
Im nördlichen Querhausarm ist ein prachtvolles Seitenportal entstanden, das deutlich größer ist als das Hauptportal im Narthex. Die Portalöffnung misst gut 3 mal 4,5 Meter. Die oberen Ecken sind wieder mit in die Öffnung auskragenden Konsolen ausgestattet. Der Rand der Portalöffnung wird von drei flachen Bändern begleitet mit feinen Strukturen. Das mittlere Band ist ein mehrgliedriger Rollenfries, das innere zeigt Blattfächer. Die Portalöffnung wird von einer deutlich größeren Archivolte großzügig umschlossen, die allseitig neben einem Wandrückversatz steht. Der Bogen besteht aus einem starken Rundstab, der in ein Netz von propellerartigen Rosetten aufgelöst ist. Dieser wird beidseitig von schmalen Perlstäben begleitet. Der Bogen steht auf schlanken Säulchen, das rechte ist mit dem gleichen Ornament, wie der Bogen, dekoriert, nur etwas feingliedriger. Das linke Säulchen ist mit einem Flechtwerk von schlanken Bändern skulptiert. Beide sind ausgerüstet mit pflanzlich skulptierten Kapitellen, Kämpfern mit Rollenfriesen und profilierten Basen, die auf gut einen Meter hohen scharfkantigen Wandsockeln stehen. Die schmalen Wandabschnitte zwischen den Säulchen und den drei Bändern, und das Tympanon bleiben ohne Strukturen. Möglicherweise war das Tympanon bemalt, wie auch die übrigen skulpturalen Ornamente. Die Archivolte wird dreiseitig oberhalb der hohen Sockeln umschlossen von breiten Bändern aus aneinandergereihten kreisrunden Medaillons, die mit fünfblättrigen Blütenrosetten ausgefüllt sind. Diese werden beidseitig begleitet von kleinen aufgereihten rechteckigen Vertiefungen. Die beiden Zwickel zwischen dem Bogen und den Bändern sind wieder unstrukturiert. Das von den Medaillonbändern gebildete Rechteck wird allseits umschlossen, und zwar beidseitig von leicht vortretenden fast gleich breiten dreifach kannelierten Pilastern, die mit pflanzlich skulptierten Kapitellen, mit Rollenfriesen, profilierten Kapitellen und zweifach profilierten Basen auf hohen Wandsockeln ausgerüstet sind. Die Pilaster tragen einen elfteiligen Bogenfries, dessen Sichtkanten in Hohlkehlen gebrochen sind. Dieser wird oberseitig von einem gering ausladenden Profil abgeschlossen.
Die beiden hölzernen Türflügel des Portals zeigen dekorative Arbeiten der Schmiedehandwerkskunst. Jeder Türflügel ist mit drei übereinander angeordneten gleicharmigen Kreuzen aus geraden Eisenschienen bestückt, deren Enden beidseitig umgebördelt sind. Die Enden der Kreuzarme werden von hufeisenförmig gebogenen Schienen umschlossen, deren Enden wie vorstehend umgebördelt sind. Zwischen den Kreuzen sind noch einmal solche hufeisenartigen Gebilde eingefügt. Diese umschließen kurze waagerechte Schienenstücke mit den bekannten Umbördelungen. Ebensolche Schienenstücke sind in die dann noch frei bleibende Zwischenräume eingefügt.
Aus den Ostwänden der Langhausarme treten unmittelbar neben den Seitenschiffen des Chorjochs je eine Querhauskapelle hervor, im nördlichen Arm die originale romanische Kapelle, im südlichen eine vermutlich in der gotischen Epoche im neuen Stil geänderten Kapelle.
Die Wände der nördlichen Kapelle stehen auf einem halbkreisförmigen Grundriss. Sie werden überdeckt von einem halben Kegeldach, dessen Neigung um 25 Grad beträgt und das etwa so hoch liegt wie die Dächer der Kranzkapellen des Chorumgangs. Es ist mit roten Hohlziegeln eingedeckt, wie bei den Dächern der Schiffe. Es sind allerdings speziell für kleine Kegeldächer gefertigte Ziegel, die in ihrer Länge konisch zulaufen. Die Traufausbildung entspricht etwa denen der Schiffe. Zwei Strebepfeiler unterteilen die freien Wände in jeweils drei Abschnitte. Ihre steil abgeschrägten Oberseiten reichen knapp einen Meter bis unter die Traufen. Die Pfeilerquerschnitte sind unterhalb der schrägen Oberseiten für ein kurzes Stück rechtwinklig. Darunter stehen starke (oder alte) Dienste, die mit pflanzlich skulptierten Kapitelle, Kämpfern, deren Kanten mit doppelten Rollenprofilen dekoriert sind, und schlicht profilierten Basen ausgerüstet sind. Sie stehen auf kantigen Plinthen und vortretenden, oberseitig abgeschrägten, gut 60 Zentimeter hohen Sockeln, die sich auch über die Wände der Kirche erstrecken. Zwischen den Strebepfeilern sind rundbogige Fenster mit scharfen Laibungskanten ausgespart. Ihre Keilsteinbögen werden von einem Kragprofil überfangen, das mit einem einfachen Rollenfries dekoriert ist und in Höhe der Kämpfer bis gegen die Strebepfeiler geführt ist. Dieses Profil wird in gleicher Höhe um das ganze romanisch Chorhaupt und über die Keilsteinbögen aller Fenster herumgeführt.
Die südliche Querhauskapelle steht auf einem nahezu quadratischen Grundriss, der dem benachbarten Seitenschiff des Chorjochs entspricht und der sich aber im Osten um die Apsis in Form eines halben Sechsecks erweitert. Das Dach besteht aus einem steil geneigten Satteldach, an das sich ein Dach in Form einer halben sechseckigen Pyramide anschließt. Die Dächer sind mit roten Ziegelschindeln eingedeckt. Die Traufen bestehen aus einem schlicht profiliertem Kraggesims über das die untere Reihe den Schindeln leicht auskragen. Aus den zwei östlichen Ecken der Apsis treten im Querschnitt weit ausladende rechteckige Strebepfeiler hervor, deren steil geneigten Oberseiten mit auskragenden Platten abgedeckt sind. In etwa 2,50 Metern Höhe umschließt ein deutlich ausladendes Kragprofil die Apsis. Darauf stehen In den drei freien Wandflächen der Apsis ungewöhnlich stark angespitzte Spitzbogenfenster, deren Scheitel etwa die Höhe der Pfeilerenden erreichen. Das gotische Maßwerk in den Bogenbereichen der Fenster ist ausgesprochen feingliedrig.
Die Südwand der Kapelle ist durch Anbauten von Konventsgebäuden verdeckt.

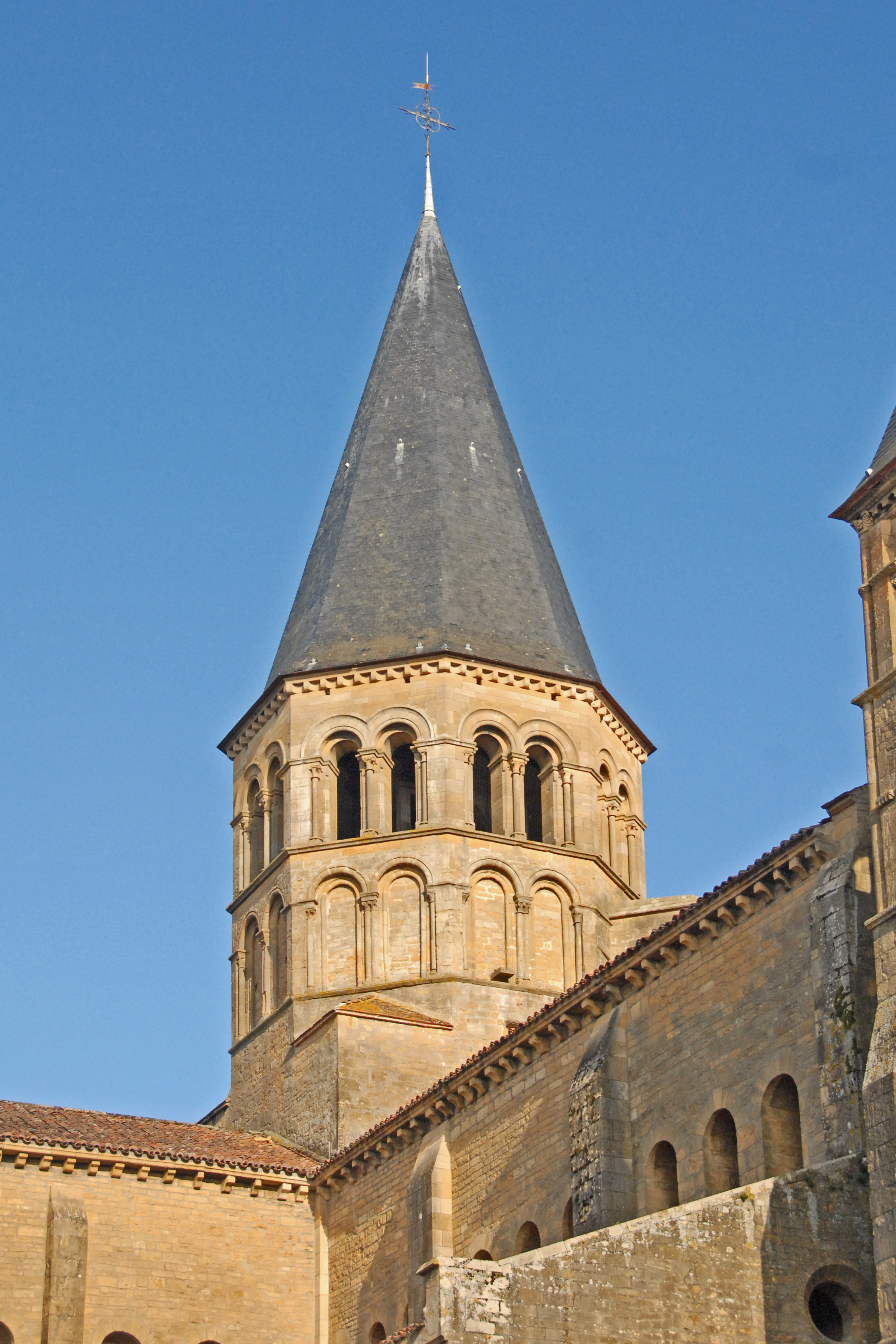
Vierungsturm von Nordwest

Der Vierungsturm ist ein Werk des 19. Jahrhunderts. Bis dahin gab es einen gotischen Turm, von dem es aber nicht bekannt ist, ob er einen romanischen Vorgänger besaß. Der Neubau der Kirche wurde jedenfalls erst fertiggestellt, als die Gotik sich in Frankreich bereits durchgesetzt hatte. Offensichtlich war den Konservatoren des 19. Jahrhunderts der Turm nicht authentisch genug und sie ersetzten ihn daher durch eine neuromanische Rekonstruktion.
Aus den Dächern der Schiffe und des Chorjochs tritt zunächst ein allseits geschlossener Turmsockel hervor, der auf den Wänden der nicht ganz quadratischen Vierung steht und schon bald in den achteckigen Grundriss des Turms übergeht. Die dabei entstandenen vier Dreiecke des quadratischen Sockelteils sind mit leicht geneigten halben Pyramidendächern überdeckt die mit roten Ziegelschindeln eingedeckt sind. Der achteckige Teil des Sockels wird von einem leicht auskragenden Profil abgeschlossen.
Der Turm besteht über dem Sockel aus zwei Geschossen. Das obere ist etwas höher als das untere. Im unteren Geschoss ist auf jeder Seite eine rundbogige Zwillingsblendarkade aus Archivolten eingelassen. Ihre Bögen bestehen aus glatten Rundstäben, die von einem schmalen Profil überfangen werden. Sie stehen auf Säulchen, die in der Mitte zu Säulchenpaaren vereint sind. Die Säulchen sind mit pflanzlich skulptierten Kapitellen, profilierten Kämpfern und Basen auf kantigen Plinthen ausgestattet. Die obere Hälfte des Kämpferprofils zieht sich über die Turmecken herum. Die Blendarkaden umschließen geschlossene Wandfelder, in die noch je eine kleinere rundbogige Nische eingelassen ist. Ein kurzes Stück über den Scheiteln der Blendarkaden wird das Geschoss durch ein doppeltes Kragprofil abgeschlossen.

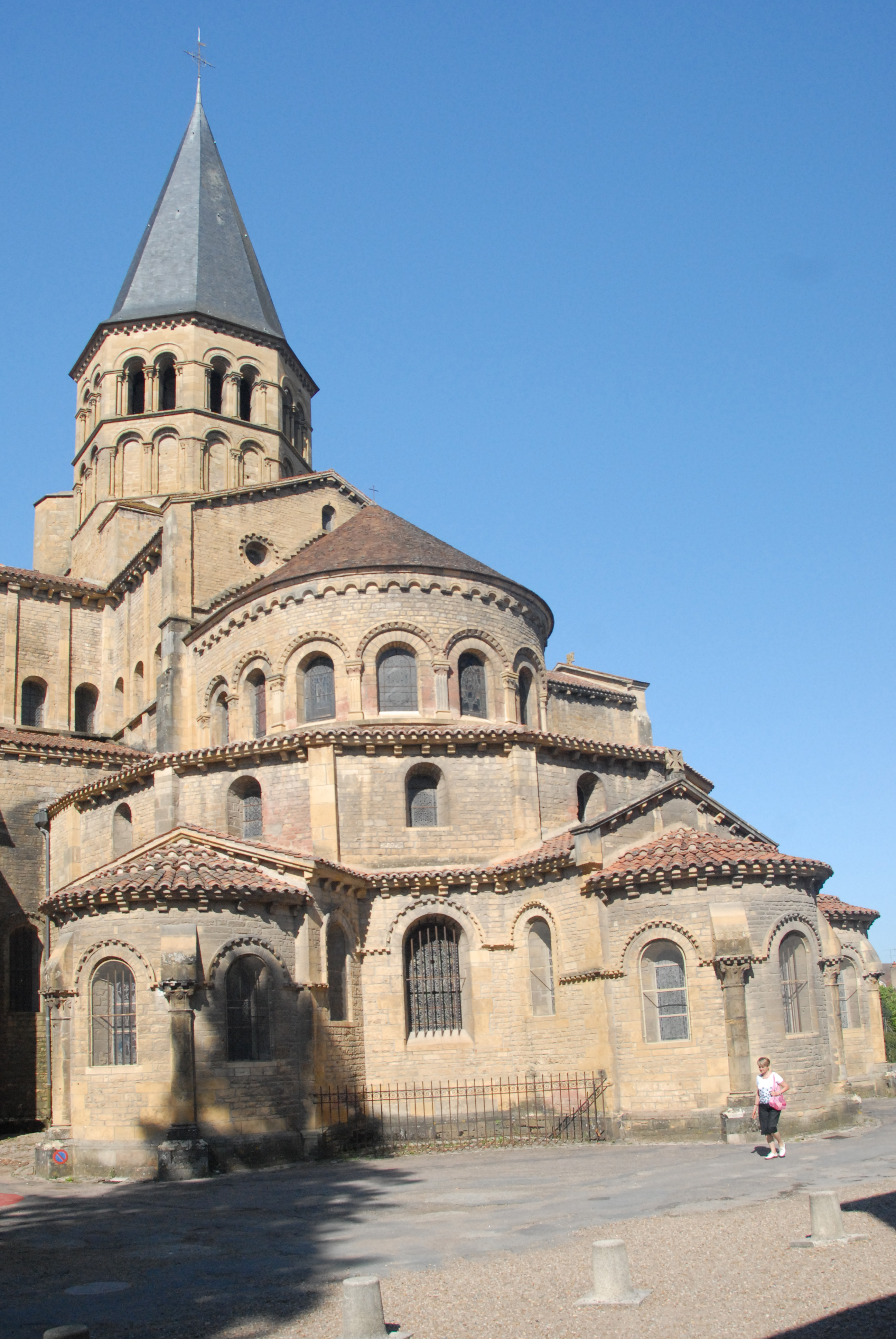
Chorhaupt u. Vierungsturm von SO

Im Geschoss darüber sind offene Zwillingsarkaden aus Archivolten eingelassen die in Größe und Gestaltung den Blendarkaden darunter ähneln. Die Rundstäbe der Bögen werden innenseitig von schmalen Profilen begleitet. Sie vereinigen sich in der Mitte und stehen gemeinsam auf nur einem Säulchen. Die Säulchen sind wie die unteren ausgerüstet, ihre Kapitelle sind schlicht skulptiert. Statt der Nischen in den Archivolten sind rundbogige, scharfkantige Öffnungen ausgespart, die Klangarkaden des Glockenturms. Die doppelten Kämpferprofile ziehen sich über die Turmecken hinweg und in die Laibungen der Öffnungen hinein. Die Wandabschnitte über den Scheiteln der Blendarkaden ist etwas höher als im unteren Geschoss. Das Geschoss wird von einem auskragenden profilierten Gesims abgeschlossen, das von kantigen Kragkonsolen oberflächenbündig unterstützt wird. Auf jeder Turmseite ist unter zwei Konsolen je eine kleine rechteckige Öffnung ausgespart, die möglicherweise zum Einfügen von Gerüstbalken dienen sollen, bei notwendigen Reparaturarbeiten am Turmhelm.
Der achteckige hölzerne Turmhelm besitzt steil geneigte Seiten, die eher einem gotischen Helm zustehen. Die Seitenflächen sind über den Traufen leicht auswärts aufgeweitet. Der Helm ist mit kleinformatigen mittelgrauen Schieferschindeln eingedeckt. Der Turmfirst wird durch einen metallenen Aufsatz noch weiter zugespitzt, der von einem feingliedrig geschmiedeten Kreuz bekrönt wird. Der obere Kreuzarm verlängert sich in eine nadelförmige Spitze, an der eine kleine Wetterfahne die Windrichtung angibt.

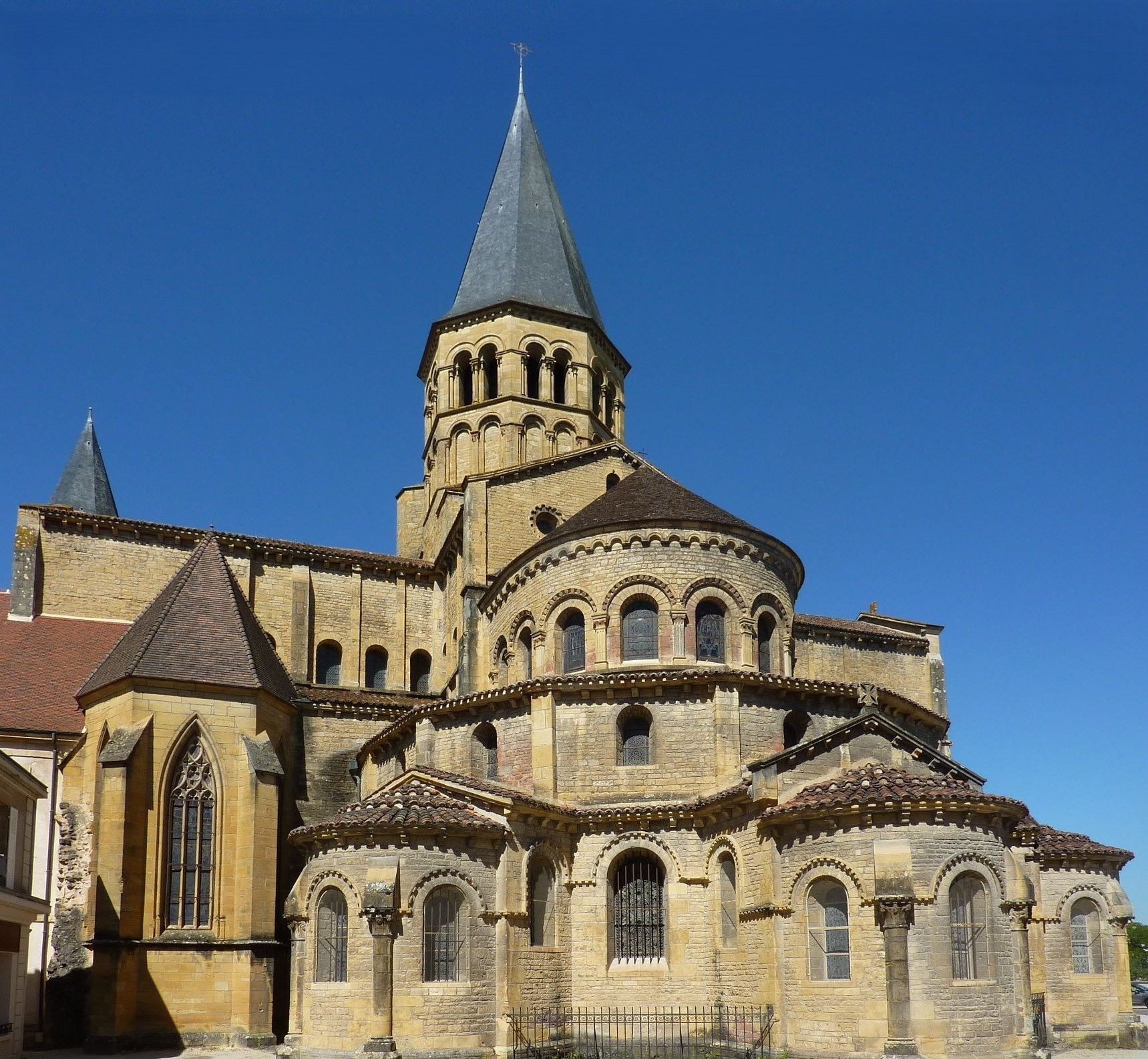
Chorhaupt und Querhaus von SO

##### Chorhaupt mit Kapellenkranz
Das Chorhaupt ist in der Höhe sechsfach abgestuft, beginnend mit den Apsiden der Kranzkapellen, über den Jochen der Kapellen, das Ambulatorium, die Seitenschiffe das Chorjoch, die Chorapsis bis zu dem Mittelschiff des Chorjochs. Hierdurch ergibt sich in der Außenansicht des Ostbaus der Kirche eine eindrucksvolle Staffelung der Baumasse.

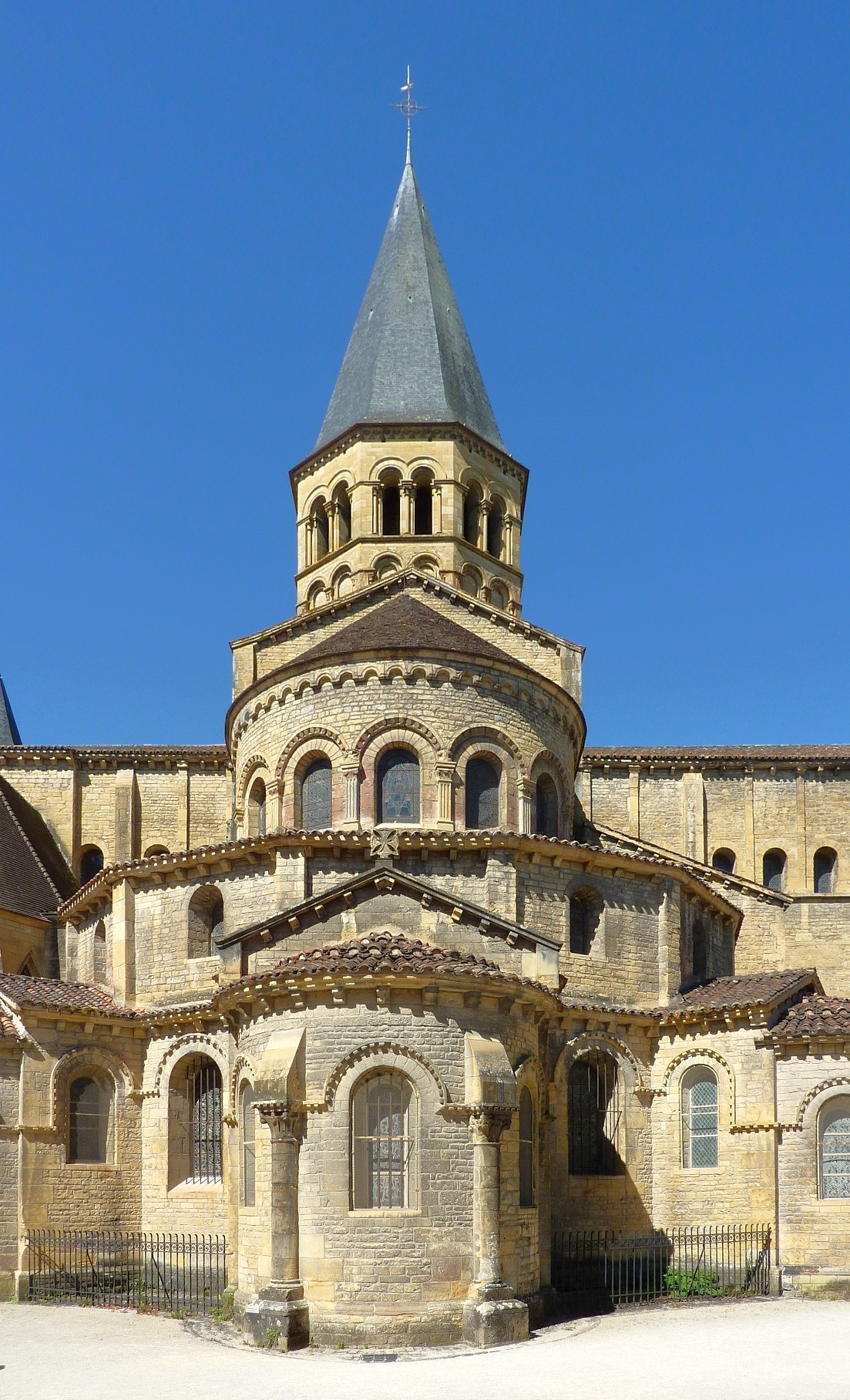
Chorhaupt u. Querhaus von O

Unmittelbar vor der Ostwand des Querhauses steht das Chorjoch mit einem Aufriss, der fast dem des Langhauses entspricht, aus einem Mittelschiff und den beiden Seitenschiffen, mit den entsprechenden Dachformen, Traufausbildungen und Eindeckungen. Lediglich beim südlichen Seitenschiff ist das Pultdach um 90 Grad gedreht, mit der Traufe auf der Ostseite und dem First am südlichen Querhausarm. Das ist wahrscheinlich dem späteren Umbau und Erweiterung der südlichen Querhauskapelle in gotischem Stil zu verdanken. Die Dächer des Mittelschiffs und des nördlichen Seitenschiffs des Chorjochs werden von ihren östlichen Giebelwänden leicht überragt, die mit weit auskragenden Platten mit profilierten Sichtkanten abgedeckt sind, die von gereihten Kragkonsolen unterstützt werden. Von der ehemaligen Giebelwand des südlichen Seitenschiffs ist oberhalb der neu entstandenen Traufe nur noch eine weitere Ausladung des Strebepfeilers des Mittelschiffs erhalten. Die Bauteilecken des Mittelschiffs des Chorjochs werden von über Eck angeordneten Strebepfeilern ausgesteift, die bis unter die vorgenannten Abdeckplatten reichen. In der Giebelwand des Mittelschiffs sind oberhalb des anschließenden Dachs der Chorapsis in der Mitte ein kleines rundbogigen Fenster ausgespart, etwas tiefer und weiter nach außen noch je ein kreisrundes Ochsenauge, das von einem Bogenfries umschlossen wird. In den Seitenwänden des Mittelschiffs des Chorjochs ist wieder je eine Dreiergruppe von Fenstern mit dazwischen stehenden Wandpfeilern angeordnet, wie man sie bereits von den Ostwänden der Querhausarme kennt. Die Ecke des nördlichen Seitenschiffs des Chorjochs weist nach Norden hin einen wenig ausladenden Strebepfeiler auf. In dessen Nordwand ist zwischen dem Strebepfeiler und des Querhauskapelle im Erdgeschoss ein rundbogiges Fenster ausgespart, etwas größer und höher angeordnet als die Fenster der benachbarten Kapelle. Oberhalb des Kapellendachs gibt es in dieser Wand noch ein weiteres, aber kleineres Fenster. Das südliche Seitenschiff des Chorjochs weist in seiner Ostwand im Erdgeschoss, knapp neben der Außenwand des Umgangs, ein rundbogiges Fenster.

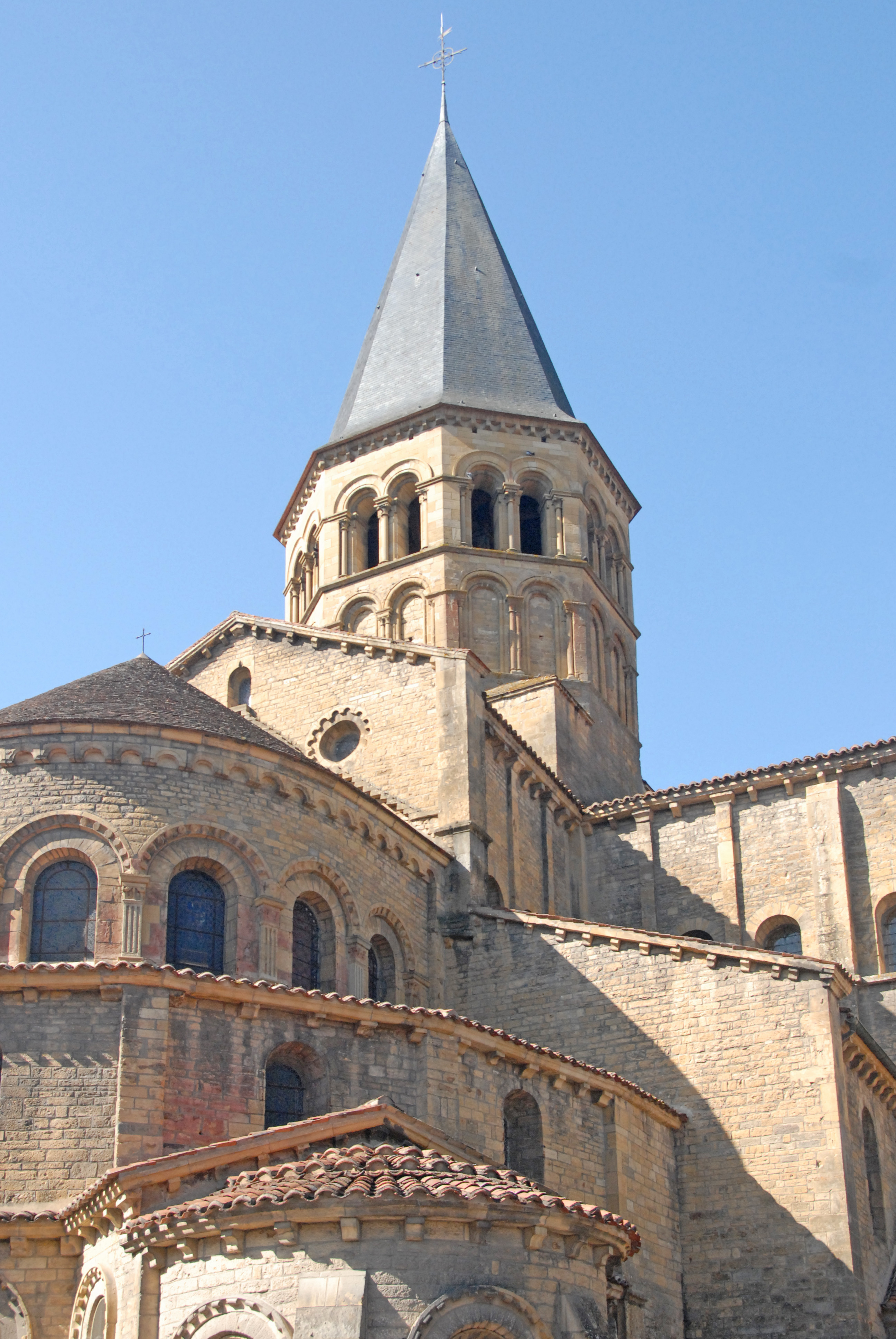
Chorhaupt u. Turm von NO

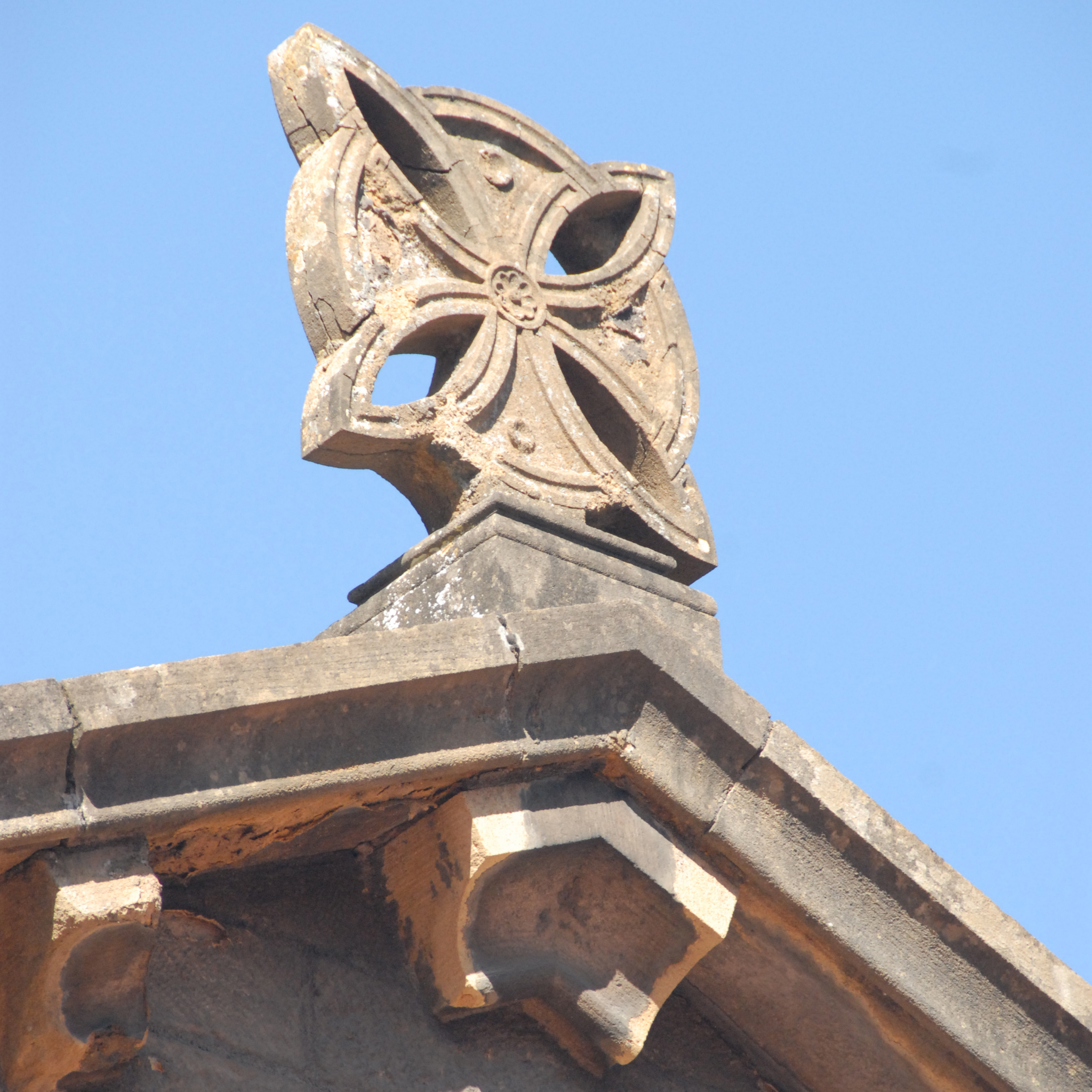
Rosette auf Kranzkapellenfirst

Die Chorapsis steht auf eine Grundriss, der sich aus einem schmalen Rechteck und einem Halbkreis zusammensetzt. Die Außenwände schließen in Verlängerung der Vierungswände an. Das Dach besteht aus einem schmalen Stück Satteldach in gut dreißig Grad Neigung, an das sich ein halbes Kegeldach anschließt. Das schlicht profilierte Traufgesims der Apsis wird von einem umlaufenden Bogenfries unterstützt, dessen Sichtkanten mit Hohlkehlen gebrochen sind. Das Dach ist mit roten Ziegelschindeln deren untere Reihe leicht über das Gesims auskragt. In dem halbkreisförmigen Wandabschnitt der Apsis sind unmittelbar über dem First des Pultdachs über dem Chorumgang insgesamt sieben rundbogige Fenster ausgespart, die genau über den inneren Arkaden der Chorapsis stehen. Die Fenster werden von Blendarkaden eingerahmt deren Bögen aus Rundstäben bestehen, in die auf der Außenseite eine tiefe Hohlkehle eingelassen ist, in die zylindrische Gebilde mit kreisrunden flachen Sichtseiten und mit Abständen untereinander aufgereiht sind. Die Bögen treffen sich untereinander auf kannelierten Pilastern, die mit kantigen, pflanzlich skulptierten Kapitellen, profilierten Kämpfern, Basen und Plinthen ausgerüstet sind.
Der Chorumgang umschließt in gleicher Form und gleich bleibenden Breite die Chorapsis. Er steht auf einem Umriss, der sich aus einem schmalen Rechteck und einem Halbkreis zusammensetzt. Der First seines flach geneigten Pultdachs liegt knapp unter den Brüstungen der Chorapsisfenster. Die Dachflächen sind mit Hohlziegeln im römischen Format eingedeckt. Die Traufen sind ähnlich wie die der Schiffe gestaltet

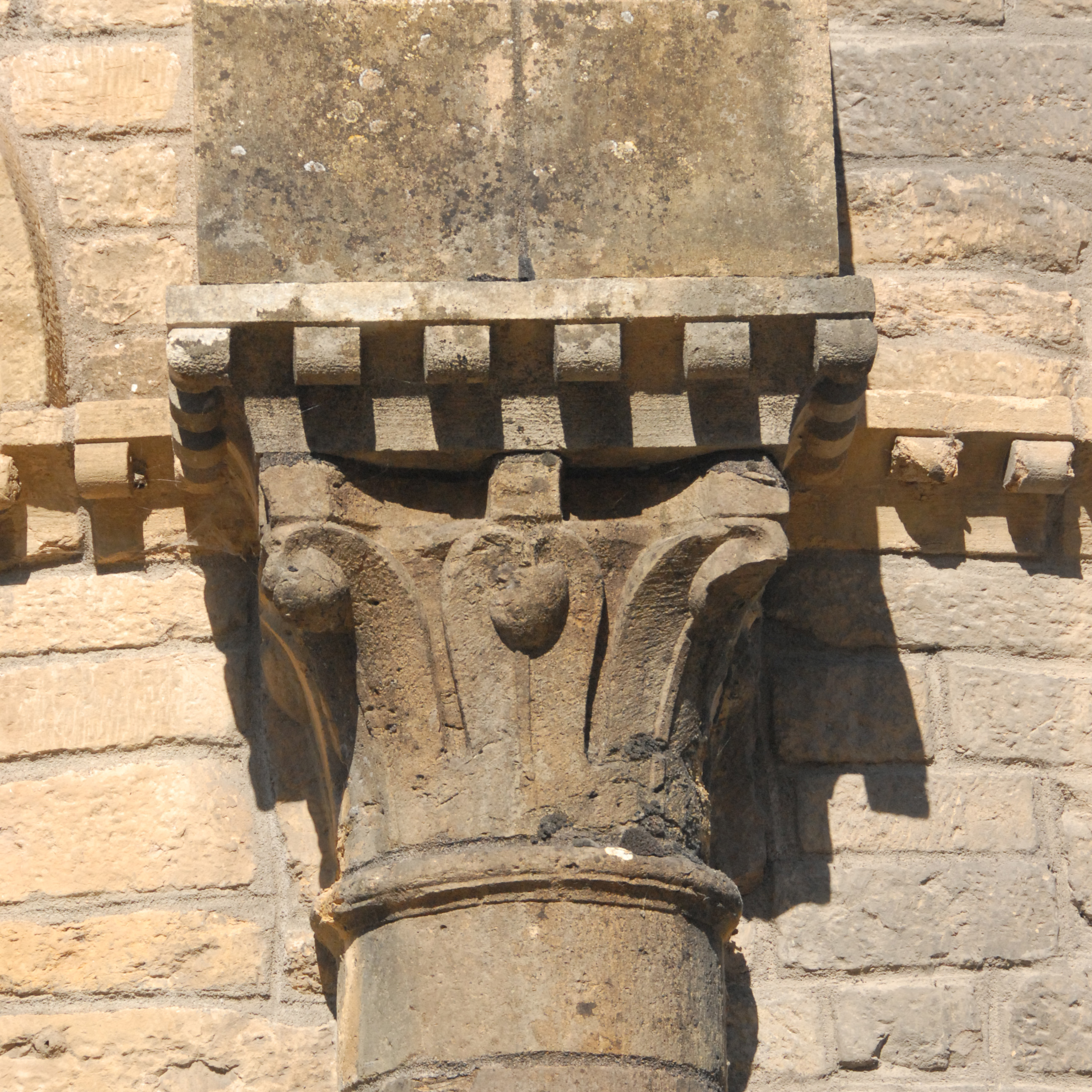
Kapitell Kranzkapelle

Die Umfassungswand ist horizontal in zwei Geschosse und vertikal in insgesamt neun nahezu gleich breite Abschnitte unterteilt. Die äußeren beiden Abschnitte stehen im rechten Winkel zur Ostwand des Chorjochs und sind gänzlich geschlossen.
Die auf dem Halbkreis folgenden Abschnitte werden von im Querschnitt rechtwinkligen Strebepfeilern unterteilt, die bis unter das Traufgesims reichen. Die Außenseiten der Pfeiler stehen in einer theoretischen halbkreisförmig gekrümmten Ebene, die oberflächenbündig mit den ersten Wandabschnitten beginnt und endet. Die Felder zwischen den Pfeilern und den ersten Abschnitten treten um die Pfeilertiefe zurück. Sie sind selbst nicht gekrümmt, sondern knicken untereinander von außen unsichtbar im Pfeilerbereich ab und folgen so der gesamten Krümmung. Man kann das von außen gut an den zwischen den Pfeilern gerade verlaufenden Traufgesimsen erkennen, die auch im Pfeilerbereich abknicken. Mittig zwischen den Pfeilern ist je ein kleineres rundbogiges Fenster mit scharfen Laibungskanten ausgespart.
Im unteren Geschoss sind in den Wandabschnitten zwischen den Radialkapellen und neben den äußeren Kapellen recht große rundbogige Fenster ausgespart.
Im Untergeschoss treten auch die drei Radialkapellen hervor, die jeweils etwas breiter sind als die Wandabschnitte des Umgangs mit zwei Pfeilern. Die Kapellen stehen auf einem Grundriss, der sich aus einem leichten Rechteck des Kapellenjochs und dem Halbkreis der Kapellenapsis zusammensetzt Das Kapellenjoch wird von einem flach geneigte Satteldach und die Apsis von einem etwas tiefer liegenden halben Kegeldach überdeckt. Die Dächer werden mit Hohlziegeln wie bei den Schiffen und der nördlichen Querhauskapelle eingedeckt und weisen die gleiche Traufausbildungen auf. Die Ortgänge der äußeren Kapellen sind ähnlich den Traufen ausgebildet. Die Dachflächen der Scheitelkapelle werden von einer Giebelwand in gleicher Neigung leicht überragt, die mit auskragenden Steinplatten abgedeckt sind und von Kragkonsolen unterstützt werden. Dadurch wird ein Stück der Giebelwand sichtbar und lässt die Scheitelkapelle größer erscheinen.
Auf dem Giebelfirst steht die steinerne Skulptur einer vierblättrigen Blütenrosette, deren Blätter von einem großen Kreisring zusammengehalten werden. In einem kleinen Kreisring inmitten der lanzettartigen Blütenblättern befindet sich eine weitere Rosette. In den Zwischenräumen der Blütenblätter sind kleine kreisrund Medaillons eingefügt.
Die rundbogigen Fenster in den Seitenwänden der Kapellenjoche liegen mit ihrem Scheitel knapp unter der Höhe der Scheitel der deutlich größeren Umgangsfenster. Der Durchmesser der Apsis ist etwas kleiner, als die Breite der Kapellenjoche, Die halbkreisförmigen Apsidenwände werden von zwei Strebepfeilern in drei gleich breite Wandabschnitte unterteilt. Sie gleichen denen an der nördlichen Querhauskapelle. Auch die je drei Fenster gleichen denen dieser Kapelle. Sie sind aber deutlich tiefer angeordnet, als die Fenster der Kapellenjoche. Die Keilsteinbögen sämtliche Fenster im Erdgeschoss des Chorhauptes und der Kapellen werden von einem Profil mit einfachem Rollenfries überfangen, das in Höhe der Bogenansätze waagerecht über die Wände und Pfeilerkapitelle weitergeführt wird. Bei Höhenversätzen der Fensterscheitel folgt das Profil ihnen.
An den Wänden der Abschnitte zwischen den und seitlich der äußeren Kapellen werden die Traufen der Kapellenjoche untereinander mit schmalen „Dächern“ beziehungsweise nach außen verlängert, und zwar aus den Traufgesimsplatten auf Kragkonsolen und ein bis zwei Reihen von Hohlziegeln.

##### Konventsgebäude
Auf der Südseite der Kirche schließen die Konventsgebäude an, die im 18. Jahrhundert umfangreich renoviert und erneuert worden sind. Der mit Kreuzgratgewölben überdeckte Kreuzgang umfasst einen Garten und wird allseits von zweigeschossigen Flügeln umschlossen. Der Südflügel beherbergt heute ein Museum, während im Westflügel, der unmittelbar an das Westwerk anschließt, ein Lyzeum untergebracht ist.

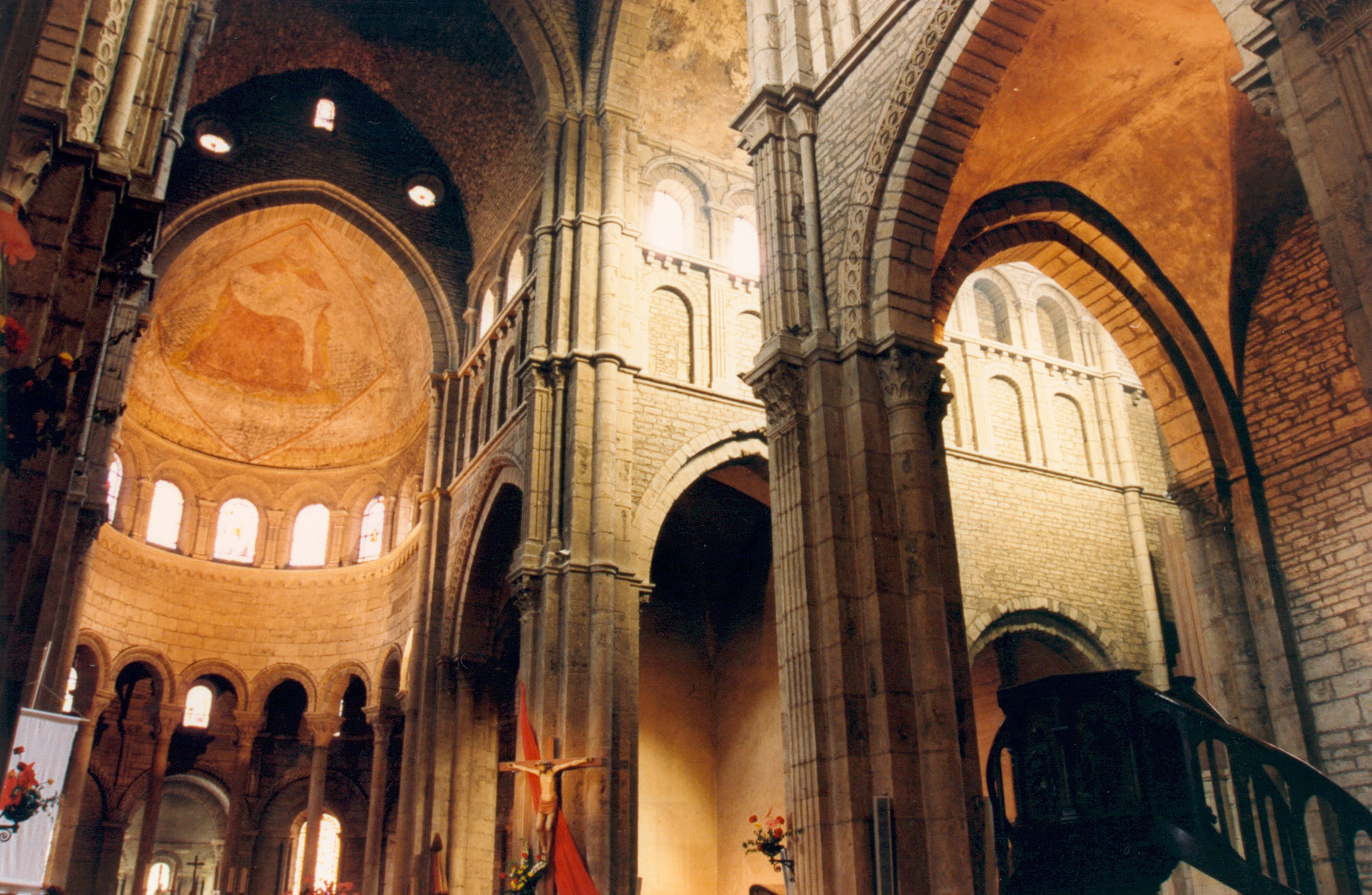
Inneres 2005

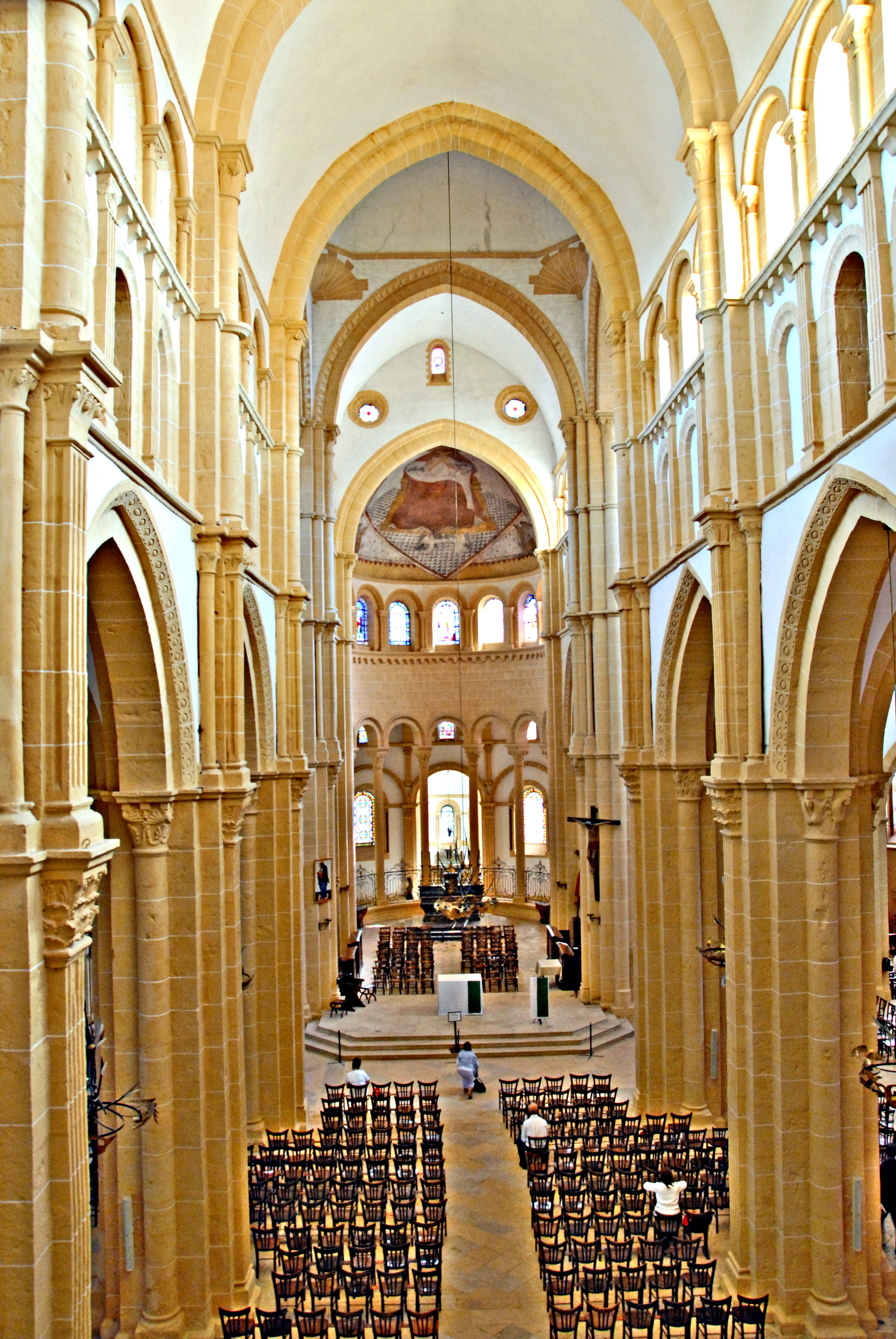
Mittelschiff zum Chor aus dem Narthex-OG

Galerie Konventsgebäude
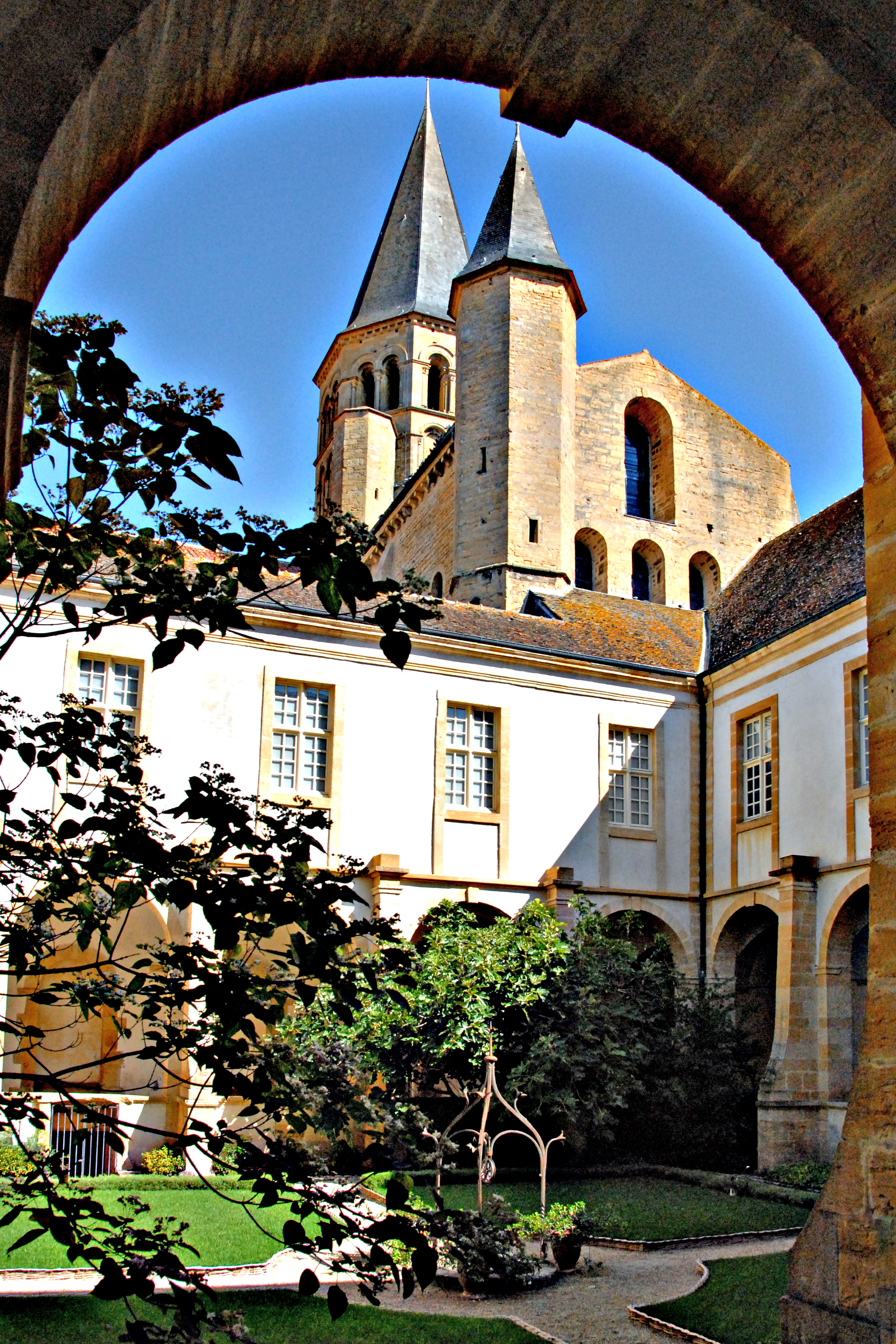
Kreuzgang aus Südgalerie
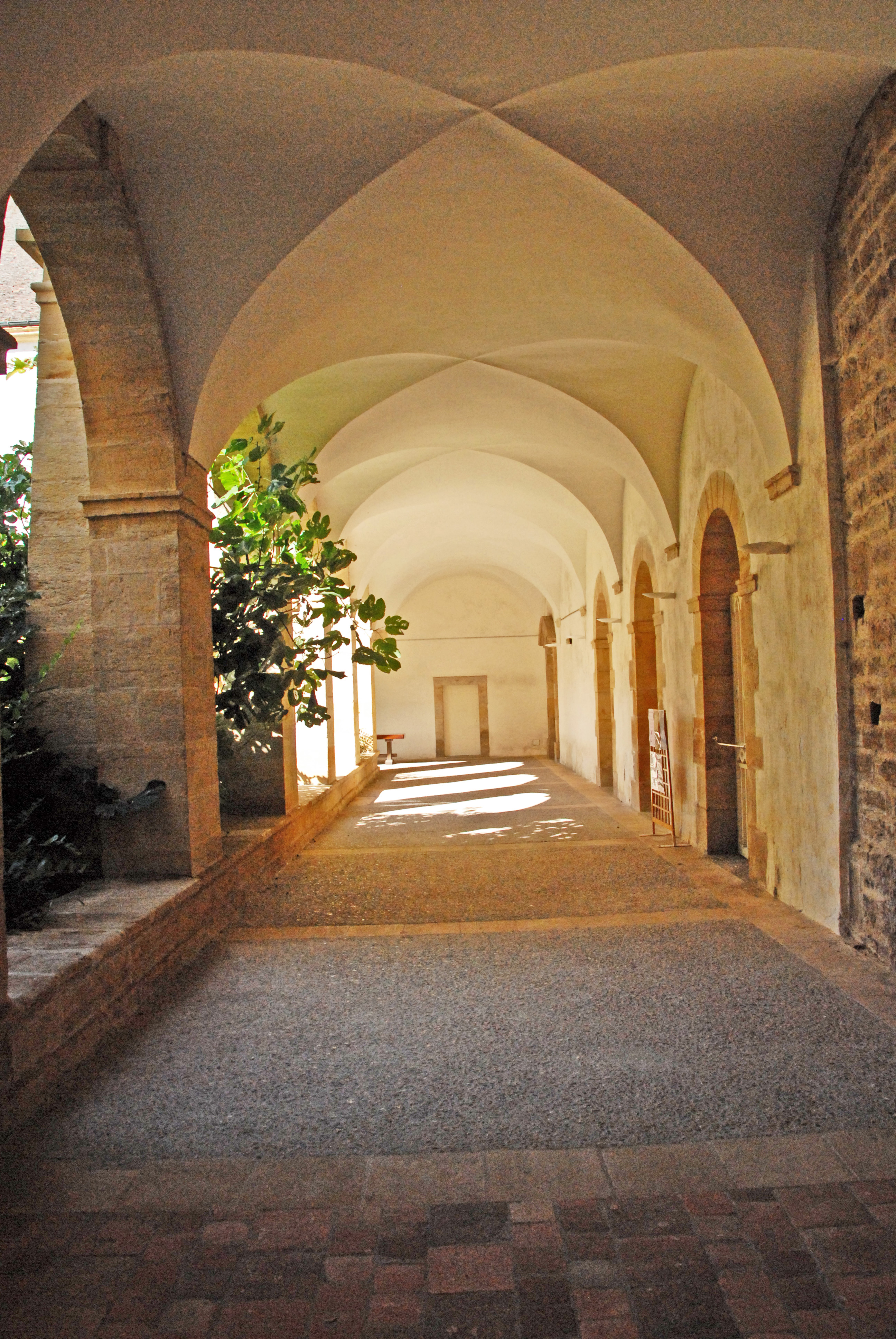
Kreuzgang, Westgalerie
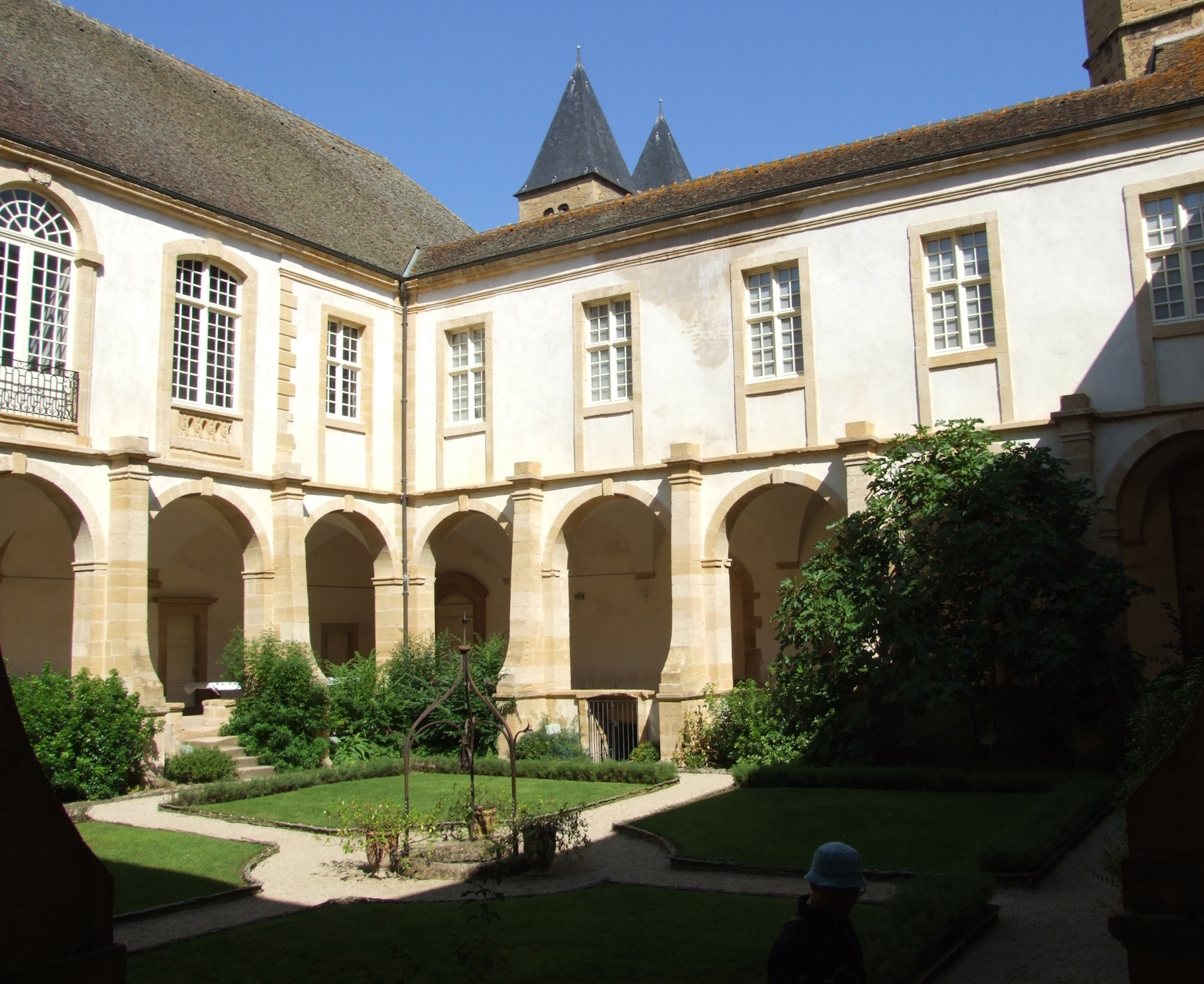
Kreuzgang, West- und Nordflügel
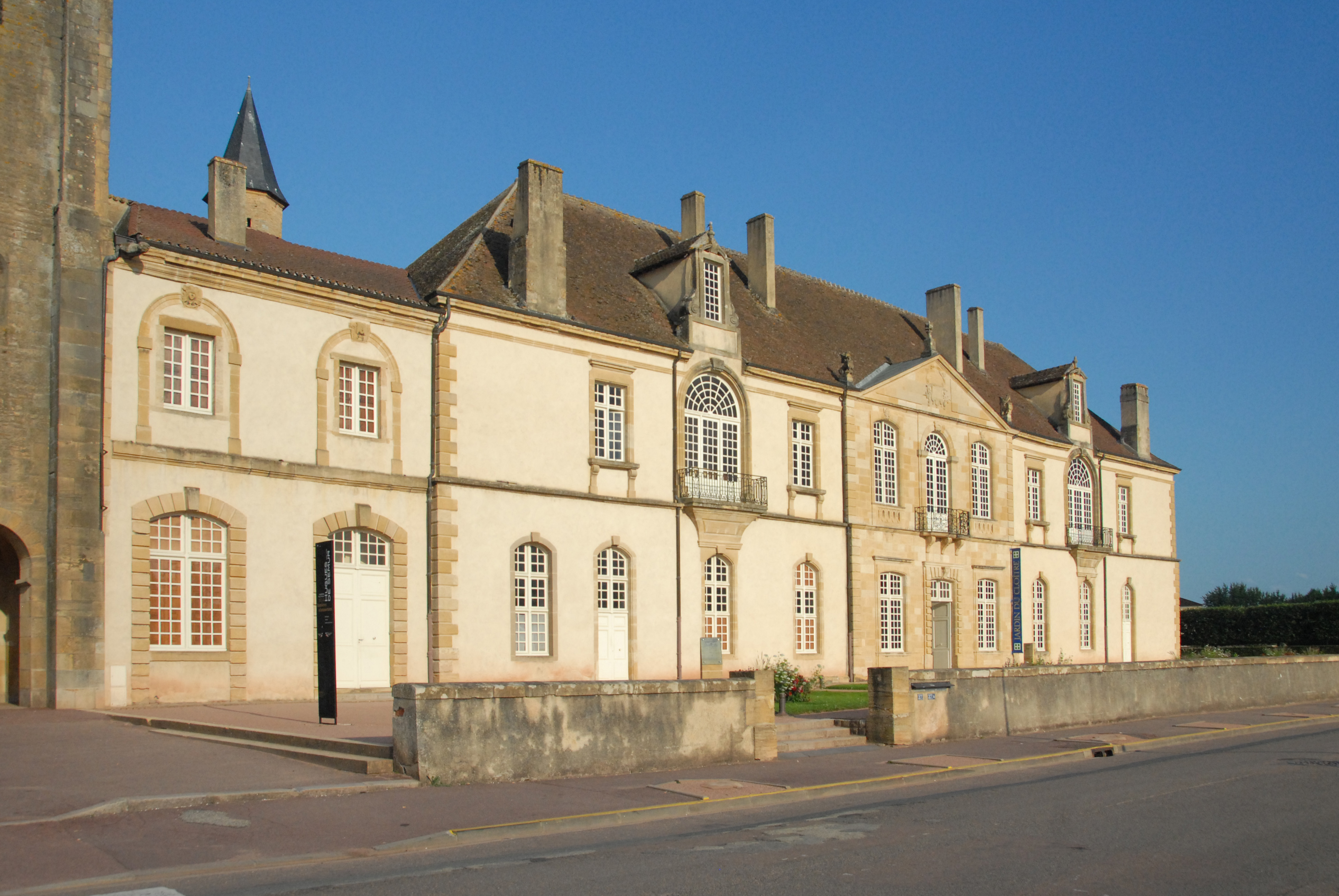
Westflügel, Lyzeum

#### Inneres
Das Innere der Kirche beeindruckt durch seinen aktuellen Renovierungsstand, der eine leuchtende Helligkeit übermittelt. Alle Wände und Gewölbe präsentieren reinweiße Hintergründe, von denen sich die architektonischen Gestaltungselemente, wie Öffnungseinfassungen, Bögen, Pfeiler, Dienste, Wandvorlagen, Gesimse und andere beigefarben abheben, deren Fugen hell getönt sind.

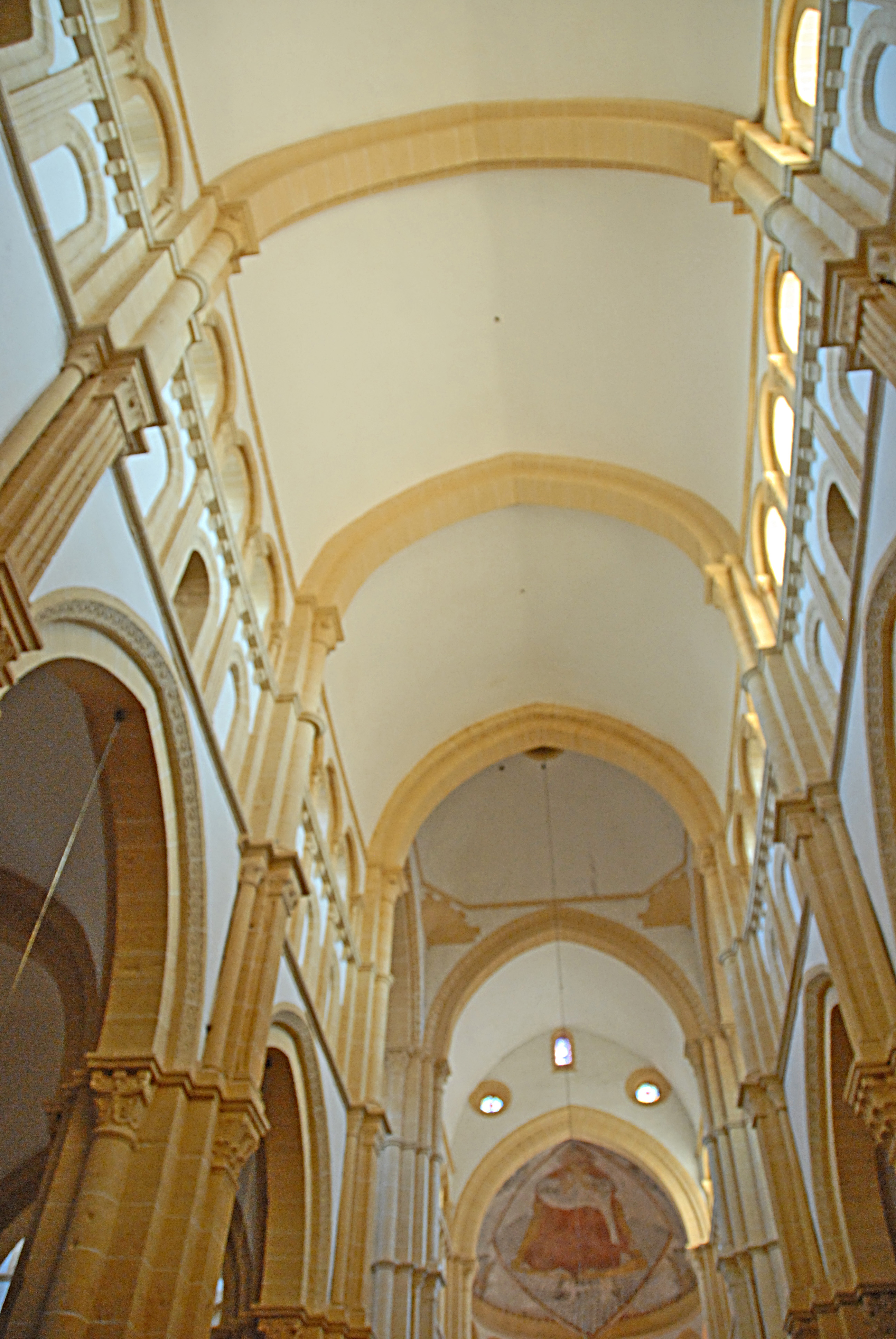
Mittelschiffgewölbe

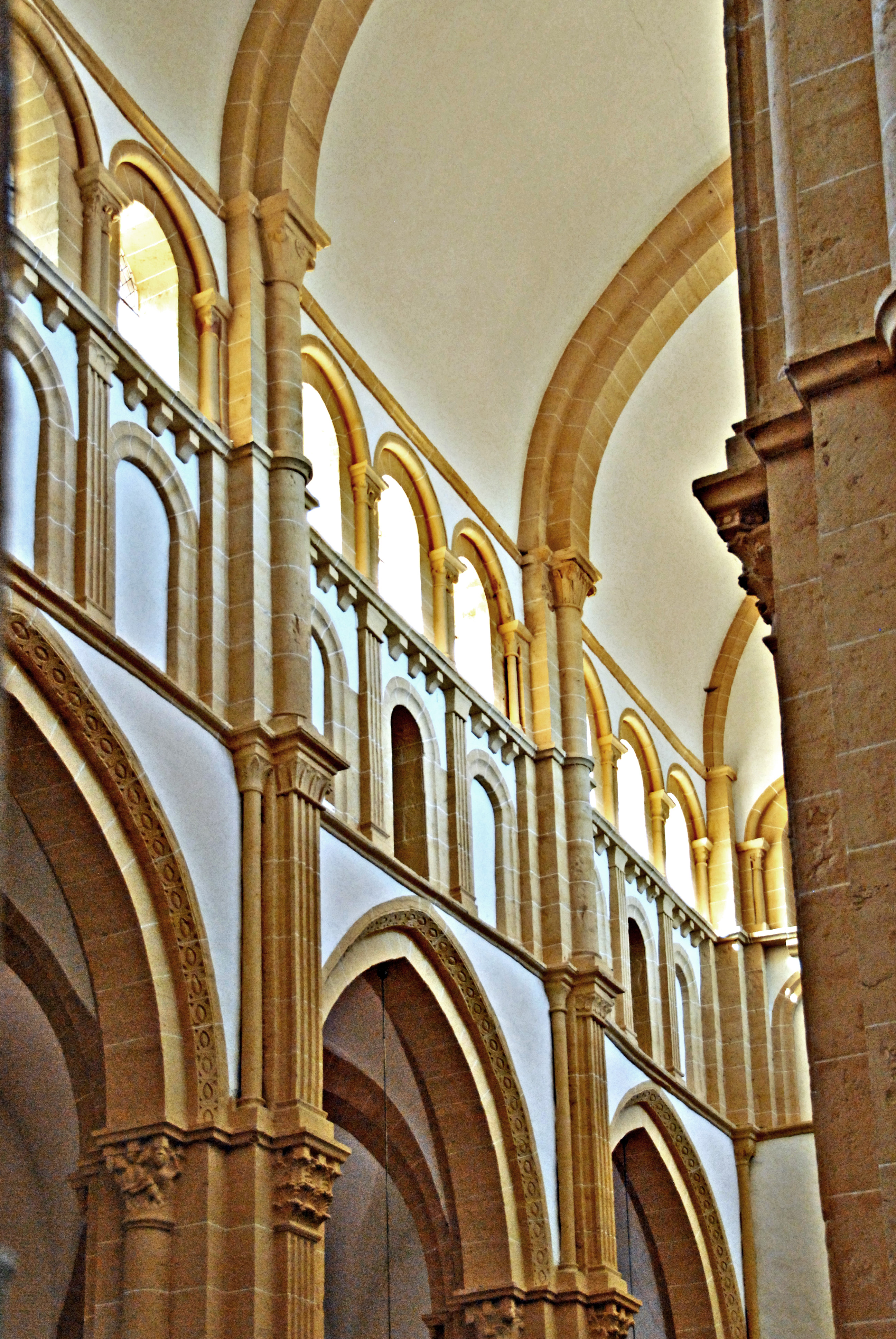
Mittelschiff Südwand

##### Langhaus
Das Langhaus steht auf einem fast quadratischen Grundriss, besitzt einen basilikalen dreigeschossigen Aufriss mit durchfensterter Obergadenzone und ist in drei Schiffe und nur drei Joche unterteilt. Die Seitenschiffe sind nur gut 1,5 Meter schmaler als das Mittelschiff. Das Mittelschiff ist mit 22 Metern knapp dreimal so hoch wie breit (7,90 m) und fast doppelt so hoch wie die Seitenschiffgewölbe (11,50 m).
Die Teilung der Schiffe erfolgt durch kräftige Scheidewände, die oberhalb der Seitenschiffdächer in die Obergadenzone übergehen. Die stehen auf Arkaden mit angespitzten Bögen, deren Kanten beidseitig mit Rückversätzen versehen sind. Die mittelschiffseitige äußere Bogenkante ist in eine flache Hohlkehle aufgelöst, die mit einer Reihung von mandelförmigen Ornamenten dekoriert ist.

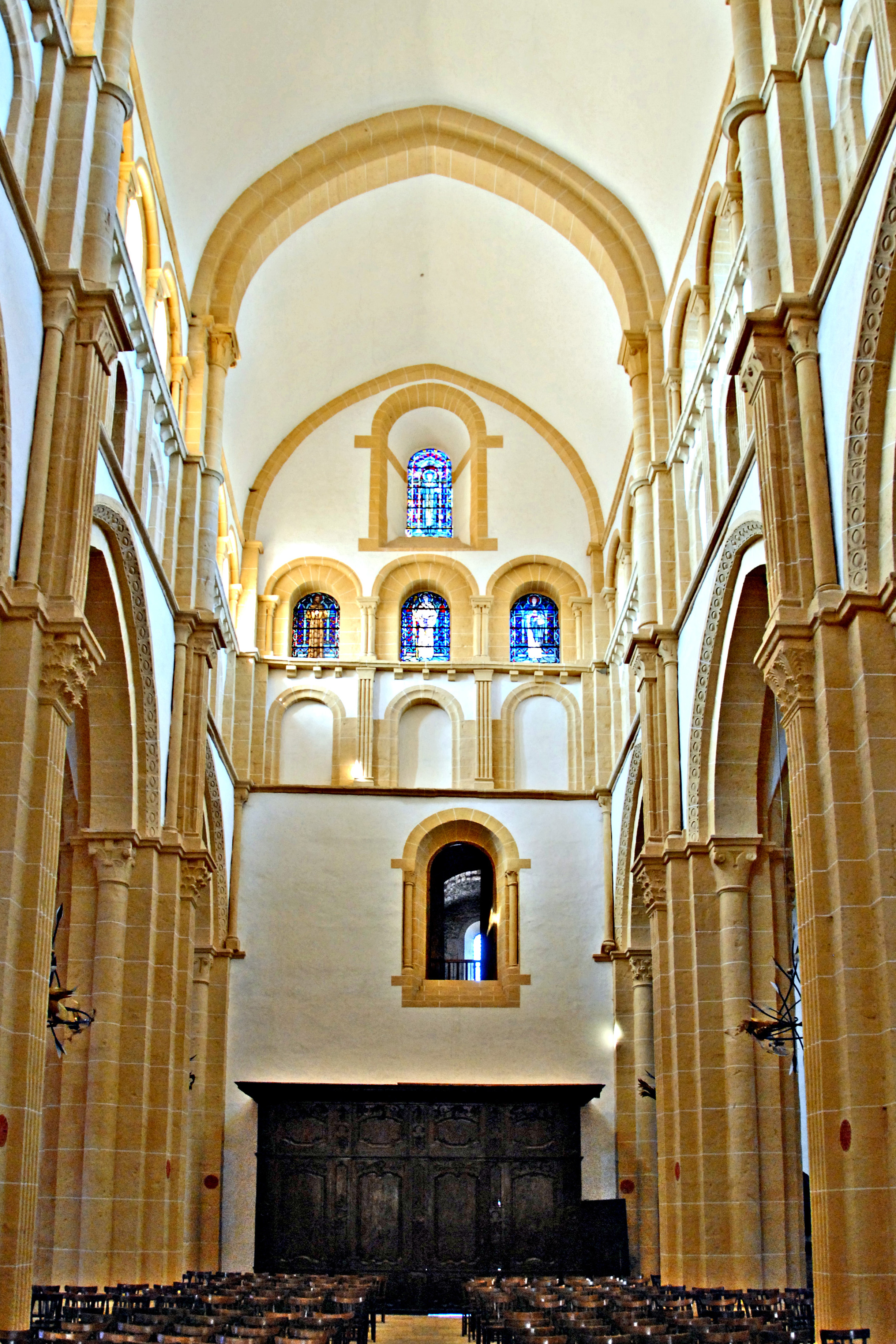
Mittelschiff Westwand

Die Scheidewandbögen stehen auf Pfeilern, deren Kerne kreuzförmige Querschnitte aufweisen. Die inneren Bögen stehen auf alten halbrunden Diensten, die jeweils einem Kreuzarm der Pfeiler vorgeblendet sind. Diese sind mit meist pflanzlich skulptierten Kapitellen, abgestuften Kämpferprofilen, profilierten Basen und hohen kantigen Plinthen ausgerüstet. Diese stehen auf flacheren vortretenden Konsolen, die um den ganzen Pfeiler herumgeführt sind. Die Kämpferprofile sind in Höher der Bogenansätze um den ganzen Pfeiler herumgeführt

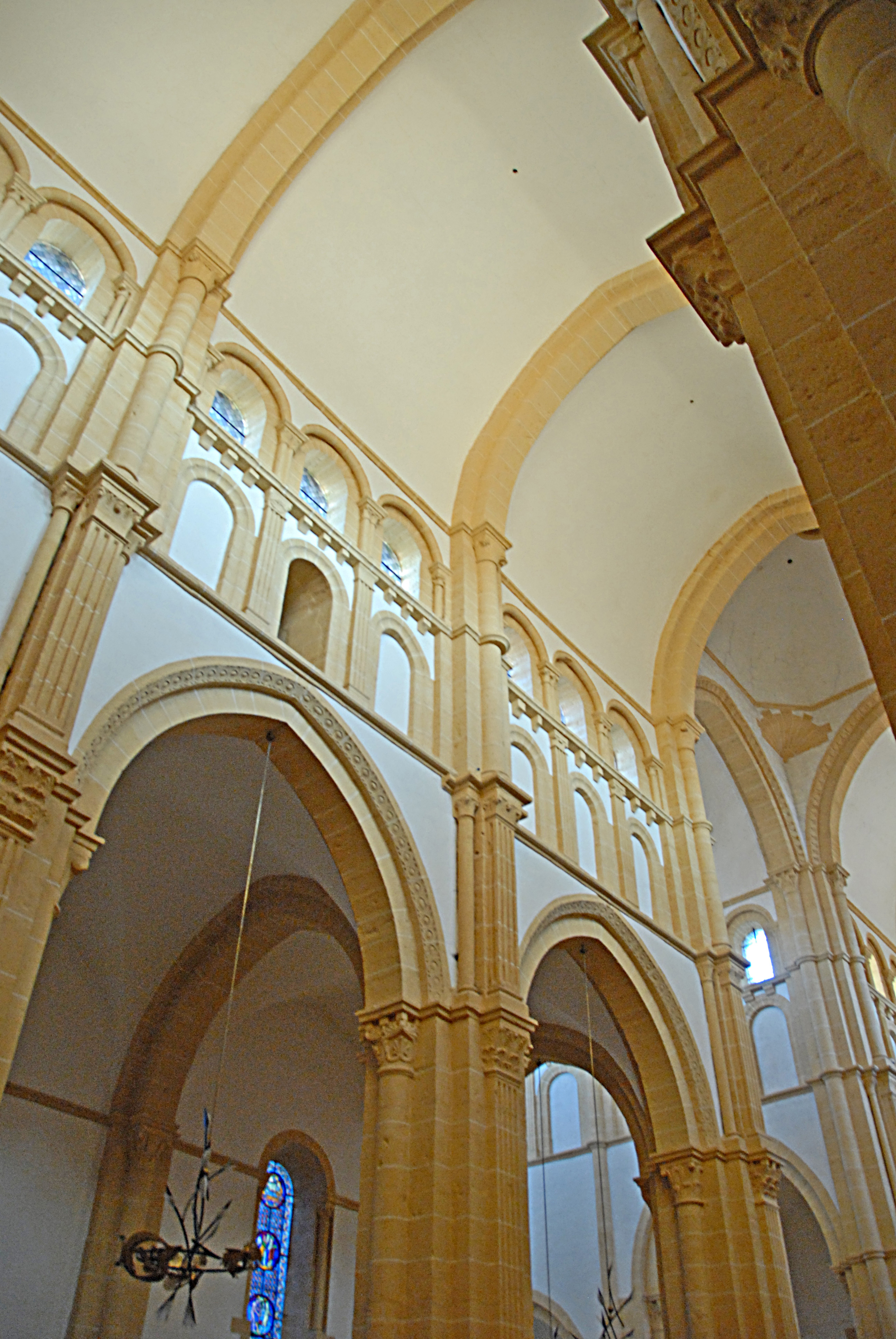
Mittelschiff Nordwand

Auf den mittelschiffseitigen Kreuzarmen ist je ein kannelierter Pilaster vorgeblendet der mit entsprechenden pflanzlich skulptierten Kapitellen, Kämpfern und Basen ausgestattet ist. Über den Kapitellen werden die Kreuzarme als schmalere Wandpfeiler weitergeführt, die beidseitig von Säulchen begleitet sind: Den Wandpfeilern sind wieder Pilaster vorgeblendet, im gleichen Querschnitt wie die darunter. Pilaster und Säulchen sind ausgestattet, wie die unteren Pilaster. Das zweistufige Kämpferprofil liegt in Höhe der Bogenscheitel und werden jeweils über die Scheidewand des ganzen Jochs geführt. Die Zwickel neben diesen sind weiß verputzt.

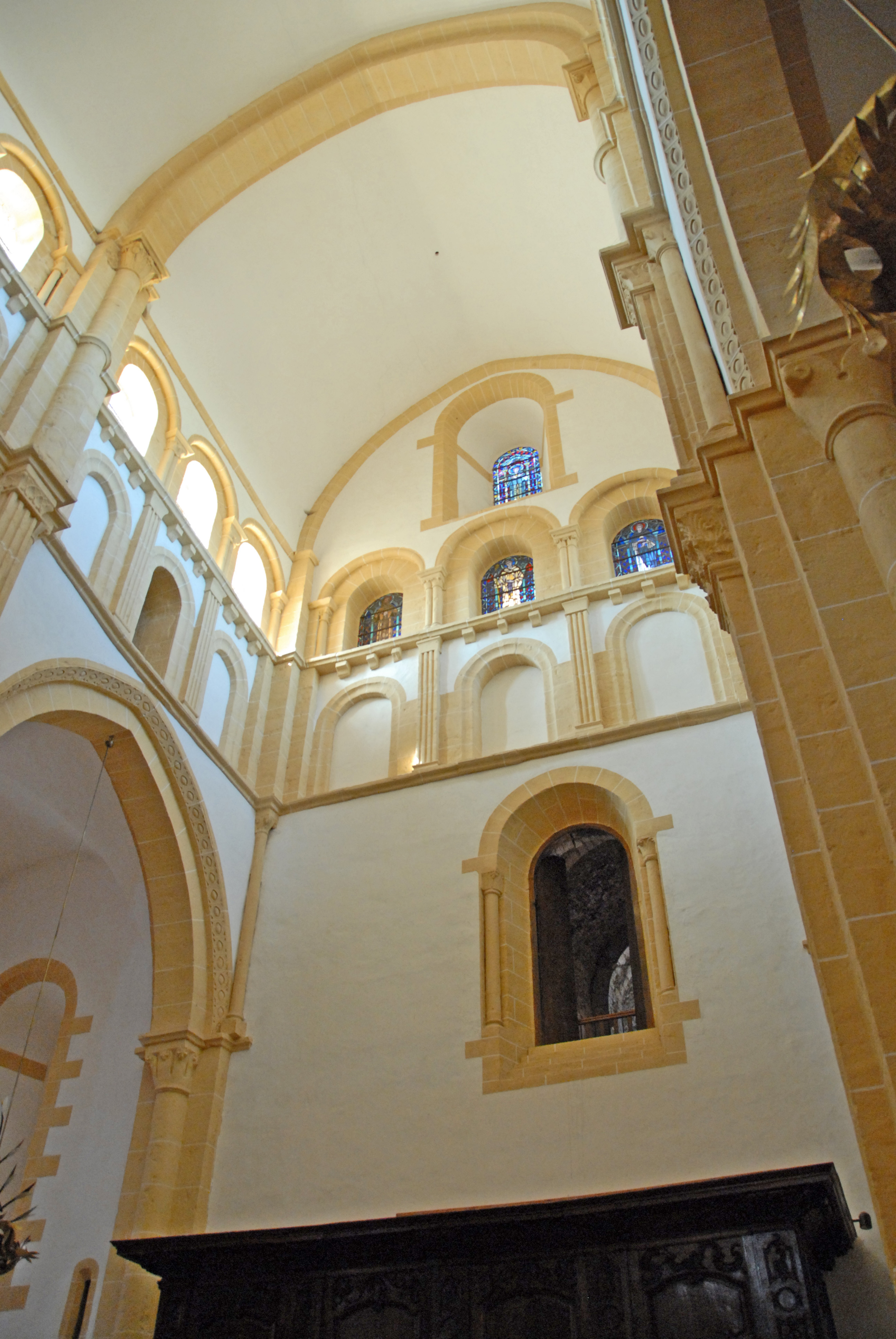
Mittelschiff Joch 1

Die beiden oberen Geschosse werden von scharfkantigen Wandpfeilern unterteilt, die den unteren Kreuzarmen entsprechen. Sie reichen mit den ihnen vorgeblendeten alten Diensten hinauf bis zu den Gewölbeansätzen: Die Dienste sind wie die unter den Scheidewandbögen ausgestattet. Die beiden oberen Geschosse werden etwa hälftig horizontal unterteilt von einem profilierten Kraggesims, das von schlicht skulptierten Kragkonsolen unterstützt wird. Das Kragprofil wird geringer ausladend um die Wandpfeiler und Dienste herumgeführt. Das mittlere Geschoss wird jochweise von je zwei Pilastern in drei Abschnitte unterteilt, die wie die anderen ausgestattet sind. Die äußeren Abschnitte werden außenseitig von schmalen Wandpfeilern abgeschlossen. In diesen Abschnitten ist jeweils in ganzer Breite eine rundbogige Blendarkade eingefügt, dessen Umrandung mit einer breiten Hohlkehle gestaltet ist. Im mittleren Abschnitt befindet sich eine Arkade, die sich in den Dachraum über den Seitenschiffen öffnet, mit der gleichen Umrandung wie bei den Blendarkaden. Im oberen Geschoss wird die ganze Jochbreite durch eine Drillingblendarkade ausgefüllt, deren Bögen aus Rundstäben auf zwei Säulchen und zwei Zwillingssäulchen stehen, die ähnlich den Pilastern ausgestattet sind. In den Feldern der Arkaden sind etwas kleinere rundbogige Fenster mit scharfen Laibungskanten ausgespart. Das obere Geschoss wird von einem schmaleren Kragprofil in Höhe der Gewölbeansätze abgeschlossen, das über die Wandpfeiler und Kapitelle herumgeführt wird. Auf diesen jochteilenden Wandpfeilern und Diensten stehen kräftige Gurtbögen, mit beidseitigen scharfkantigen Rückversätzen der Kanten, die zusammen mit den Außenwänden die leicht angespitzten Tonnengewölbe des Mittelschiffs tragen.
Die Seitenschiffe werden jochweise unterteilt von angespitzten Gurtbögen ähnlich denen des Mittelschiffs. An den Außenwänden sind Wandpfeiler mit Diensten vorgelagert, die denen der Pfeilerarme gegenüber entsprechen. Die Gurtbögen stehen auf den alten Diensten, die wie die Dienste der Scheidewandarkaden ausgestattet und gleich hoch sind. Die Joche der Seitenschiffe werden von Kreuzgratgewölben überdeckt, deren Grate bis zu den Kämpfern der Pfeiler und Wandpfeiler hinunter reichen.
Die westliche Giebelwand übernimmt in gleicher Höhe die Gestaltung der beiden oberen Geschosse eines Jochs. In den Bauteilecken dieser Geschosse sind die Ecken der jochteilenden Wandvorlagen eingefügt, die im Bereich der Arkadenbögen der Scheidewände von den gleichen Säulchen, wie die über den Pfeilern unterstützt werden. In Höhe der Gewölbeansätze beginnt die Kante eines Bogens, die der des nächsten Gurtbogens entspricht. Inmitten des Bogenfeldes der Giebelwand ist ein rundbogiges Fenster ausgespart, dessen Gewände nach innen aufgeweitet sind. Etwa in Höhe der Arkadenbögen aus der Mitte nach rechts versetzt befindet sich eine rundbogige Fensteröffnung zum Obergeschoss des Narthex, die von einer Blendarkade zurückversetzt umschlossen wird. Ihr Keilsteinbogen ruht auf Säulchen mit Kapitellen, Kämpfern und Basen, die in einem Wandrückversatz stehen. Die Brüstung ist nach innen abgeschrägt.
Genau unter dem Fenster befindet sich das Hauptportal der Kirche, das aber von einem hölzernen Windfang verdeckt ist.
Die Arkaden der Schiffe zur Vierung und zu den Querhausarmen unterscheiden sich nicht von denen der jochteilenden Arkaden.

##### Querhaus mit Vierung und Querhauskapellen

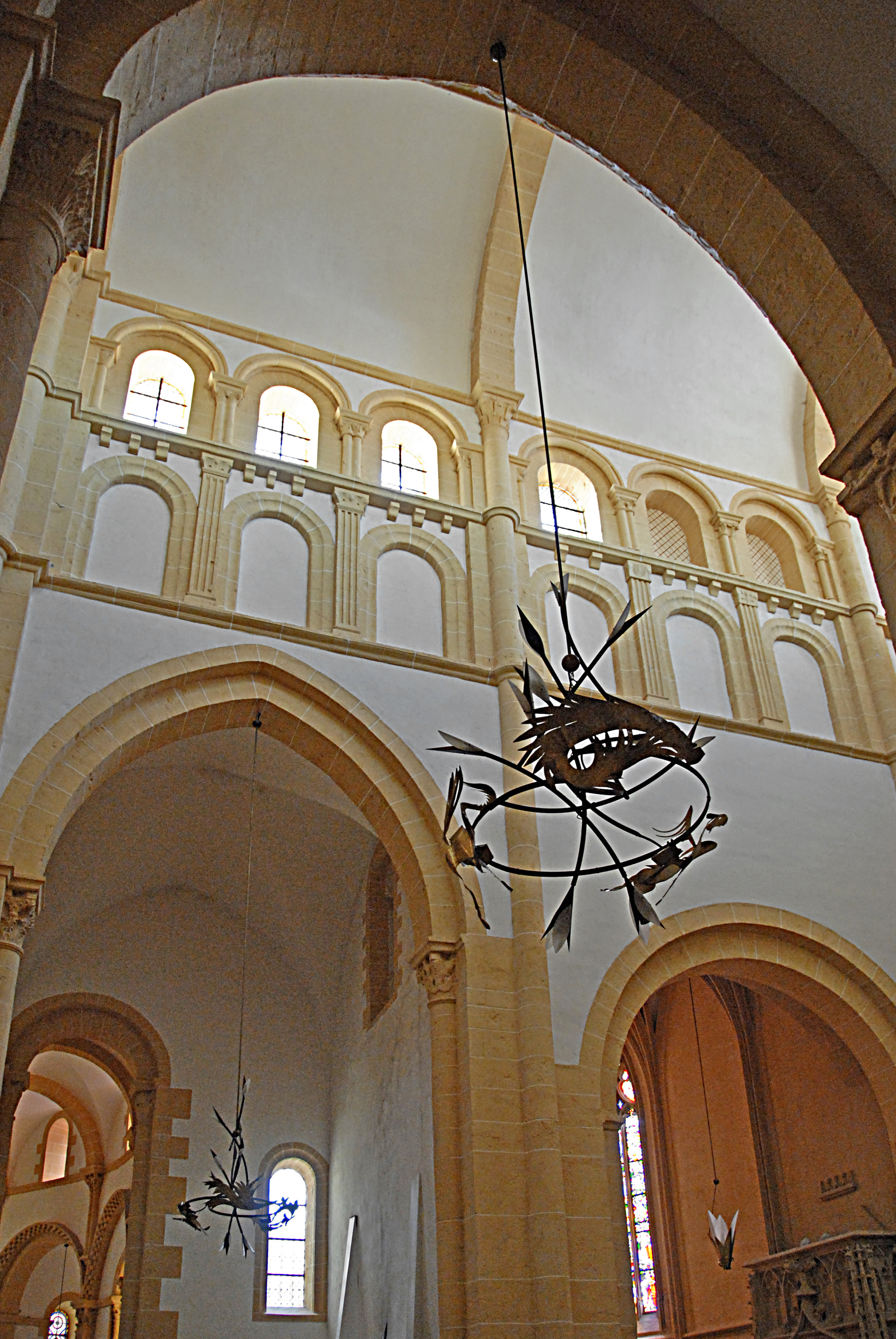
Südl. Querhausarm, Ostwand

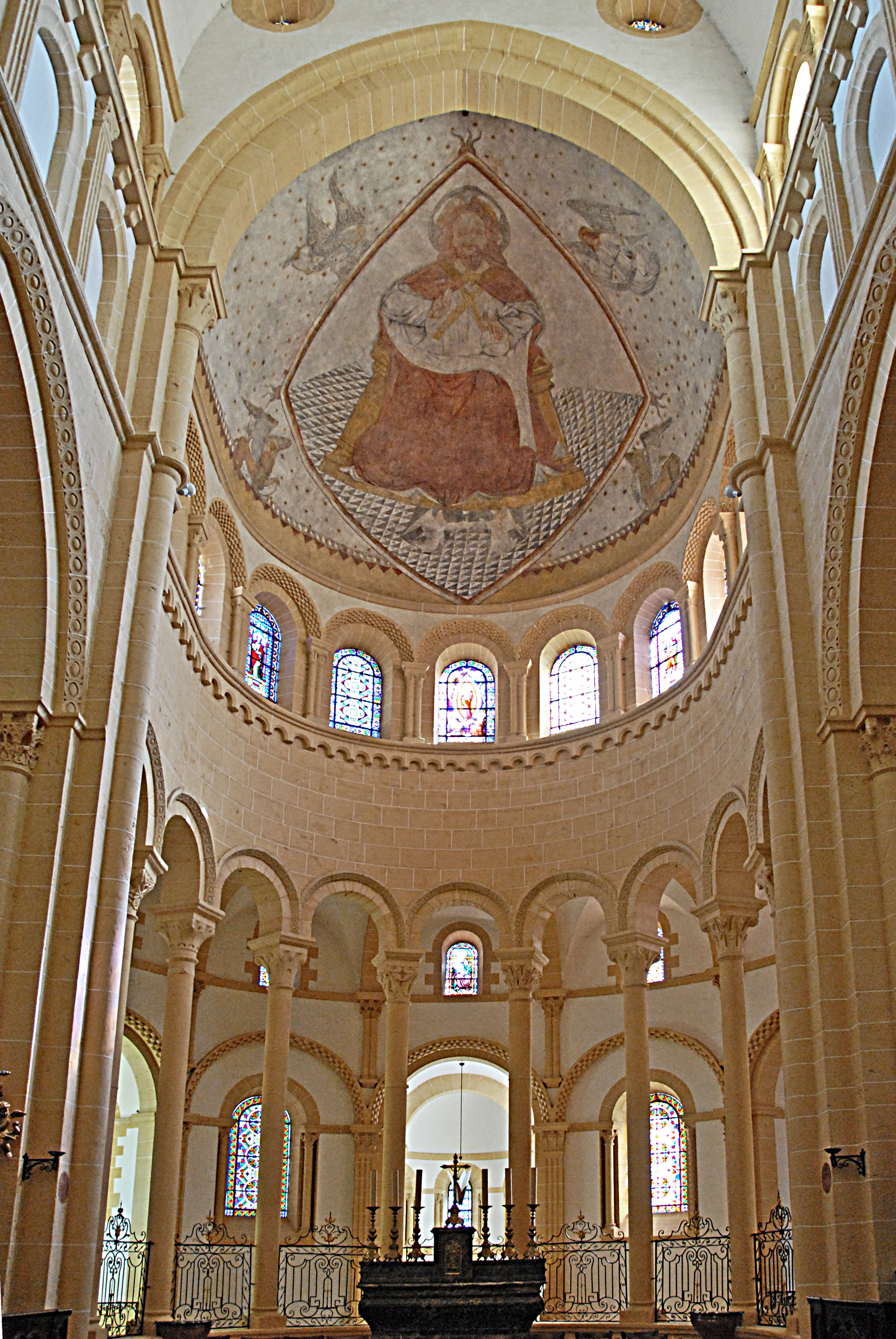
Chor aus Vierung

Das Querhaus weist sehr ähnliche Gestaltungsmerkmale wie die des Mittelschiffs auf, die es weitgehend unverändert übernimmt. Der lang gestreckte Grundriss der Querhausarme wird jeweils in drei Abschnitte unterteilt, zwei in Breite der Seitenschiffe und in einen schmalen Restabschnitt. Die Gewölbehöhe und die Höhenteilung der Geschosse entsprechen denen des Mittelschiffs. Die Unterteilungen übernehmen Arkaden aus halbrunden alten Diensten in ganzer Wandhöhe, die unmittelbar den Wänden vorgelagert sind, auf deren Kapitellen die Gurtbögen stehen die leicht angespitzte Tonnengewölbe tragen. Die Gestaltung der oberen beiden Geschosse der beiden größeren Abschnitte entspricht genau denen des Mittelschiffs. In der Ostwand des südlichen Querhausarms mussten oberhalb der gotischen Querhauskapelle zwei Fenster geschlossen werden, da sie außen von der Kapelle verdeckt werden. Der obere Bereich der Querhausgiebelwände entspricht nahezu dem der westlichen Mittelschiffgiebelwand. In den beiden Raumecken sind in ganzer Wandhöhe Ecken von Wandvorlage eingestellt, die aber im Gewölbebereich nicht weitergeführt werden. Mittig in der nördlichen Giebelwand ist das Seitenportal eingelassen, das von einem hölzernen Windfang verdeckt wird. Die Arkaden zu den Seitenschiffen, auch zu denen des Chorjochs, entsprechen den jochteilenden der Seitenschiffe. Die Bögen der letzteren weisen auf den äußeren Kanten zum Querhaus die Hohlkehlen auf, wie bei den Arkadenbögen der Scheidewände.
Zu den Querhauskapellen öffnen sich rundbogige Arkaden, deren Bogenkanten Rückversätze aufweisen und deren Scheitel knapp über den Höhen der Kapitelle der Schiffe liegen. Ihre Bogenansätze werden von Kämpferprofilen markiert.

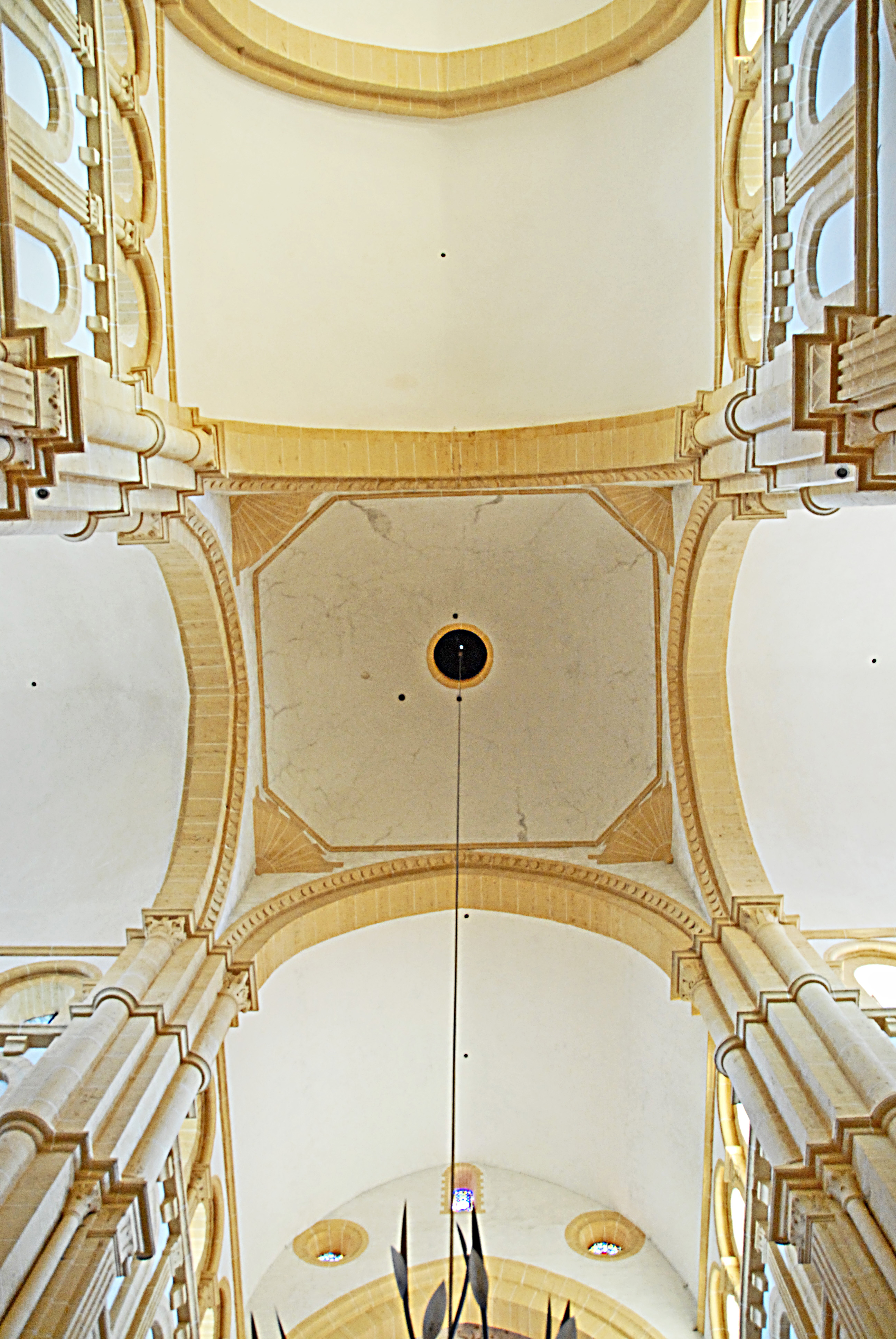
Vierungskuppel von unten

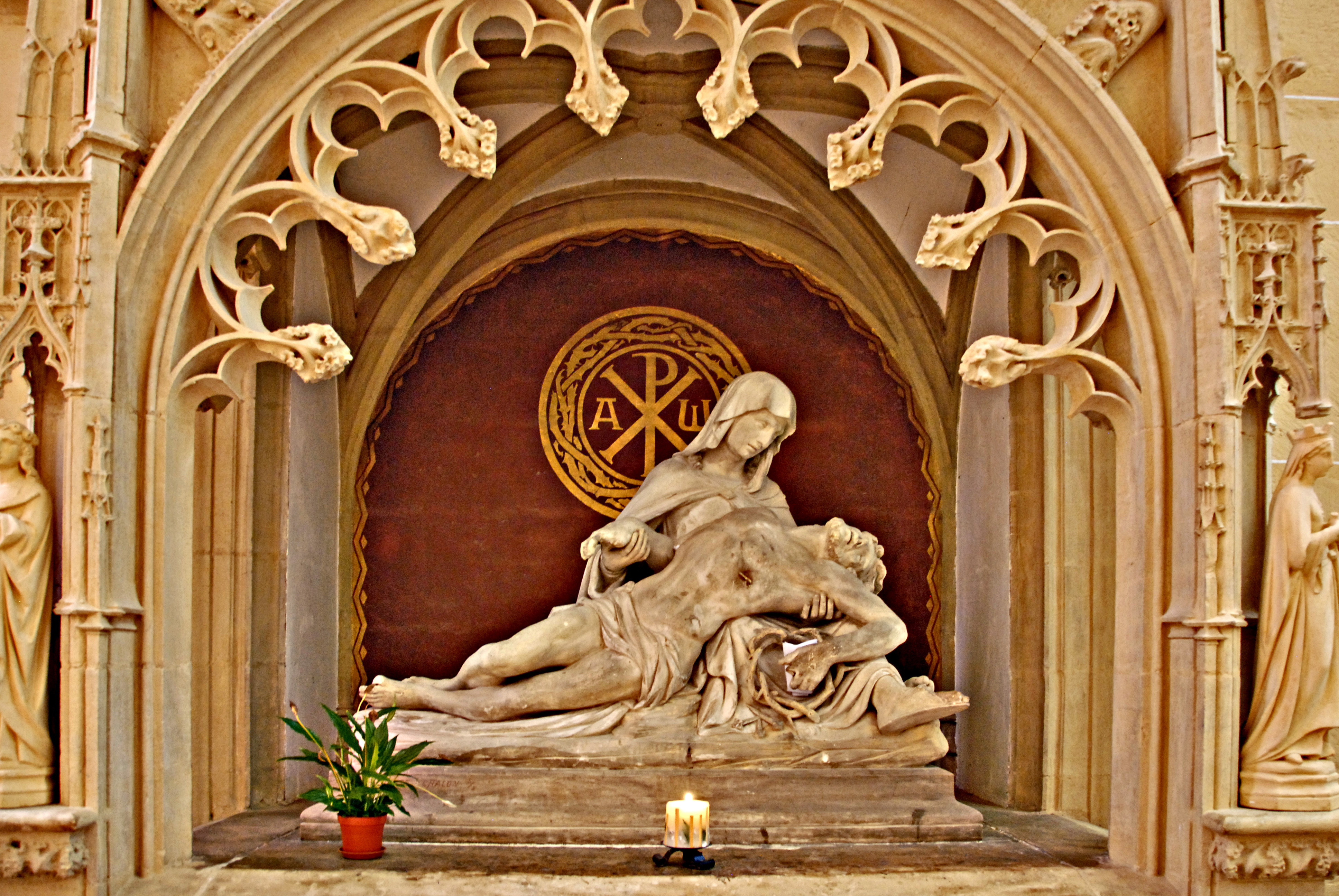
Pieta in südl. Querhauskapelle

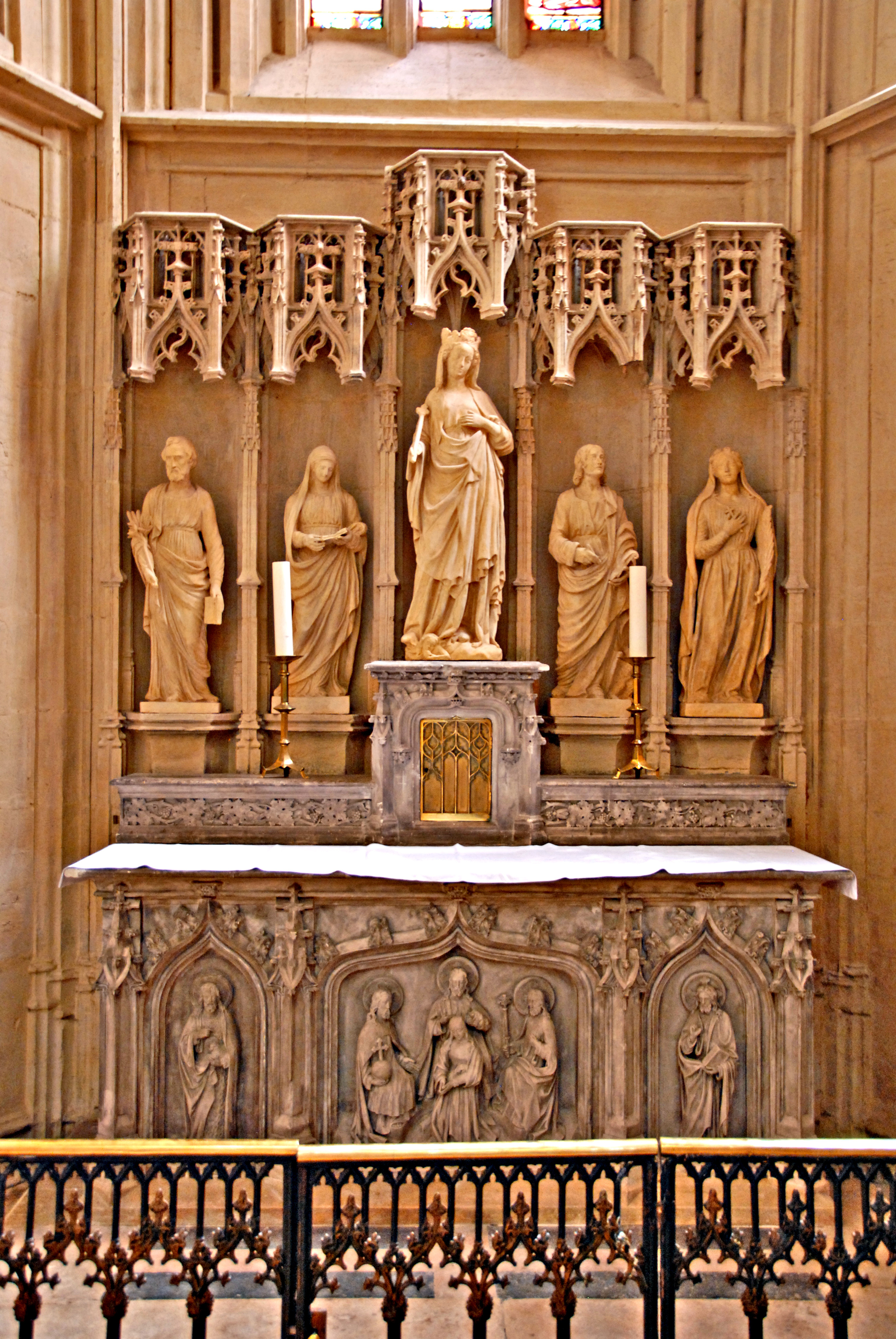
Altar in südl. Querhauskapelle

Die nördliche Kapelle ist noch die ursprüngliche und steht auf dem Grundriss eines Halbkreises. In Höhe der vorgenannten Kämpfer schließt ein Kragprofil die gerundeten Wände ab und darüber beginnt das Gewölbe einer halben Kuppelkalotte. Auf einem etwa 70 Zentimeter hohen Sockel mit profilierten Abdeckplatten steht eine vierteilige Blendarkatur. Ihre Bögen sind Rundstäbe, die auf ihrer Sichtseite mit einer Hohlkehle versehen sind, in die eine Reihe kreisrunder Täfelchen eingelassen ist. Sie stehen auf fünf Säulchen mit pflanzlich skulptierten Kapitellen, profilierten Kämpfern und Basen, auf Plinthen. In den drei äußeren Blendarkaden sind deutlich kleinere rundbogige Fenster ausgespart, mit aufgeweiteten Gewänden.
Die südliche Kapelle ist nicht mehr die ursprüngliche. Die ist in der gotischen Epoche umgebaut und erweitert worden. Ihr Grundriss ist fast ein Quadrat, an das sich ein halbes Sechseck anschließt. Er wird überdeckt von einem gotischen Kreuzrippengewölbe, aus zwei Rechtecken mit zwölf Segmenten und einem halben Sechseck aus acht Segmenten. Die drei hohen spitzbogigen Fenster zeigen in ihrem oberen Bereich kunstvoll gestaltetes gotisches Maßwerk.
Die nicht ganz quadratische Vierung öffnet sich rundum mit fast den gleichen Arkaden, wie die letzte Arkade des Langhauses. Die Arkade zum Chor, der sogenannte Triumphbogen, ist identisch. Die Arkaden zu den Querschiffarmen hin weisen als einzigen Unterschied im Erdgeschoss keine vorgeblendeten Pilaster, sondern halbrunde alte Dienste auf. Die äußeren Kanten aller Arkadenbögen sind mit den gleichen Hohlkehlen ausgestattet, wie die Arkadenbögen der Scheidewände. Nicht weit über den Scheiteln der Vierungsarkaden befindet sich der Umriss der Vierungskuppel in Form eines Achtecks, bei dem sich lange mit kurzen Seiten abwechseln. Die kurzen Seiten finden sich in den Ecken des Vierungsquadrats über kleinen fächerförmigen Trompen. Die Kuppel wölbt sich gleichmäßig, ohne dass von den Ecken ausgehende Grate erkennbar sind. Im Kuppelscheitel ist eine kreisrunde Öffnung ausgespart, die zum Vertikaltransport von Glocken, Handwerkszeug und Material dienen soll.

Galerie Querhaus
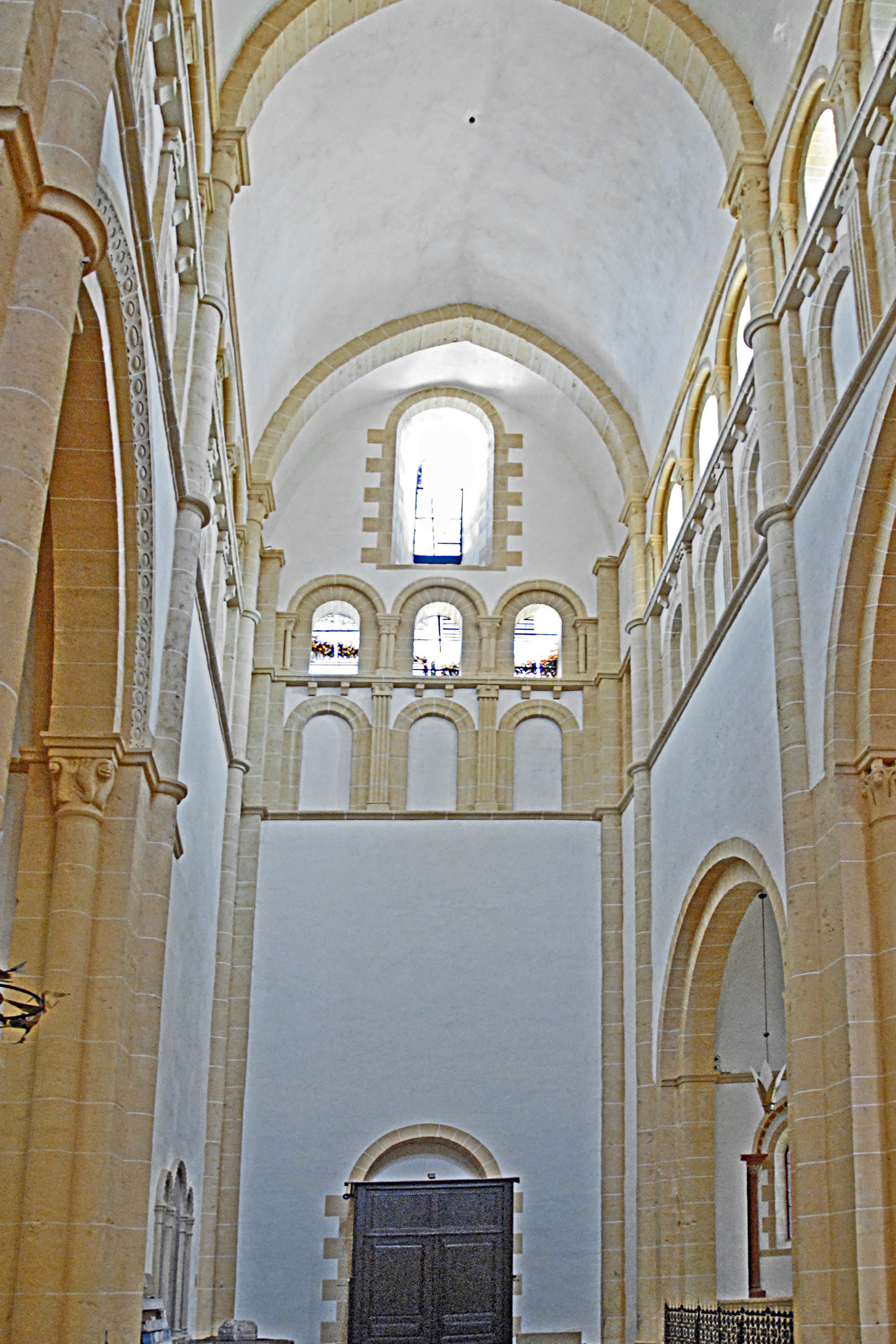
Nördl. Querhausarm, Giebelwand
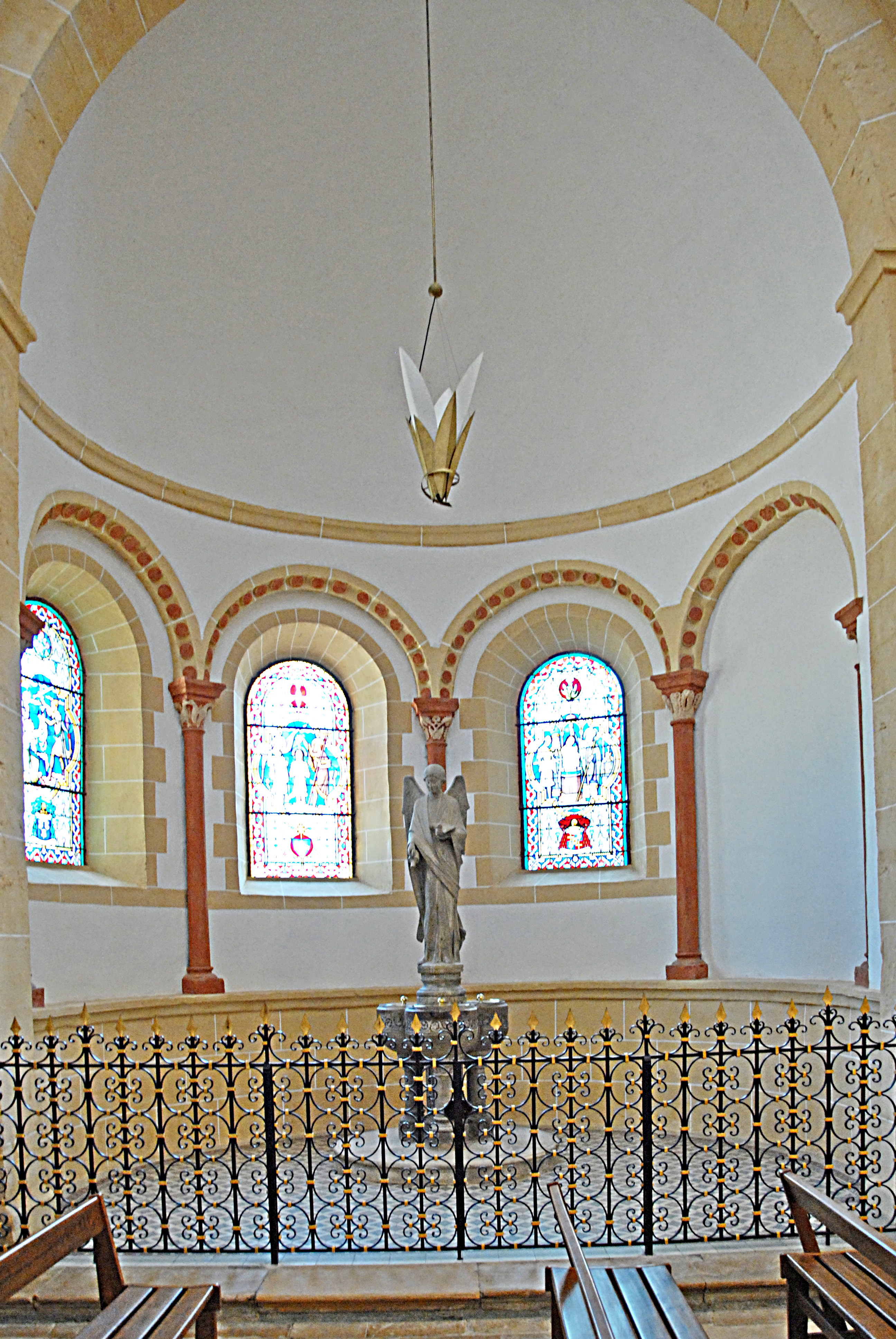
Nördl. Querhauskapelle
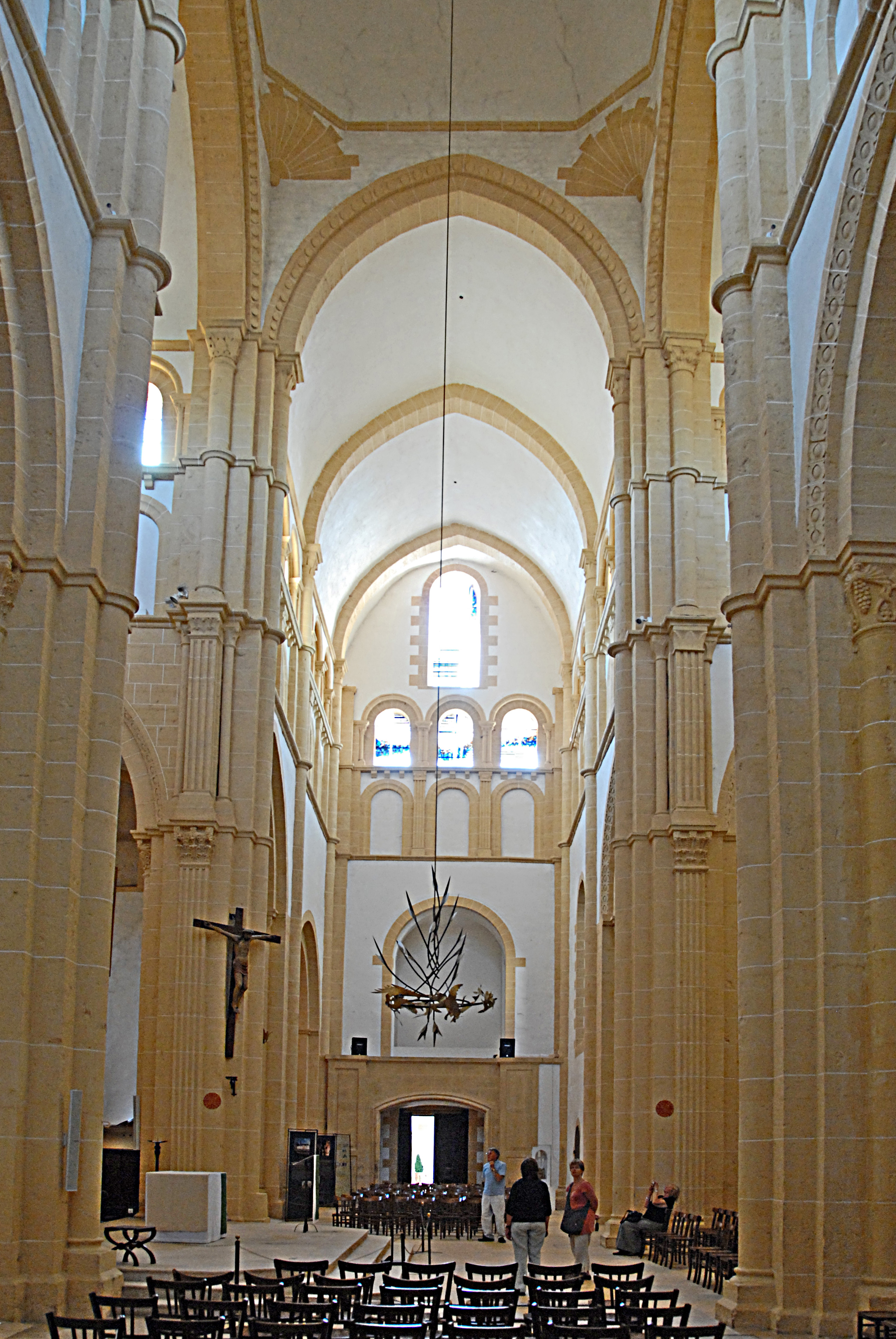
Mittelschiff u. Vierung aus Chor
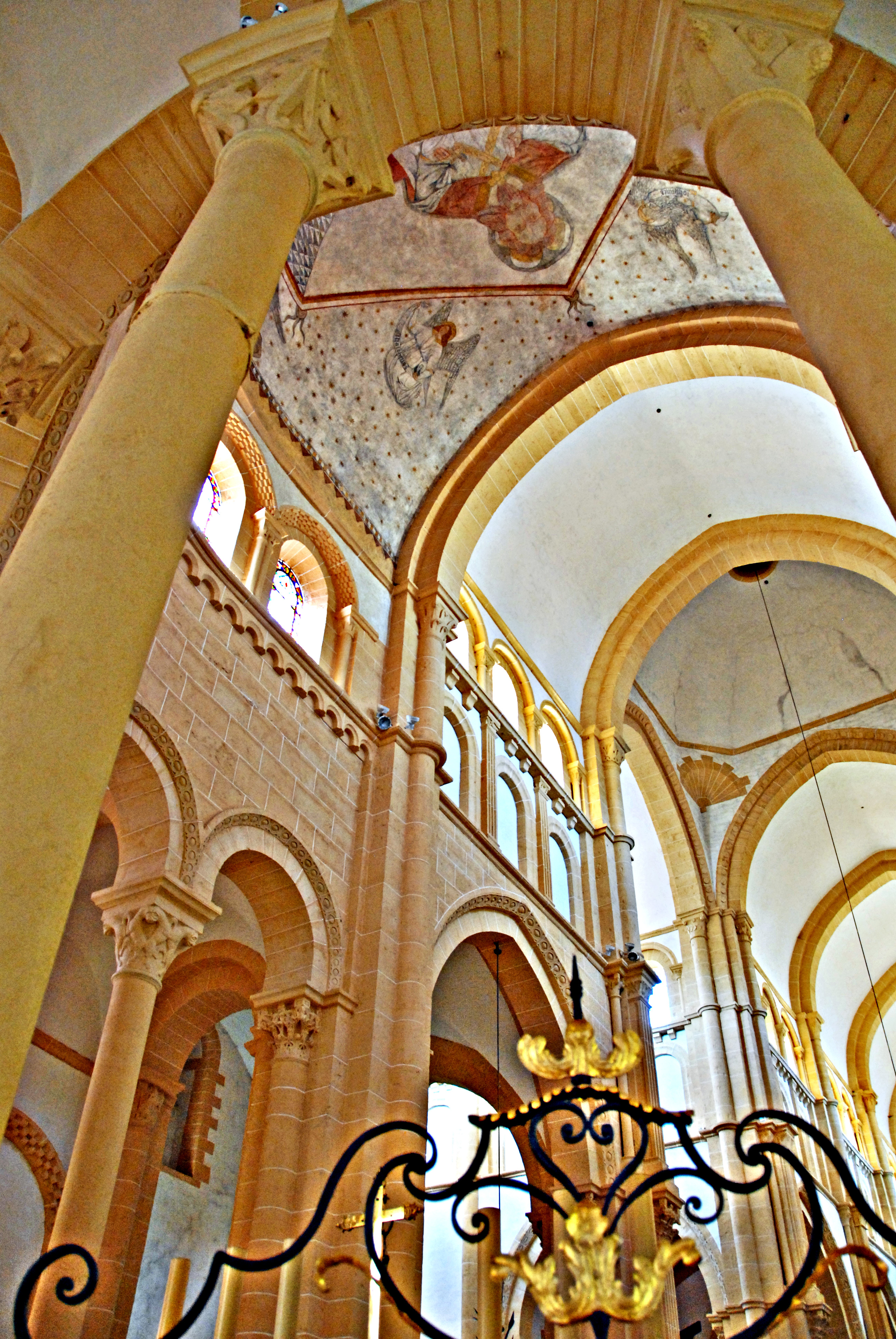
Gewölbe Chor u. Vierung

##### Chorhaupt mit Ambulatorium und Kapellenkranz

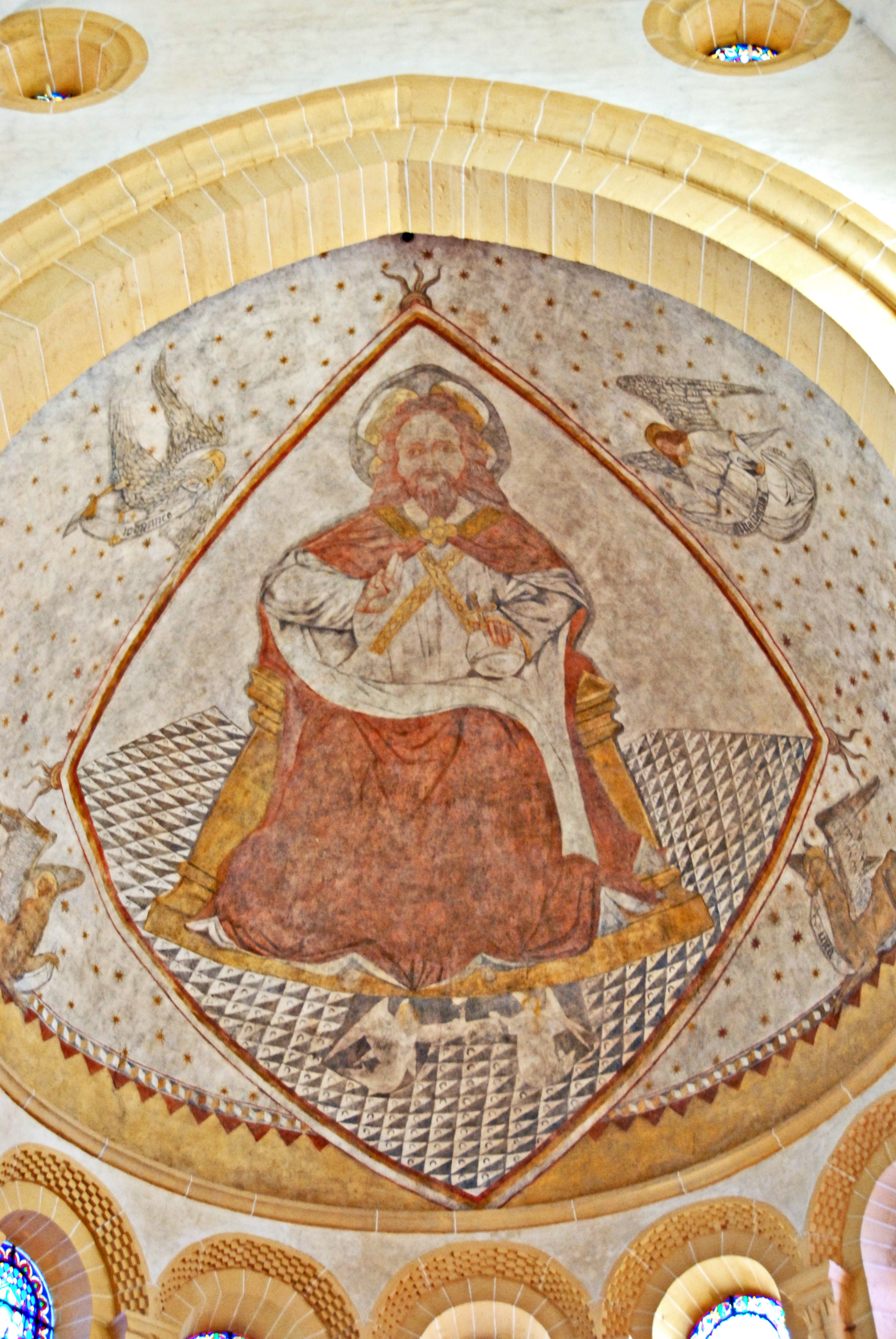
Fresko in Chorapsis

Das Chorjoch mit seinen Seitenschiffen schließt an die östliche Querhauswand an und besitzt den gleichen Grund- und Aufriss wie ein Joch des Langhauses. In den Ostwänden der Seitenschiffe öffnen sich je einen fast halb so schmale Arkade in den Chorumgang. Deren halbrunder Bogen weist scharfkantige Rückversätze auf und steht auf halbrunden alten Diensten.mit skulptierten Kapitellen, profilierten Kapitellen, Basen und kantigen Plinthen. Im südlichen Seitenschiff ist in der gleichen Wand ein schlankes rundbogiges Fenster ausgespart. In dessen Südwand ist ein hoch angeordnetes Fenster dieser Art außenseitig verschlossen, durch den Anbau der gotischen Kapelle. Im nördlichen Seitenschiff befindet sich dieses Fenster in der Nordwand.
Die Arkade zur zweigeschossigen Chorapsis reicht mit ihren Bogenansätzen hinauf auf die Höhe des Kragprofils mit Kragkonsolen, das die beiden Obergeschosse des Chorjochs trennt. Sein angespitzter Bogen mit beidseitigen Rückversätzen steht auf gleich breiten Wandvorlagen, die aus den chorseitigen Armen der Pfeilerkerne weiter hochgeführt sind und denen halbrunde alte Dienste vorgeblendet sind, mit der aus dem Querschiff bekannten Ausrüstung. Im Giebelwandbereich über dieser Arkade ist hoch unter dem Gewölbescheitel ein kleines rundbogige Fenster und etwas weiter unten am Gewölberand je ein kleines kreisrundes Ochsenauge ausgespart.

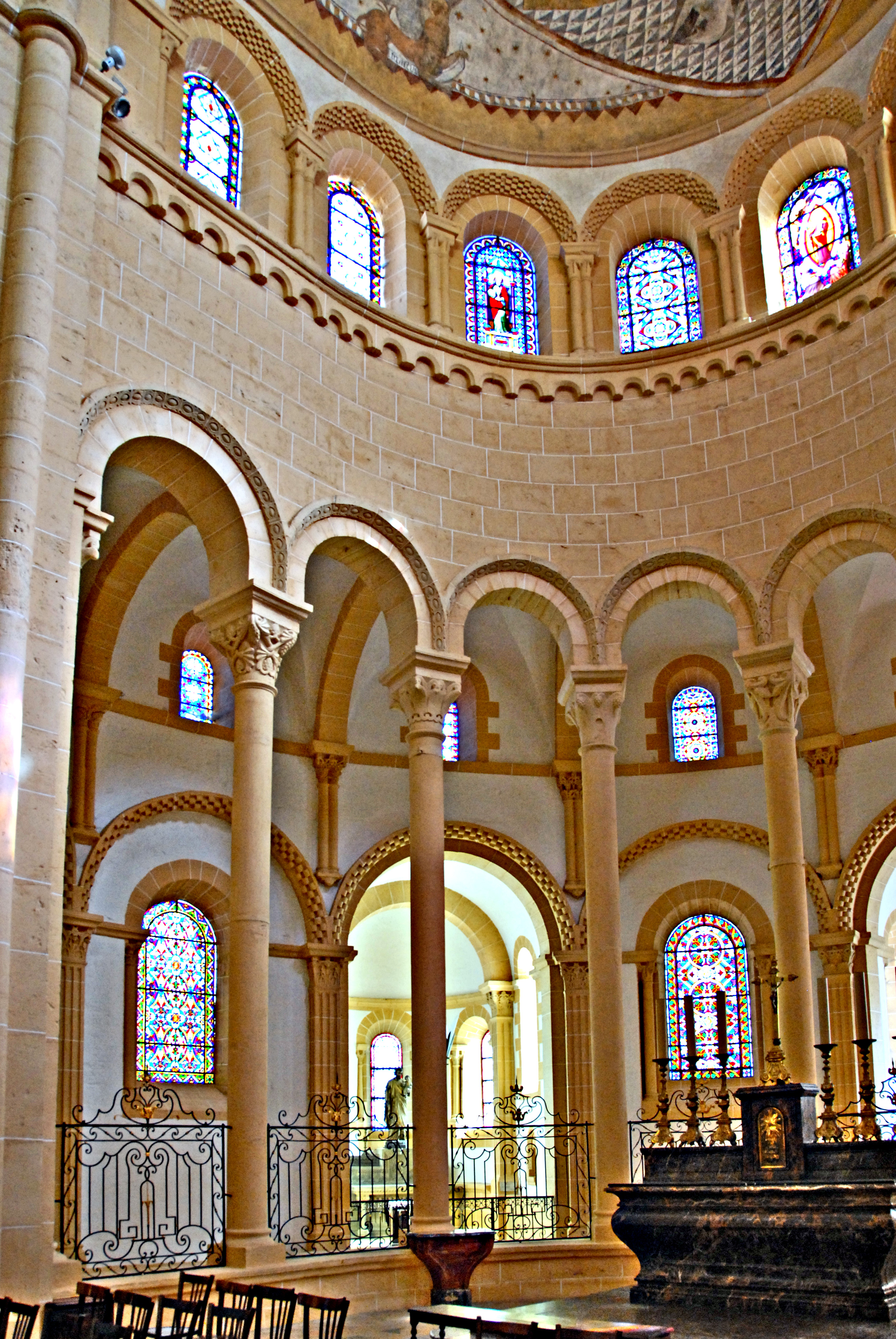
Chorapsis m. Umgang, nördl. Hälfte

Die Chorapsis steht auf einem Grundriss, der sich aus einem schmalen Rechteck und einem Halbkreis zusammensetzt. Er wird umschlossen von einem Kranz von insgesamt neun schlanker Arkaden, deren scharfkantige Keilsteinbögen, jeweils zwei gemeinsam auf ungewöhnlich schlanken Säulen stehen. Sie sind mit überwiegend pflanzlich, teilweise auch figürlich skulptierten Kapitellen, weit ausladenden profilierten Kämpfern, profilierten Basen und Plinthen ausgerüstet. Sie stehen gemeinsam auf einen um die Apsis herumgeführten Sockel.
Die letzten Bögen stehen auf halbrunden Diensten an den Armen der kreuzförmigen Pfeilerkerne, mit der bekannten Ausrüstung. Die Keilsteinbögen werden von einem ausladenden Kragprofil überfangen, deren Sichtkanten mit dem gleichen Profil gebrochen werden, wie die der äußeren Kanten der Arkadenbögen der Scheidewände. Die Kämpfer der Apsisarkaden liegen genau auf Höhe der Kämpfer der seitlichen Arkaden des Chorjochs. Das Kragprofil, das das Erdgeschoss des Chorjochs abschließt, läuft auch um die ganze Chorapsis herum, wird dort aber von einem Bogenfries unterstützt, dessen Sichtkanten mit Hohlkehlen gebrochen sind.

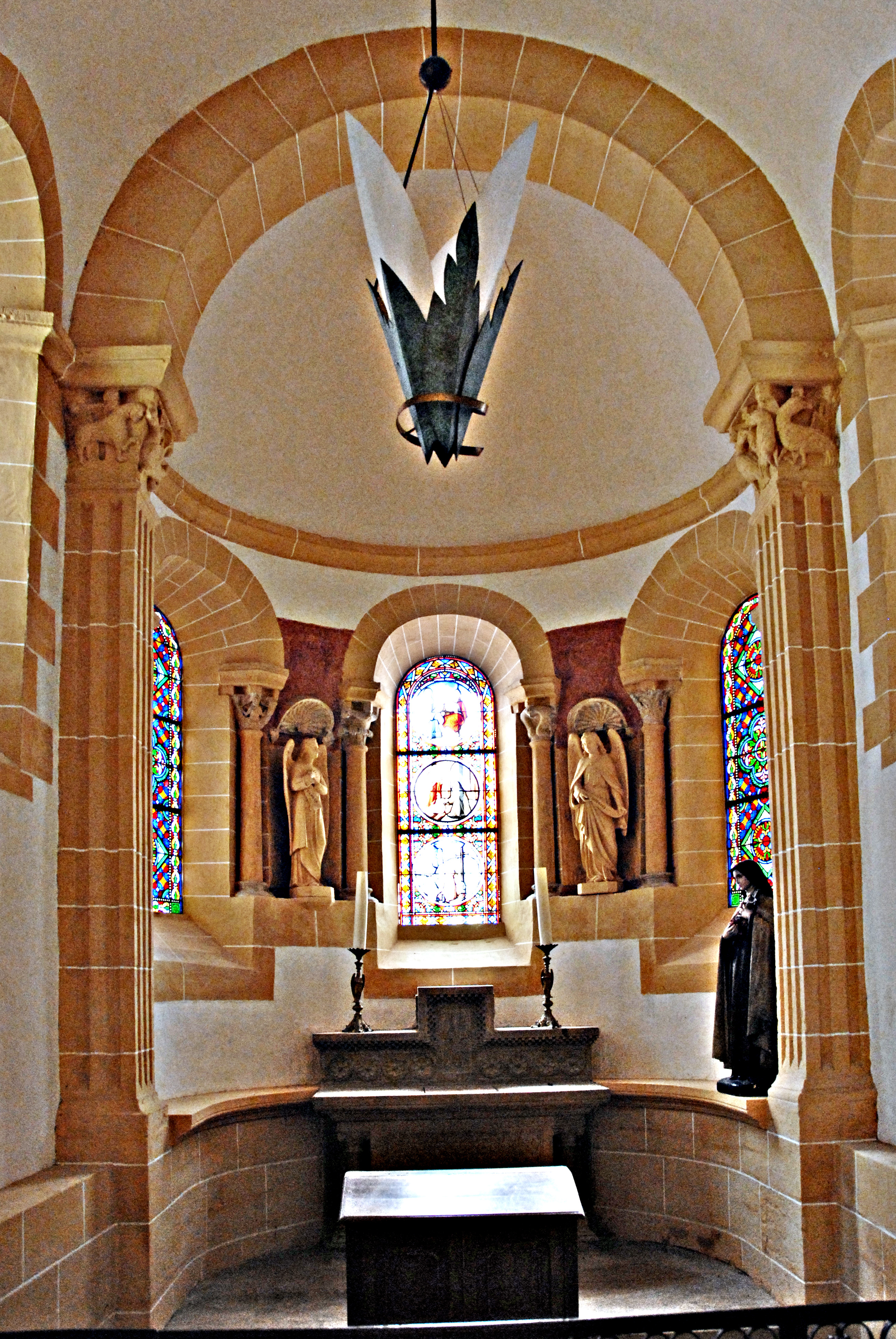
Kranzkapelle, Apsis

Das zweite Geschoss wird auf dem Kragprofil umschlossen von einer Reihung von insgesamt neun rundbogigen Fenstern mit scharfkantigen Laibungen. Die Keilsteinbögen der Fenster werden von Bögen überfangen deren abgeschrägten Sichtkanten von einem vielfachen Rollenfries dekoriert werden. Die Bögen stehen, jeweils zwei gemeinsam, auf Säulchenpaaren, die äußeren auf einzelnen Säulchen, die alle mit skulptierten Kapitellen, profilierten Kämpfern und Basen, auf kantigen Plinthen ausgerüstet sind. Knapp über den Bogenscheiteln wird das obere Geschoss der Chorapsis mit dem Kämpferprofil der großen Apsis zwischen Chorjoch und Apsis abgeschlossen. Darüber beginnt das Gewölbe der Chorapsis aus einem kurzen Stück Tonne an die sich eine halbe Kuppelkalotte anschließt. Das Gewölbe ist mit einem mehrfarbigen Fresko bemalt, das den thronenden Christus in einer leicht eckigen Mandorla darstellt, die außenseitig von den geflügelten Evangelistensymbolen begleitet wird.
Das relativ schmale Ambulatorium (der Chorumgang) umschließt die ganze Chorapsis. Es wird von acht Gurtbögen in zwei rechteckige und sieben konisch zulaufende Abschnitte unterteilt, die von Kreuzgratgewölben überdeckt werden. Die Gurtbögen stehen einerseits auf den Säulen der Apsisarkaden, andererseits auf Säulchenpaaren die der Außenwand vorgeblendet sind und zwischen den äußeren Blendarkaden auf Kragkonsolen stehen. Sie sind mit pflanzlich skulptierten Kapitellen, schlicht profilierten Kämpfern und Basen auf Plinthen ausgestattet. Die Kämpferhöhe entspricht denen der Apsisarkaden. Das Kämpferprofil wird um die ganze Umfassungswand des Umgangs herumgeführt. Dieser Wand sind im Erdgeschoss neun rundbogige Blendarkaden vorgestellt, deren Bögen aus Kragprofilen bestehen, deren abgeschrägten Sichtkanten mit einem mehrfachen Rollenfries dekoriert sind. Sie stehen auf kannelierten Pilastern, die von den anderen bekannt ausgestattet sind. Drei der Arkaden umschließen knapp die Öffnungen zu den Kranzkapellen. Die Arkaden zwischen und seitlich der äußeren Kapellen enthalten verhältnismäßig große rundbogige Fenster. Deren scharfkantige Keilsteinbögen auf Säulchen in Wandrückversätzen stehen und wie gewohnt ausgestattet sind. Ihre Kämpfer werden von den Kämpfern der Blendarkaden übernommen. Ihre Brüstungen sind steil abgeschrägt. Die Arkaden ganz außen enthalten glatte Wandflächen.
Die drei Radial- oder Kranzkapellen stehen jeweils auf dem Grundriss aus einem Rechteck, an das sich ein Halbkreis anschließt. Die Scheitelkapelle weist nach Osten, die beiden anderen Kapellen nach Nordosten und Südosten. Das Kapellenjoch wird von einem Tonnengewölbe, die Kapellenapsis von einer halben Kuppelkalotte überdeckt, die untereinander von einer Arkade getrennt sind, aus einem scharfkantigen halbrunden Bogen, der auf allseitig kannelierten Pilastern steht, die mit figürlich skulptierten Kapitellen, profilierten Basen auf Plinthen ausgerüstet sind. Die Pilaster stehen auf vortretenden Wandkonsolen, die um die ganze Kapellenwand herumgeführt sind. Wand und Kalotte der Apsis werden von einem schlichten Kragprofil getrennt. In die Seitenwände der Kapellenjoche ist je ein rundbogiges Fenster mit scharfkantigen Laibungen ausgespart, dessen Bogenansätze mit Kämpferprofilen markiert sind, die auf der Höhe der Kämpfer der Pilaster liegen. Es ist deutlich kleiner als die Umgangsfenster. Etwa gleich groß sind die drei Fenster in der Apsis, die aber deutlich tiefer angeordnet sind und deren Brüstungen steil abgeschrägt sind. Die Scheitel ihrer Keilsteinbögen stoßen fast gegen das Profil des Kalottenrandes. Ihre Gewände sind leicht aufgeweitet. An deren Kanten stehen in Wandrückversätzen Säulchen, die mit figürlich skulptierten Kämpfern, profilierten Kämpfern und Basen ausgestattet sind, und die Keilsteinbögen tragen.

##### Kapitellskulptur
Die meisten Kapitelle in der Kirche sind mit pflanzlichen Motiven, oft feingliedrig und tiefgründig skulptiert. Häufig findet sich Akanthus-Blattwerk. Es gibt auch drei Kapitelle mit figürlichen historischen Motiven, die meist schwierig zu interpretieren sind.
Auf einigen Kapitellen finden sich Tiermotive, so etwa:
Zwei Adler-Kapitelle: Der Adler stand für das Bild der Seele, der sich über die weltliche Risiken erhebt. Der Adler war der Sonnenvogel oder der König der Vögel.
Der Apostel Johannes ist mit dem Adler der Apokalypse identifiziert worden.
Sieben Löwen-Kapitelle: Der Löwe symbolisiert die königliche Macht, die Macht und Ehre in der materiellen Welt. Er ist in der romanischen Symbolik verbunden mit der Sonne in der Astrologie. Der Löwe war das geistige Äquivalent der weltlichen Macht. Der Evangelist Markus ist als der Löwe der Apokalypse identifiziert worden. Manchmal wurde Jesus der Löwe von Juda genannt.
Drei Greifen-Kapitelle: Der Greif ist sicherlich persischen Ursprungs. Er wird als Löwe mit dem Kopf eines Adlers dargestellt und verband die spirituelle Seele (Adler) mit der materiellen Stärke (Löwe). Er verband den Himmel mit der Erde.

Galerie Kapitellskulptur
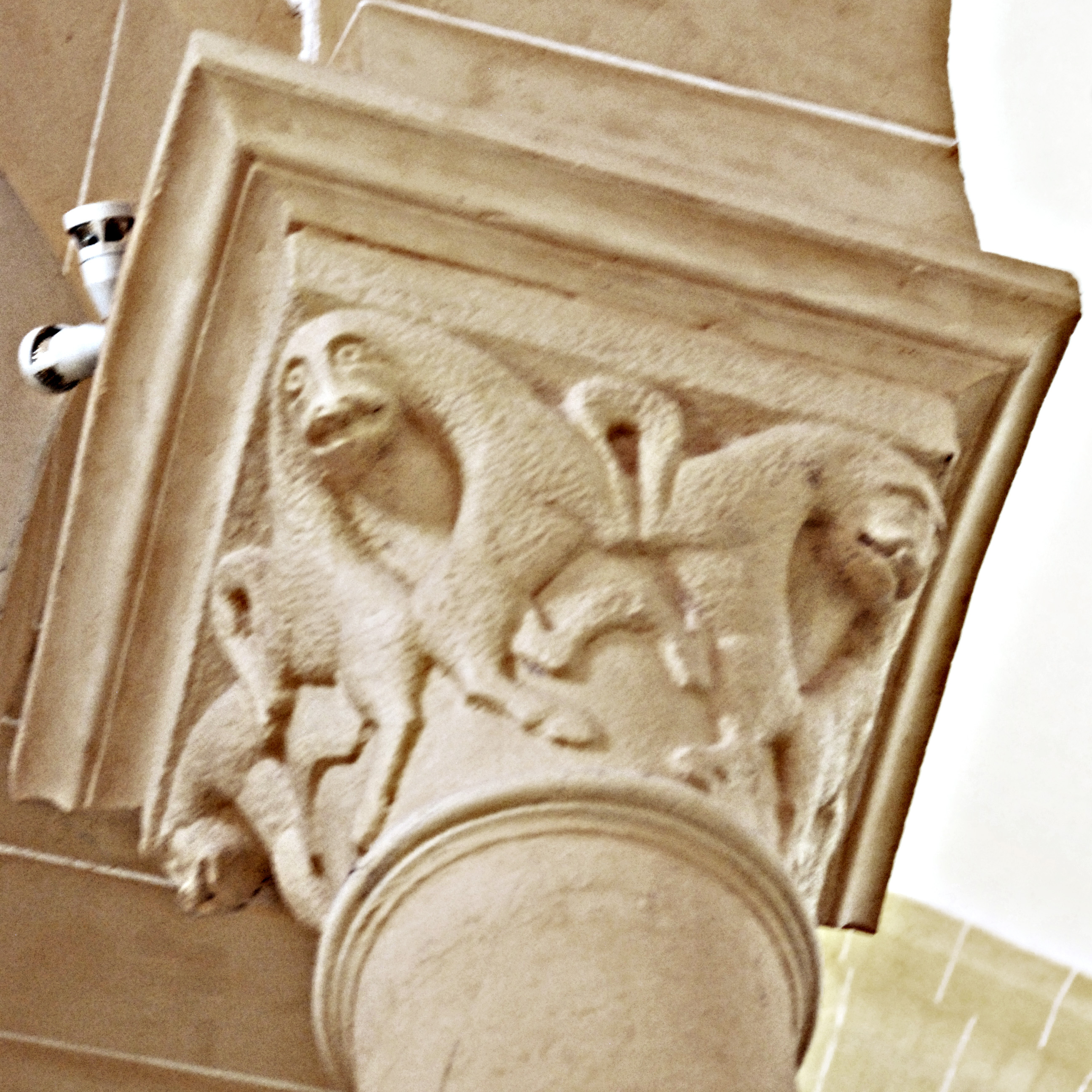
Löwen
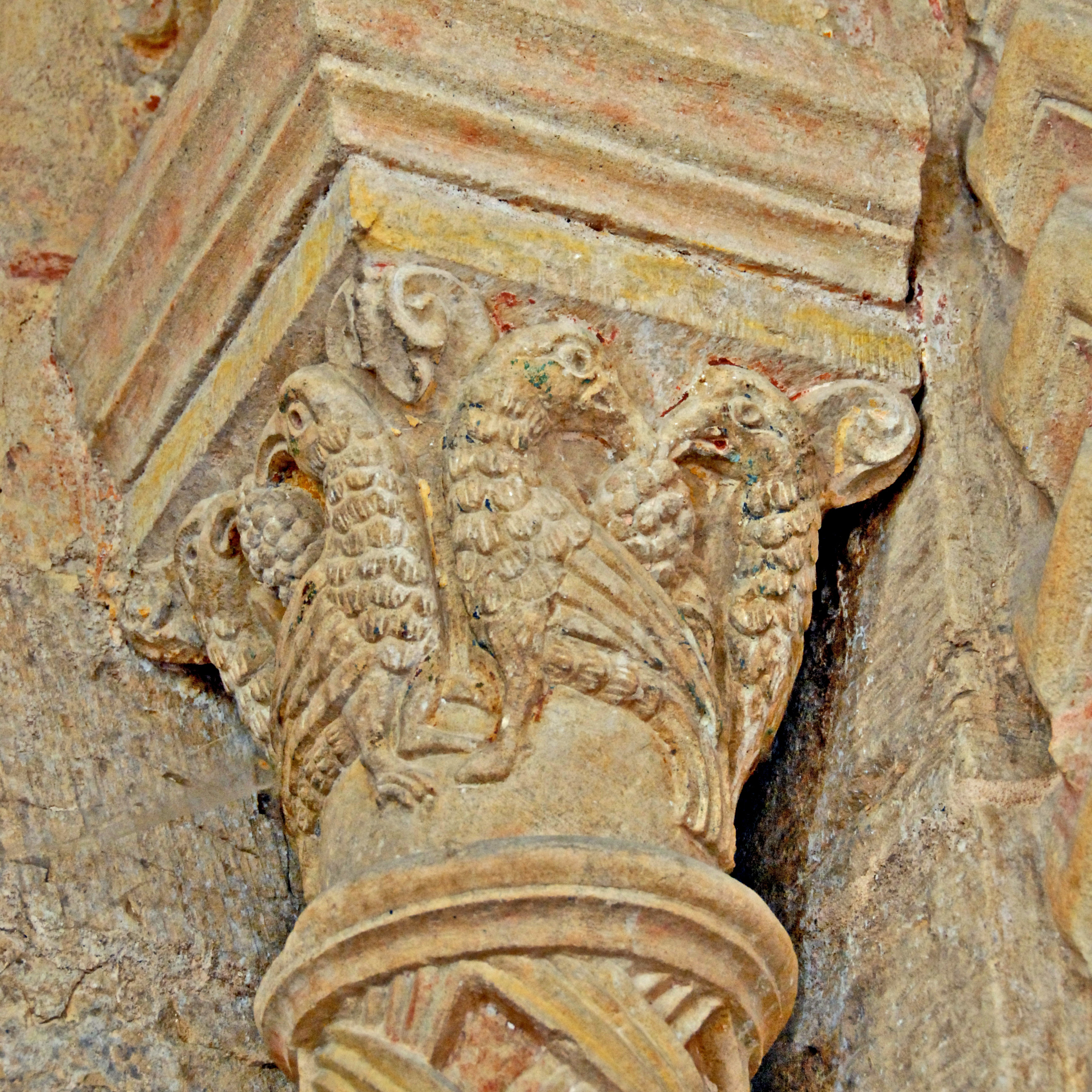
Adler
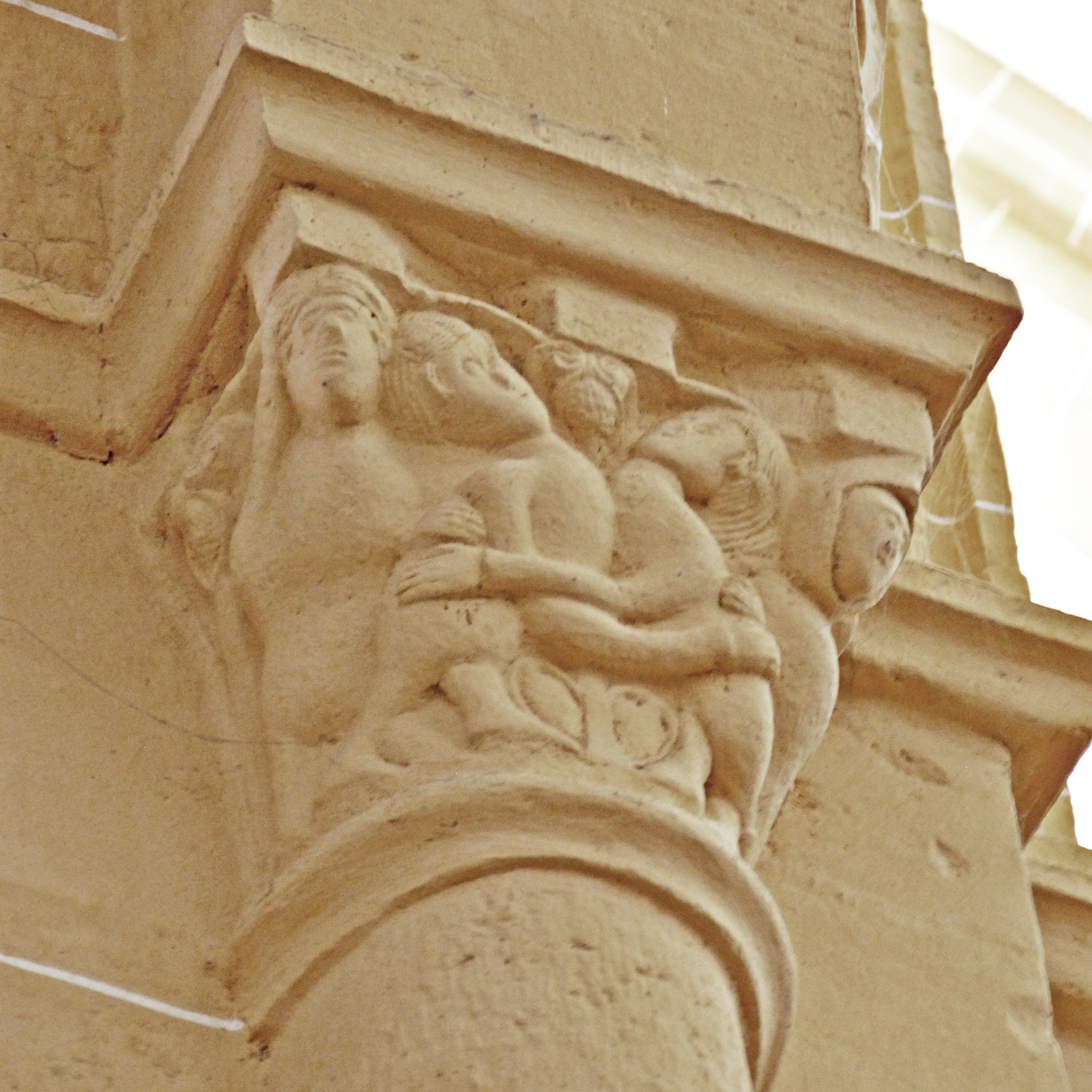
Ringende Menschen
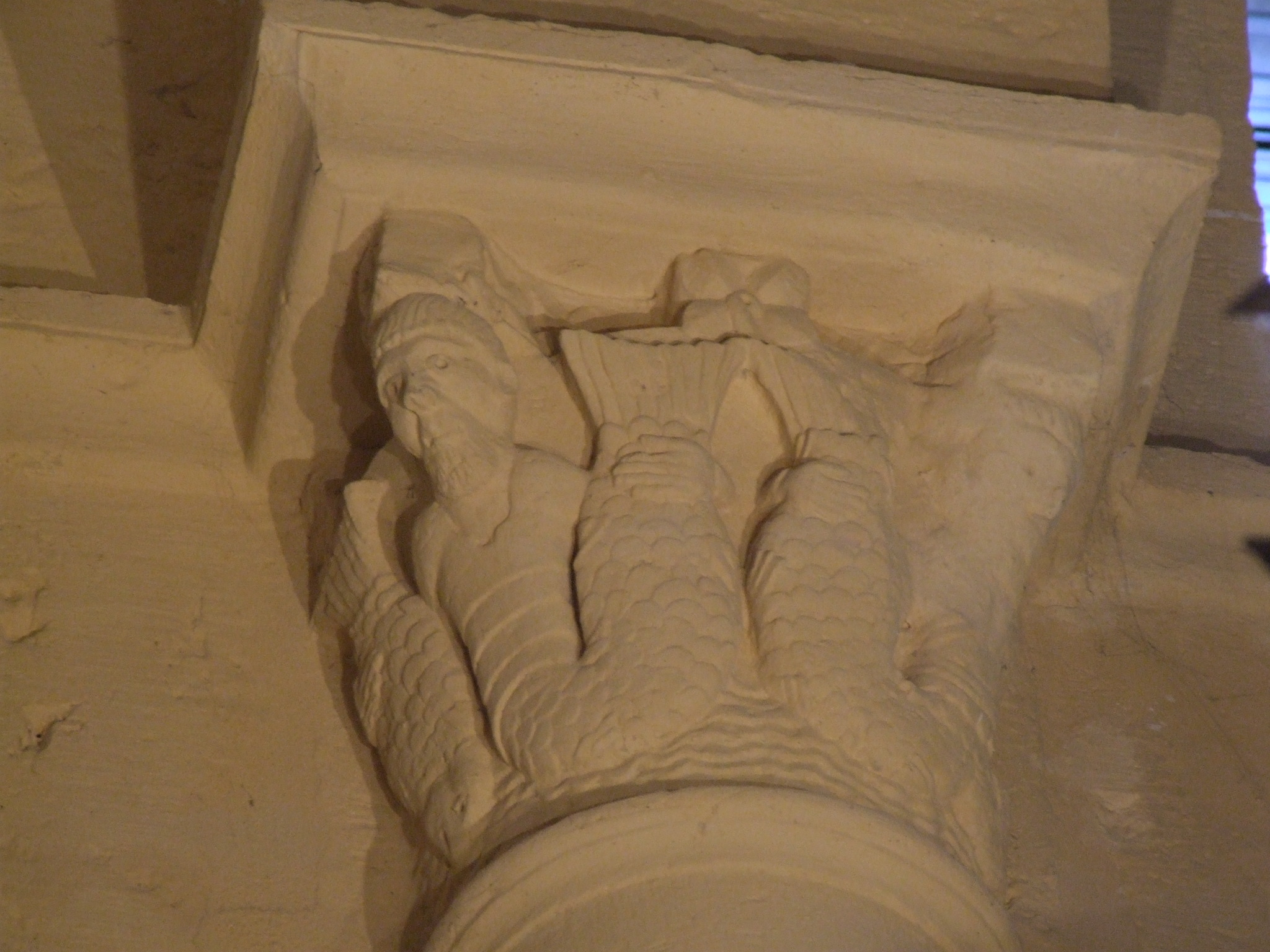
Kapitell mit bärtigen Sirenen
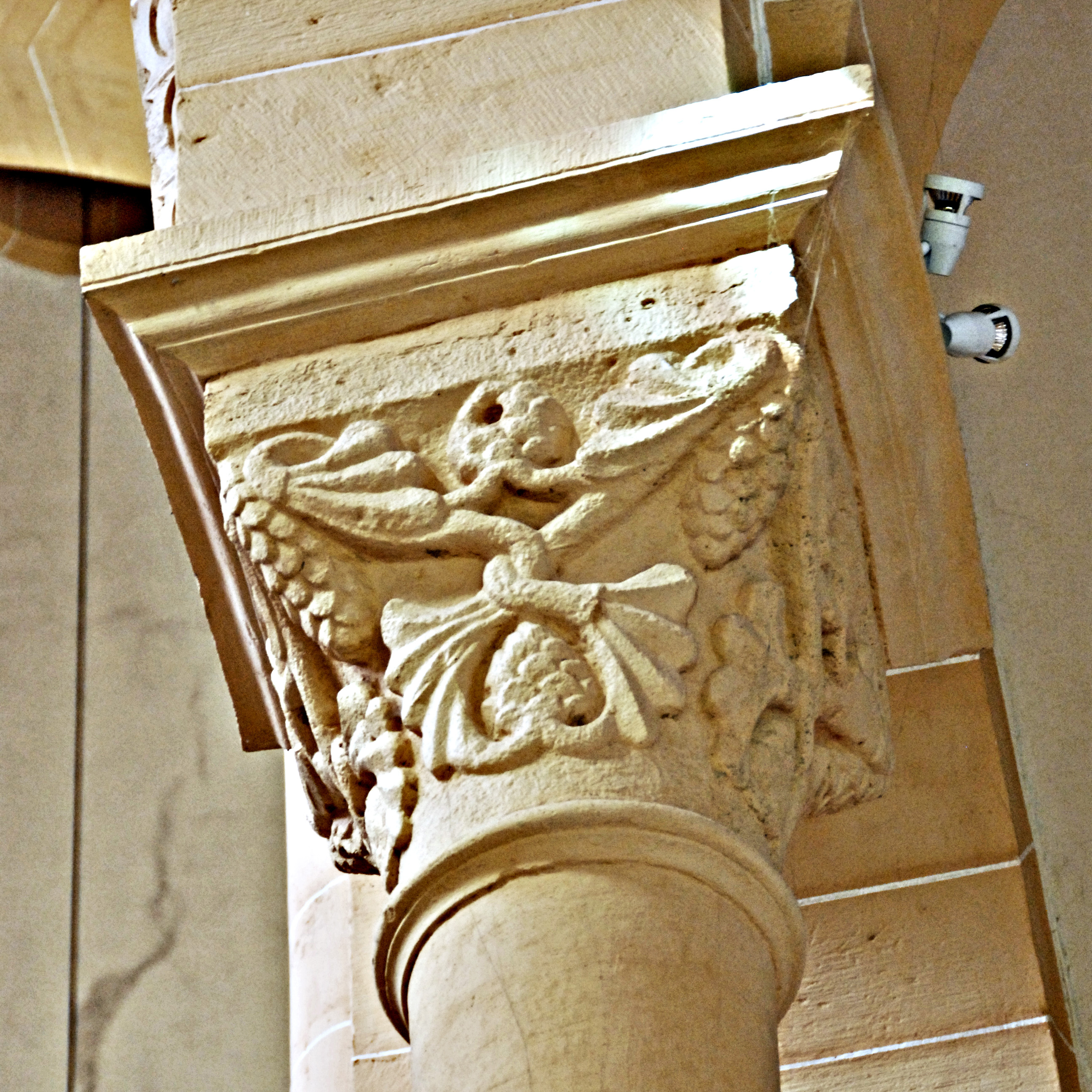
Pflanzliche Skulptur
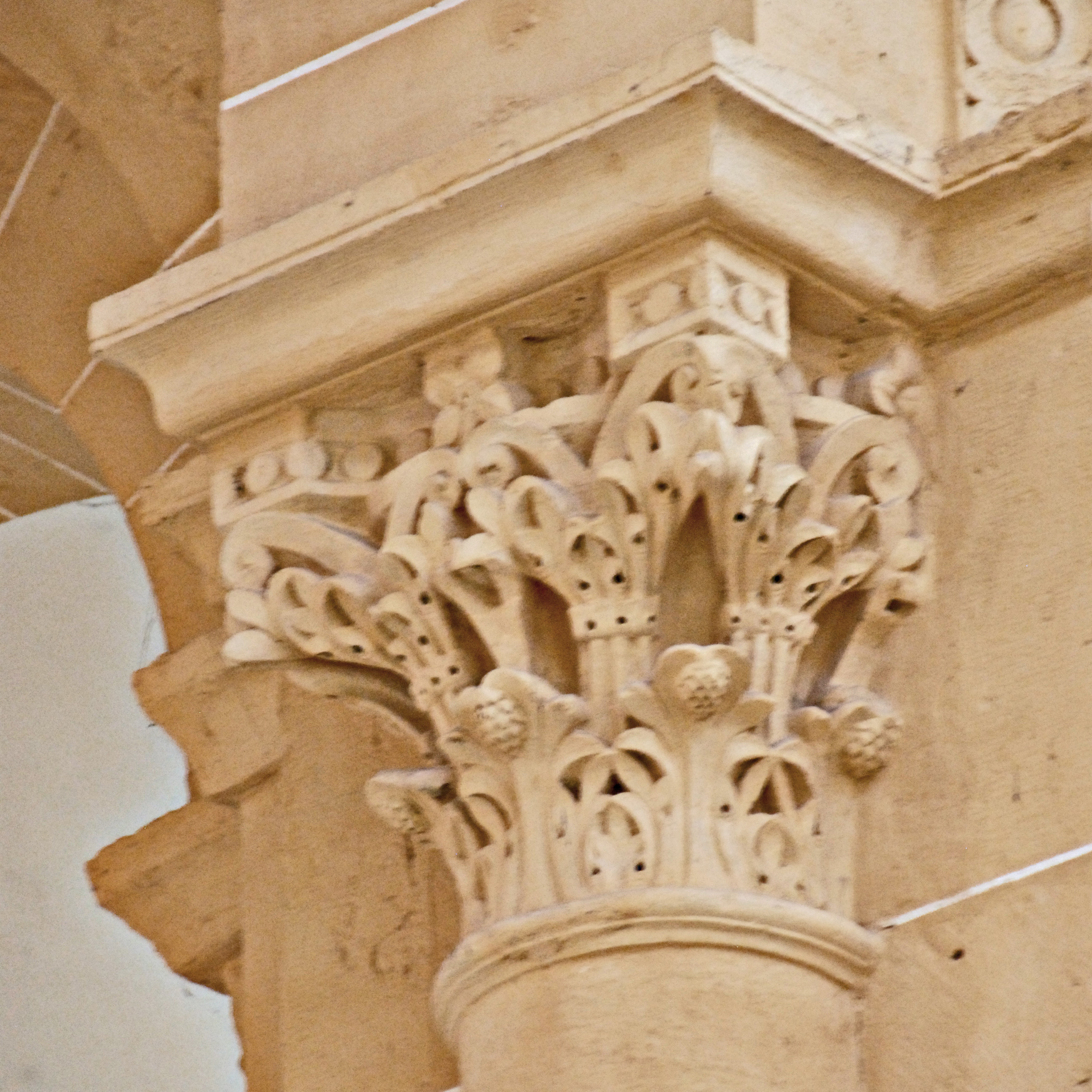
Pflanzliche Skulptur
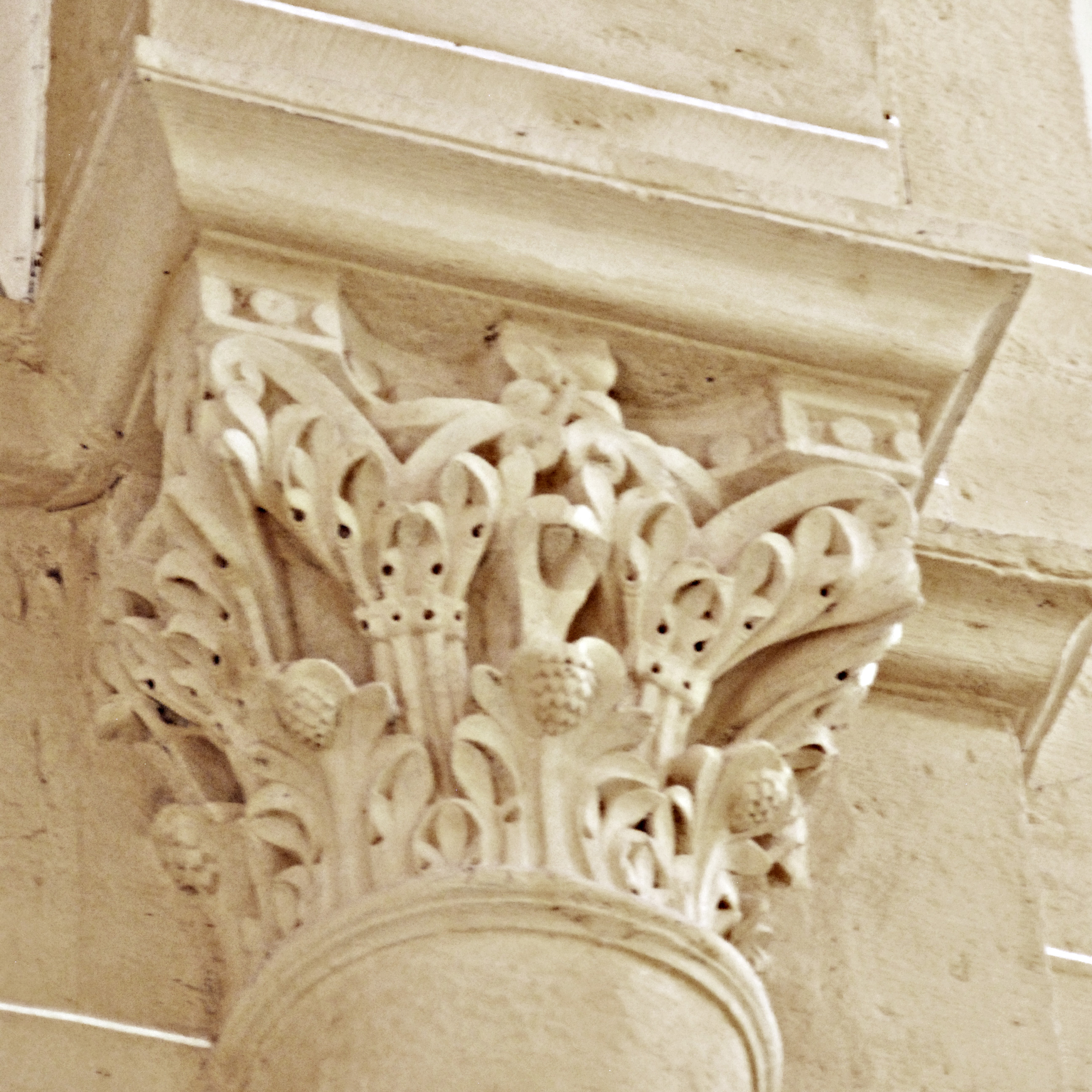
Pflanzliche Skulptur
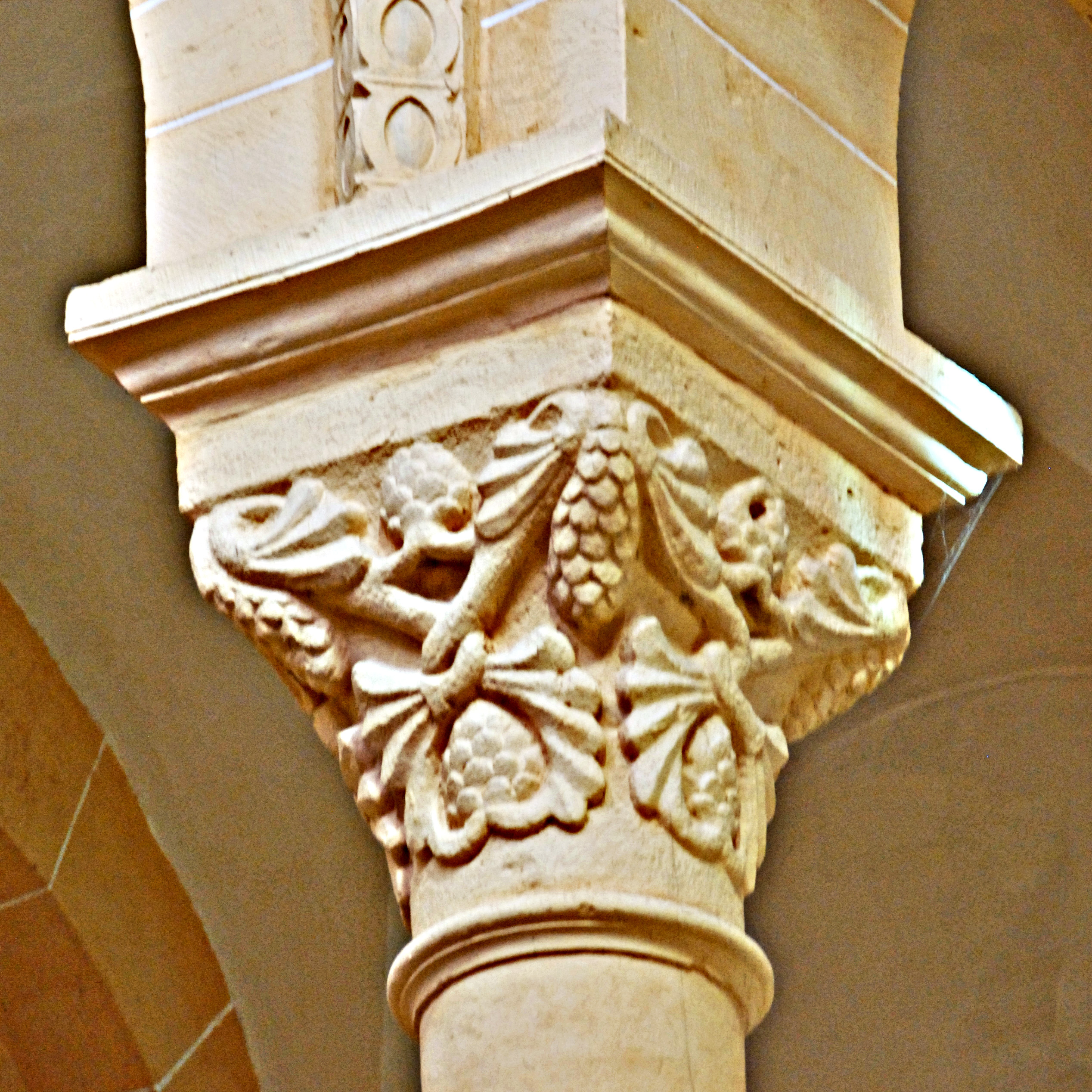
Pflanzliche Skulptur

## Glocken
Der Kirche Sacré-Cœur steht ein dreistimmiges Glockengeläut mit folgenden Daten zur Verfügung:
| Glocke | Name             | Gießer                 | Gussjahr | Gewicht | Schlagton |
| ------ | ---------------- | ---------------------- | -------- | ------- | --------- |
| 1      | Marie-Amélie     | Alexis Baudouin, Mâcon | 1858     | 900 kg  | dis′      |
| 2      | Marguerite-Maire | Gédéon Morel, Lyon     | 1868     | 770 kg  | f′        |
| 3      | Marie-Antoinette | Gédéon Morel, Lyon     | 1868     | 550 kg  | g′        |

## Orgel
Die Orgel in Sacré-Coeur wurde ursprünglich 1847 von Abbé Vial-d'Alais erbaut. Das Instrument wurde im Lauf der Jahrzehnte mehrmals überarbeitet und umgebaut. Trotz der letzten Überarbeitung im Jahr 1984 gelang es nicht, die Orgel funktionsfähig zu erhalten, so dass sie 1994 stillgelegt wurde. In den Jahren 2023/24 soll eine neue Orgel für die Kirche entstehen. Zunächst ist ein Umfang von 38 Registern auf drei Manualen und Pedal vorgesehen. Wenn die finanziellen Mittel es erlauben, soll sie später auf 43 Register erweitert werden. Als Orgelbauer ist die Manufaktur Blumenroeder vorgesehen.

## Nachweise
1. ↑  Sacré-Cœur auf clochesdebretagne (französisch)
2. ↑  Orgel Databank: Paray-le-Monial, France  - Basilique Sacré-Coeur
3. ↑  Le grand Orgue de Paray-le-Monial (französisch)

Koordinaten: 46° 26′ 59″ N, 4° 7′ 18″ O
- Gebaut.eu: Burgundische Romanik – Pontigny – Zisterziensergotik